# Liste de gisants situés en France
Cette liste recense les gisants situés en France, classés par départements, puis par communes dans l'ordre alphabétique. Les orants sculptés et les gisants du Christ, seuls ou dans des mises au tombeau sculptées, sont exclus de cette liste.

## Ain
| Commune         | Édifice                      | Description | Illus. |
| --------------- | ---------------------------- | --- | ------ |
| Ambronay        | Abbaye Notre-Dame d'Ambronay | Gisant de Jacques de Mauvoisin, abbé d'Ambronay de 1425 à 1437, restaurateur de l'église abbatiale. Pierre, 3e quart du XVe s., placé dans son enfeu d'origine. Classé M.H. 27/12/1889 |        |
| Bourg-en-Bresse | Église de Brou (transept)    | Gisant de Marguerite d'Autriche (1480-1530), infante d'Espagne, duchesse de Savoie, gouvernante des Pays-Bas. Commande de la défunte. Marbre blanc, XVIe s., dans le même mausolée de style gothique flamboyant                                                                               |        |
| Bourg-en-Bresse | Église de Brou (transept)    | Gisant de Marguerite de Bourbon (1438-1483), princesse du sang de France, duchesse de Savoie, mère de Philibert II de Savoie. Commande de sa belle-fille Marguerite d'Autriche (ci-dessus). Marbre blanc, XVIe s., dans le même mausolée de style gothique flamboyant que le couple précédent |        |
| Bourg-en-Bresse | Église de Brou (transept)    | Gisant de Philibert II de Savoie (1480-1504), duc de Savoie, gouvernante des Pays-Bas. Commande de sa veuve (qui suit). Marbre blanc, XVIe s., dans un mausolée de style gothique flamboyant                                                                                                  |        |
| Mionnay         | Église Saint-Jean-Baptiste   | Gisant du tombeau des frères Morel. Inscription : Érigé par Remond aîné aux trois frères Morel ses cousins et bienfaiteurs. M D CCC X I V. Marbre et albâtre, 1844. |        |

## Aisne
| Commune           | Édifice                              | Description | Illus. |
| ----------------- | ------------------------------------ | --- | ------ |
| Blérancourt       | Église Saint-Pierre-ès-Liens         | Gisant d'un chevalier, probablement seigneur de Blérancourt. Calcaire, XVIe s., posé à plat contre le mur de l'église. Elle a été classée monument historique en 1921 |        |
| Braine            | Musée de Soissons                    | Gisants de Simon de Roucy († 1392), comte de Braine, et de son épouse Marie de Châtillon († 1396). Élevé à l'initiative de leur fils, Jean de Roucy, évêque et duc de Laon (1386-1418), dans le bras sud du transept de l'Église Saint-Yved. Dépôt du musée de Soissons depuis 1962. Épitaphe : Cy gist hault et puissant prince monseigneur Simon conte de Roucy [et] de braine qui trepassa en son chastel du Bois les Roucy en l'an de grace mil CCC IIIXX [et] douze le mardy XVIIIe jour de février. / Cy gist tres haulte et puissante dame madame Marie de Chatillon contesse des dis lieux et / fe[m]me du dit monseigneur le conte, qui trepassa en lan de grace mil CCC IIIIXX [et] XVI le XIe jour davril. Et leur fit faire cette sépulture rev[er]ens pere en Dieu monseigneur / Jehan de Roucy, par la grace de Dieu evesque [et] duc de Laon, conte danisy, per de France, leur fils. Armoiries. Calcaire et marbre, polychromie, XIVe-XVe s. Classé M.H. 21/01/1958 |        |
| Connigis          | Église Saint-Georges                 | Gisant de Inhe de Saint-Aublin. Calcaire, XVIe s. |        |
| Essômes-sur-Marne | Abbaye Saint-Ferréol                 | Gisant d'un abbé. Pierre, XIIIe s. Classé M.H. 1846 |        |
| Laon              | Musée d'Art et d'Archéologie de Laon | Gisant du médecin Guillaume de Harcigny créé en 1394. |        |
| Laon              | Musée d'Art et d'Archéologie de Laon | Gisant de Marguerite de Mandelot. |        |
| Laon              | Abbaye Saint-Martin de Laon          | Gisant dit de Jeanne de Flandre († 1334), veuve d'Enguerrand IV de Coucy et abbesse du Sauvoir-sous-Laon. Placé depuis la Révolution. Calcaire et marbre, deuxième quart du XIVe s., Classée M.H. 29/02/1904 |        |
| Laon              | Abbaye Saint-Martin de Laon          | Gisant d'un chevalier de la maison de Montchâlons ou de Châtillon. Armoiries. Calcaire, XIIIe s. Classée M.H. 03/09/1908 |        |
| Laon              | Abbaye Saint-Martin de Laon          | Gisant d'un seigneur de Coucy, peut-être Raoul II († 1250). Armoiries. Pierre et marbre noir, XIIIe s., Classée M.H. 03/09/1908 |        |
| Longpont          | Église Saint-Sébastien               | Fragment du gisant supposé de Jean de Montmirail († 1217), chevalier. Situé à l'origine dans l'abbaye Notre-Dame de Longpont, d'abord situé dans le cloître, puis déplacé dans le chœur de l'église en 1253. Édifié selon la volonté de Marie de Montmirail, épouse d'Enguerran III de Coucy. Armoiries. Calcaire, 3e quart du XIIIe s |        |
| Marle             | Église Notre-Dame                    | Gisant attribué à Enguerrand de Bournonville († 1414). Plâtre, Première moitié du XVe s. Classé M.H. 1846. L'historien Bertrand Schnerb démontre qu'il ne s'agit pas d'Enguerrand de Bournonville, mais probablement de son fils Antoine de Bournonville. |        |
| Nogent-l'Artaud   | Église Saint-Germain                 | Gisant d'Artaud, trésorier de Saint-Étienne de Troyes, fils d'Artaud, seigneur de Nogent. Pierre, XIIIe s. Classé M.H. 20/12/1932 |        |
| Presles-et-Boves  | Église Saint-Pierre-et-Saint-Paul    | Gisants de Raoul de Presles († 1331), seigneur de Presles, et de sa femme Jeanne de Chastel († ap. 1337). Placé à l'origine sous un enfeu. Calcaire, deuxième quart du XIVe s. Classé M.H. 24/12/1912 |        |
| Saint-Eugène      | Église Sainte-Eugénie                | Gisant de Thibaut de Ravennes († 1545). Pierre, XVIe s. Classé M.H. 03/09/1908 (œuvre disparue). |        |

## Allier
| Commune  | Édifice                                                | Description | Illus. |
| -------- | ------------------------------------------------------ | --- | ------ |
| Moulins  | Musée Anne-de-Beaujeu                                  | Gisant de Pierre II de Brosse (1345-1422), seigneur d'Huriel, Boussac. Fragment, calcaire, armoiries, XVe s. |        |
| Souvigny | Musée de Souvigny                                      | Gisant de Marie d'Avesnes (1280-1354), fille de Jean II d'Avesnes, comte de Hainaut et de Hollande, veuve de Louis Ier, sire puis 1er duc de Bourbon de 1310 à 1342. Calcaire, XIVe s. Transférée de l'ancien cloître des Cordeliers au dépôt lapidaire du Musée de Souvigny. Ne pas confondre avec le gisant présumé de Marie d'Avesne (v.1200-1241), conservé au Louvre (voir la fiche) |        |
| Souvigny | Prieuré clunisien de Souvigny (chapelle neuve)         | Gisant d'Agnès de Bourgogne, veuve de Charles Ier de Bourbon. Marbre, par Jacques Morel (1453). Commande du duc Charles de Bourbon, inscription (voir le texte ci-dessus). Sculpture abîmée à la Révolution, disposée à côté du gisant de son époux, duc de Bourbon, sur un même tombeau. Dans le caveau reposent également les ducs de Bourbon suivants : le fils de Charles Ier et Agnès, Jean II, duc de Bourbon (1488) (2) ; leur petit-fils Pierre II, duc de Bourbon (1503) et sa femme Anne de France, dite de Beaujeu, régente de France (1522) ; la fille de ces derniers Suzanne, duchesse de Bourbon (1521) et épouse du fameux connétable de Bourbon ; Louise Marie de Bourbon (1681), fille illégitime de Louis XIV ; et plus récemment Sixte de Bourbon-Parme (1934), frère de l’Impératrice Zita    |        |
| Souvigny | Prieuré clunisien de Souvigny (chapelle neuve)         | Gisant de Charles Ier (1401-1456), duc de Bourbon de 1434 à 1456. Marbre, par Jacques Morel (1453). Commande du défunt, inscription. Sculpture abîmée à la Révolution, disposée à côté du gisant d'Agnès de Bourgogne, sa femme, sur un même tombeau. Épitaphe commune : « Ci gist de bone mémoire tres hault & puissant prince Charles duc de Bourbonnais et d’Auvergne, comte de Clermont et de Forez, seigneur de Beaujeu et de Chastel-Chinon, per et chamberier de France, lequel tresparsa le IIIe jour de décembre, l’an mil CCCCLVI [1456]. Et aussi gist tres haulte et tres puissante princesse ma dame Agnès de Bourgongne sa femme, fille de monseigneur Jehan duc de Bourgogne, laquelle ala de vie a trespas le premier jour de décembre l’an mil CCCC soixante & I [1461]. Priez Dieu pour eux ». » |        |
| Souvigny | Prieuré clunisien de Souvigny (chapelle vieille, 1373) | Gisant d'Anne d'Albon dite d'Auvergne (1358-1417), comtesse de Forez, veuve de Louis II de Bourbon. Calcaire, XVe s., abîmée à la Révolution. Disposé à côté du gisant de son époux, duc de Bourbon, sur un tombeau daté de 1410 |        |
| Souvigny | Prieuré clunisien de Souvigny (chapelle vieille, 1373) | Gisant de Louis II (1337-1410), duc de Bourbon de 1356 à 1410. Calcaire, XVe s., abîmée à la Révolution. Disposé à côté du gisant d'Anne d'Albon, comtesse de Forez, sa femme, sur un tombeau daté de 1410 |        |
| Souvigny | Prieuré clunisien de Souvigny (nef)                    | Gisant de saint Mayeul de Cluny (ca 910-994), abbé de Cluny de 954 à 994. Calcaire, XIIIe s., détruite à la Révolution, reconstituée à la suite de fouilles. Disposé à côté du gisant de saint Odilon son successeur |        |
| Souvigny | Prieuré clunisien de Souvigny (nef)                    | Gisant de saint Odilon de Mercœur (994-1048), abbé de Cluny de 994 à 1048, mort à Souvigny. Calcaire, XIIIe s., détruite à la Révolution, reconstituée à la suite de fouilles. Disposé à côté du gisant de saint Mayeul, au-dessus de l'ancienne sépulture ; ancien lieu de pèlerinage |        |
| Veauce   | Église Sainte-Croix                                    | Gisant d'un homme, un chien (?) sous ses pieds. Calcaire, XIVe s., très abîmé. |        |

## Alpes-de-Haute-Provence
| Commune         | Édifice                       | Description | Illus. |
| --------------- | ----------------------------- | --- | ------ |
| Digne-les-Bains | Cathédrale Saint-Jérôme       | Gisant d'Antoine de Bologne († 1615), évêque de Digne (1602-1615), élevé sous une arcature ogivale. Armoiries et inscription. Marbre, XVIIe s. Classé M.H. 19/06/1908 |        |
| Lurs            | Chapelle Notre-Dame-des-Anges | Gisant d'Antoine d'Arbaud de Bargeron, évêque de Sisteron (1648-1666). Plâtre et pierre, XVIIe s. Classé M.H. 14/01/1966                                              |        |
| Treignat        | Église Saint-Gervais          | Gisant d'un chevalier de la famille Legroing, placé sous un enfeu. Armoiries et épitaphe. Pierre, XVIe s. Classé M.H. 10/10/1906.                                     |        |

## Alpes-Maritimes
| Commune | Édifice                                                    | Description                                                                                                  | Illus. |
| ------- | ---------------------------------------------------------- | --- | ------ |
| Lurs    | Chapelle Notre-Dame-des-Anges                              | Gisant de Pierre-François Lafitau, évêque de Sisteron (1719-1764). Pierre, XVIIIe s. Classé M.H. 14/01/1966. |        |
| Cannes  | Église Saint-Georges de Cannes (ancienne église anglicane) | Gisant du duc d'Albany (1853-1884)                                                                           |        |
| Nice    | Ancienne église Saint-François                             | Gisant de Jean Bardi, chanoine de Florence. Marbre blanc, XVIe s. Classé M.H. 12/07/1979.                    |        |

## Ardèche
| Commune | Édifice                   | Description | Illus. |
| ------- | ------------------------- | --- | ------ |
| Cruas   | Ancienne église abbatiale | Gisant d'Aymar VI de Poitiers (1322-1374 ou 1376), dit le Gros, comte de Valentinois et de Diois, bienfaiteur de l'abbaye. Calcaire, XIVe s. Abîmé, manquent les jambes et la tête. Posé sur un tombeau. Armoiries de la maison de Poitiers-Valentinois. |        |

## Ardennes
| Commune | Édifice              | Description | Illus. |
| ------- | -------------------- | --- | ------ |
| Margut  | Église Saint-Walfroy | Gisant de saint Walfroy (vers 565 - vers 600), dit le Stylite, disciple de saint Martin et ermite. Calcaire. Ses reliques ont été transférées depuis le Xe siècle dans la collègiale d'Ivois, à Carignan. |        |

## Ariège
| Commune      | Édifice                                    | Description                                                | Illus. |  |
| ------------ | ------------------------------------------ | ---------------------------------------------------------- | ------ |  |
| Saint-Lizier | Ancienne cathédrale Saint-Lizier (cloître) | Gisant d'Auger de Montfaucon († 1303), évêque de Couserans |        |  |
| Saint-Lizier | Ancienne cathédrale Saint-Lizier (cloître) | Gisant d'Hector d'Ossun († 1574), évêque de Couserans.     |        |  |

## Aube
| Commune         | Édifice                           | Description | Illus. |
| --------------- | --------------------------------- | --- | ------ |
| Dampierre       | Église Saint-Pierre-et-Saint-Paul | Gisant de Pierre de Launoy († 1522), baron de Dampierre. Situé à l'origine dans le chœur de l'église. Armoiries. Calcaire, XVIe siècle. Classé M.H. 14/06/1897 |        |
| Mussy-sur-Seine | Église Saint-Pierre-ès-Liens      | Gisant de Guillaume de Mussy († entre 1306 et 1308), bailli de Troyes, Provins et Meaux, puis enquêteur royal en Champagne, et de son épouse. Calcaire, premier quart du XIVe siècle, issu de l'atelier de Mussy. Classé M.H. 1840 |        |
| Thennelières    | Église Saint-Léon II              | Gisant de Louise de Coligny († 1580), fille de Philibert de Coligny et veuve de Gaucher de Dinteville. Fragments d'inscription : CY GIST DAME LOVISE DE COLIGNY […], VEVFVE DE FEV MESSIRE GAVLCHER DE DINTEVILLE, CHEVALIER GENTILLOME ORDINAIRE DE LA CHAMBRE DV ROY, SEIGNEVR DVDIT VANLAY, THENELIERE & D’AV[xon ?], LAQVELLE DECEDA LE 4e JOUR D’AOVST 1589. Marbre blanc et noir, dernier quart du XVIe siècle. Classé M.H. 15/09/1894 |        |

## Aude
| Commune     | Édifice                         | Description | Illus. |
| ----------- | ------------------------------- | --- | ------ |
| Carcassonne | Basilique Saint-Nazaire         | Gisant de Pierre de Rochefort († 1439), maréchal de France en 1417. Marbre |        |
| Carcassonne | Basilique Saint-Nazaire         | Gisant de Géraud du Puy († 1420), évêque de Montauban, Saint-Flour, Mende et enfin, de 1413 à 1420 de Carcassonne. Albâtre, première moitié du XVe s. |        |
| Carcassonne | Château comtal                  | Gisant d'un chevalier († 1522), provenant de l'abbaye de Lagrasse. Pierre, XIIIe siècle. Classé M.H. 6/04/1960 |        |
| Lagrasse    | Abbaye Sainte-Marie de Lagrasse | Gisant de personne inconnue. Armoiries. Grès, XIVe siècle. Classé M.H. 1/12/1949 |        |
| Narbonne    | Dépôt lapidaire (?)             | Gisant d'Algayette de Rodez († mars 1274), fille d'Hugues IV, comte de Rodez et épouse d'Amalric de Narbonne, seigneur de Talairan, second fils d'Amalric Ier, vicomte de Narbonne. Découvert le 19 juillet 1933 lors de travaux exécutés à Narbonne dans la rue Lazare-Carnot. Provient de l’ancien couvent des Frères Prêcheurs qui occupait cet endroit,. |        |
| Narbonne    | Abbaye de Fontfroide            | Gisant d'un chevalier catalan, revêtu de sa cotte de mailles à camail, ceint de son épée, reposant les mains croisées, la tête sur un coussin d’apparat. Acheté en Espagne au début du siècle par les propriétaires de l’abbaye. Marbre, XIIe au XIIIe siècle. Inscrit M.H. au titre objet 2013/01/21                                                        |        |

## Aveyron
| Commune                  | Édifice                                                     | Description | Illus. |
| ------------------------ | ----------------------------------------------------------- | --- | ------ |
| Mur-de-Barrez            | Église Saint-Thomas-de-Cantorbéry                           | Gisant en pierre d'un personnage inconnu, placé en sous-face de la voûte d'une chapelle et formant clef de voûte, regardant vers le sol |        |
| Rodez                    | Cathédrale Notre-Dame de Rodez                              | Gisant de Gaillard de Cardailhac († 1359), grand archidiacre. Pierre, troisième quart du XIVe s. Classé M.H. 1875 |        |
| Rodez                    | Cathédrale Notre-Dame de Rodez                              | Gisant de Louis-Eugène Francqueville, évêque de Rodez (1899-1905), du sculpteur Louis Bertrand. Pierre, 1912 |        |
| Rodez                    | Cathédrale Notre-Dame de Rodez                              | Gisant de Gilbert de Cantobre († 1349), évêque de Rodez. Pierre, XIVe s. Classé M.H. 1875 |        |
| Rodez                    | Cathédrale Notre-Dame de Rodez                              | Gisant de Raymond d'Aigrefeuille († 1361), évêque de Rodez (1349-1361). Armoiries. Pierre, deuxième moitié du XIVe s. Classé M.H. 1875 |        |
| Rodez                    | Cathédrale Notre-Dame de Rodez (chapelle Saint-Laurent)     | Gisant supposé de Jean de Via, archidiacre. Pierre, milieu du XIVe s. Classé M.H. 1875 |        |
| Rodez                    | Cathédrale Notre-Dame de Rodez (chapelle St François-Régis) | Gisant de Jean-François Croizier (†1855), évêque de Rodez (1842-1855) du sculpteur Ribier, 1859. |        |
| Villefranche-de-Rouergue | Chartreuse Saint-Sauveur                                    | Gisants de Vesian Valette († 1450), et de sa femme Catherine Garnier († 1482), sous deux arcades géminées en accolades garnies de fleurons et de pinacles. Épitaphe : Hic jacent corpora honorabilis Vesiani Valeta, mercatoris Villefranche, qui decessit ab hoc seculo anno Jubeles MCCCCL, et nobilis Catherina Garneira, ejus consortis, qua obiit anno MCCCCLXXXII quorum amin oc. Requiescant in pace. Pierre, dernier quart du XVe s. Classé M.H. 1840. |        |

## Bouches-du-Rhône
| Commune | Édifice                                                                 | Description | Illus. |
| ------- | ----------------------------------------------------------------------- | --- | ------ |
| Arles   | Ancienne cathédrale Saint-Trophime d'Arles (chapelle des rois)          | Gisant de Gaspard du Laurens (1567-1630), abbé de Sénanque, de Saint-Pierre de Vienne et archevêque d'Arles (1603-1630)      |        |
| Arles   | Ancienne cathédrale Saint-Trophime d'Arles (chapelle du Saint-Sépulcre) | Gisant de Pierre de Foix (1386-1464), cardinal (1409), légat du pape à Avignon (1433-1464) et archevêque d'Arles (1450-1463) |        |

## Calvados
| Commune          | Édifice                                            | Description | Illus. |
| ---------------- | -------------------------------------------------- | --- | ------ |
| Bayeux           | Cathédrale Notre-Dame de Bayeux (crypte)           | Gisant de Gervais de Larchamp, chanoine, dans un enfeu |        |
| Bayeux           | Cimetière principal                                | Gisant de Georges-Abel Simon (1884-1958), chanoine titulaire de Bayeux. Commande du défunt. Marbre blanc, XXe siècle |        |
| Caen             | Ancien couvent du Bon-Sauveur                      | Gisant du bienheureux Pierre-François Jamet (1762-1845), prêtre. Marbre blanc, XIXe siècle. |        |
| Campigny         | Église Notre-Dame                                  | Gisant à l'effigie d'une femme, du XVe siècle |        |
| Campigny         | Église Notre-Dame                                  | Gisant de Jehanne d'Argouges femme de Robert Hamon, seigneur de Campigny, du XVIe siècle |        |
| Campigny         | Église Notre-Dame                                  | Gisants d'un seigneur de Hamon et de sa femme, du XIVe siècle |        |
| Dampierre        | Église Saint-Pierre                                | Gisant de Nicolas de Silly († ap. 1485), gentilhomme de la Maison du roi |        |
| Dampierre        | Église Saint-Pierre                                | Gisant de Marie Thésard († ap. 1505), dame de Dampierre, veuve de Nicolas de Silly, et épouse de Jean de Lopngaunay, seigneur de Damigny.                                                                                |        |
| Friardel         | Église Saint-Martin                                | Gisant de Guillaume de Friardel, chevalier. De la première moitié du XIIIe siècle, il est restauré en 1978 et 1982 |        |
| Honfleur         | Cimetière Sainte-Catherine                         | Gisant de Amand Caudinne (1800-1868), chanoine honoraire de Bayeux, curé de Sainte-Catherine de Honfleur (1856-1868). Calcaire blanc, XIXe siècle                                                                        |        |
| Hotot-en-Auge    | Église Saint-Georges                               | Gisant dit de Luce de Coulonges, épouse de Roger, seigneur de Hotot. Pierre, seconde moitié du XIIIe siècle. Classé MH (1908)                                                                                            |        |
| Lisieux          | Cathédrale Saint-Pierre de Lisieux (transept nord) | Gisant de Jean Ier († 1141), évêque de Lisieux |        |
| Lisieux          | Cathédrale Saint-Pierre de Lisieux (transept sud)  | Gisant décapité de Pierre Cauchon († 1442), évêque de Lisieux, installé dans l'enfeu de Jean de Samois du XIVe et XVe siècles.                                                                                           |        |
| Mondeville       | Église Notre-Dame-des-Prés                         | Gisant d'un homme, sous enfeu. Pierre, XIVe siècle. Classé MH (1933) |        |
| Le Mesnil-Mauger | Église                                             | Gisant d'un chevalier, sous un enfeu du chœur, portant une tunique avec ceinturon et tenant un bouclier à sa main gauche, une épée posée sur lui, un lion à ses pieds. Pierre calcaire, deuxième moitié du XIIIe siècle. |        |
| Le Mesnil-Mauger | Église                                             | Gisant d'un bourgeois (?), sous un enfeu du chœur, portant une tunique et tenant un gant droite, un chien à ses pieds. Pierre calcaire, deuxième moitié du XIIIe siècle.                                                 |        |

## Cantal
| Commune              | Édifice | Description | Illus. |
| -------------------- | ------- | --- | ------ |
| Saint-Flour (Cantal) |         | Gisant de Jésus (Christ au tombeau et non mise au tombeau). Calcaire (?), XIXe s. (?), placé dans un enfeu en granit taillé et sculpté (Jugement dernier) |        |

## Cher
| Commune              | Édifice                                      | Description | Illus. |
| -------------------- | -------------------------------------------- | --- | ------ |
| Bourges              | Cathédrale Saint-Étienne de Bourges (crypte) | Gisant de Jean de Berry (1340-1416), duc de Berry de 1360 à 1416. Exécuté pour la sainte chapelle de Bourges, puis déplacé à la cathédrale en 1756, démantelé en partie en 1793. Albâtre et marbre noir, XVIe s. par Jean de Cambrai. Classé M.H. 21 oct. 1903                         |        |
| Bourges              | Monastère de l'Anonciade                     | Gisant de Jeanne de France (1464-1505), duchesse de Berry, fille de Louis XI de France et épouse répudiée de Louis XII de France. Elle fonde l'ordre monastique de l'Annonciade. Pierre polychrome, premier quart du XVIe s. Classé M.H. 30/11/1908                                    |        |
| Brigueuil            | Église Saint-Martial                         | Gisant de Marguerite de Chabot († 1503). Pierre, XVIe s. Classé M.H. 30/09/1911 |        |
| La Celle             | Église Saint-Blaise                          | Gisant de saint Sylvain, apôtre légendaire du Berry. Probablement commandité par la famille Gouge de Charpeigne. Initialement dans la chapelle Saint-Sylvain de la Celle, il a été transféré à l'église Saint-Blaise en 1897. Calcaire, dernier quart du XVe s. Classé M.H. 01/12/1913 |        |
| Saint-Amand-Montrond | Mairie                                       | Gisant de pèlerin. Pierre, dernier quart du XVIe s. Classé M.H. 01/12/1913 |        |

## Corrèze
| Commune                 | Édifice                                                         | Description | Illus. |
| ----------------------- | --------------------------------------------------------------- | --- | ------ |
| Aubazine                | Abbaye d'Aubazine (crypte)                                      | Gisant de Étienne de Vielzot († 1159), fondateur de l'abbaye. Calcaire, 3e quart du XIIIe s. Classé M.H. 1840 |        |
| Beaumont                | Cimetière                                                       | Gisant d'une personne inconnue. Granite, XIVe s. Classé M.H. 08/09/1969 |        |
| Couffy-sur-Sarsonne     | Église Saint-Martial                                            | Gisant d'un seigneur de Châteauvert. Épitaphe : O VOS OMNES QVI TRANSITIS PER VIAM ATTENDITE ET CONSIDERATE QVIA CERTA MORS IMMINET INCERTA IVDICIA MANENT ORATE DEVM PRO MORTVIS PECCATORIBVS + ET IACENT HIC DOMINI DE CASTELLO VIRIDO ORATE PRO EIS. Granite, XIIIe s. Classé M.H. 12/11/1908 |        |
| Lubersac                | Église Saint-Étienne                                            | Gisant de Bernard de Lubersac, seigneur de Lubersac. Calcaire, XVIe s. Classé M.H. 18/08/1975 |        |
| Saint-Merd-les-Oussines | Cimetière, puis transféré dans l'église paroissiale depuis 2012 | Gisant de Saint-Merd-les-Oussines. Gisant supposé d'un dignitaire de l'ordre de Malte. Granite, XVe-XVIe s. Classé M.H. 05/09/1969. |        |
| Saint-Sulpice-les-Bois  | Église Saint-Sulpice                                            | Gisant d'une personne inconnue. Granite, XIVe-XVe s |        |
| Soudeilles              | Église Saint-Martin                                             | Gisant d'un chevalier. Calcaire polychrome, XIVe s. Classé M.H. 12/11/1908 |        |
| Tulle                   | Musée du Cloître de Tulle                                       | Gisant de Bernard de Ventadour. Armoiries. Grès, XIIIe s. Classé M.H. 10/05/1965 |        |

## Côte-d'Or
| Commune              | Édifice                                                             | Description | Illus. |
| -------------------- | ------------------------------------------------------------------- | --- | ------ |
| Auvillars-sur-Saône  | Église Sainte-Madeleine                                             | Gisant de Pierre de Courcelles († 1581). Armoiries. Calcaire, deuxième moitié du XVIe s. Classé M.H. 24/12/1912 |        |
| Auvillars-sur-Saône  | Église Sainte-Madeleine                                             | Gisants des jumeaux Henri de Gallois et Noël de Gallois († 1641), fils de Louis de Gallois, gouverneur de Seurre et seigneur du lieu. Épitaphe : CI GIST HENRI GALLOYS FILS DE / LOUIS GALOYS / DAUVILLARS / MARECHAL DE CAMP, / GOUVERNEUR DE LA VILLE DE SEURRE, / ET DE MARIE SAUX / TAVANE, QUI TREPASSA LE 23 FEUVRIER / 1641, AAGE DE 28 MOYS, AU DIT / AUVILLARS ; CI GIST NOËL GALLOYS FILS DE /LOUIS GALOYS / DAUVILLARS / MARECHAL DE CAMP / [GOUVE]RNEUR [DE L]A VILLE DE SEURRE / ET DE MARIE SAUX / TAVANE, QUI TREPASSA LE 21 FEUVRIER / 1641, AAGE DE 2 MOYS, AU DIT / AUVILLARS.. Armoiries. Calcaire, 2e quart du XVIIe s. Œuvre du sculpteur dijonnais Jean Dubois. Classé M.H. 24/12/1910 |        |
| Bard-le-Régulier     | Église Saint-Jean l'Évangéliste                                     | Gisant de Jean de Brazey († 1305), chevalier. Épitaphe : CI GIT MESSIRE JOHAN SIRES DE BRASIERS, CHEVALIER, L'AN DE GRACE MILLE TROIS CENT CINQ. TOI QUI ME REGARDES, JE FUS CE QUE TU ES ET TU SERAS CE QUE JE SUIS. PRIE POUR MOI. AMEN.. Pierre, premier quart du XIVe s. Classé M.H. 09/08/1901 |        |
| Beaune               | Hôtel-Dieu                                                          | Gisant de Félix Ziem (1821-1911), peintre. Plâtre, premier quart du XXe s. Œuvre du sculpteur Victor Segoffin |        |
| Dijon                | Musée des beaux-arts de Dijon (Salle des Gardes du palais des ducs) | Gisant de Philippe le Hardi (1342-1404), duc de Bourgogne de 1363 à 1404. Le tombeau se trouvait autrefois à la chartreuse de Champmol, à Dijon, d'où il a été déplacé en 1792 vers la cathédrale Saint-Bénigne de Dijon puis en 1827 au Palais des ducs après une importante restauration. Albâtre doré et polychrome ; soubassement et dalle en marbre noir de Dinant ; pleurants en marbre de Vizille, XIVe-XVe s., par Jean de Marville (1384-1389), Claus Sluter (1404-1405) et Claus de Werve (1406-1410). Commandes de Philippe le Hardi et Jean Sans Peur |        |
| Dijon                | Musée des beaux-arts de Dijon (Salle des Gardes du palais des ducs) | Gisants de Jean Sans Peur (1371-1419), duc de Bourgogne de 1404 à 1419 et de Marguerite de Bavière (1363-1423) son épouse. Le tombeau se trouvait autrefois à la chartreuse de Champmol, à Dijon, d'où il a été déplacé en 1792 vers la cathédrale Saint-Bénigne de Dijon puis en 1827 au Palais des ducs après une importante restauration. Des pleurants autrefois manquants ont été retrouvés dans les collections du musée du Louvre et de celui de Cluny. Albâtre doré et polychrome ; marbre noir, XVe s., par Claus de Werve, Jean de la Huerta (1443-1455) et Antoine Le Moiturier (1466-1470). Commande Jean Sans Peur et Charles le Téméraire                                                      |        |
| Flavigny-sur-Ozerain | Abbaye Saint-Pierre                                                 | Gisant de Quentin Ménard († 1462), archevêque de Besançon (1439-1462). Calcaire, troisième quart du XVe s. Classé M.H. 11/12/1974 |        |
| Pagny-le-Château     | Chapelle castrale                                                   | Gisant de Jean de Vienne (+ 1335), sous un enfeu. Épitaphe : CY GIST NOBLE BARON MESS[IR]E IEHAN DE VIANE / CH[EVAL]IER, SEIGN[EUR] DE PAIGNY ET DE BIGNAN, QUI TREPASSA / AUDIT BIGNAN LA VEILLE DES BORDES / L AN MIL CCC XXXV.. Armoiries. Stuc, calcaires blanc et jaune, milieu XVe et 2e quart du XVIe s. Classé M.H. 07/03/1919 |        |
| Pagny-le-Château     | Chapelle castrale                                                   | Gisants de Jean de Longvy (+ 1462) et Jeanne de Vienne (+ 1472), seigneurs de Pagny. Épitaphes : CY GIST MESSIRE JEHAN DE LONGVY, QUI TRESPASSA LE VINGT DEUX[IESM]E JOUR DE JANVIER L'AN MIL QUATRE CENT SOIXANTE ET DEUX. CY GIST JEHANNE DE VIENNE, LAQ[UE]LLE TREPASSA LE VIIe JOUR DE SEPTE[M]B[R]E L'AN M CCCC LXX II. Armoiries. Albâtre, marbre noir et calcaire, fin XVe-début XVIe s. Classé M.H. 07/03/1919 |        |
| La Roche-en-Brenil   | Église Saint-Alban                                                  | Gisant d'un seigneur de La Roche-en-Brenil. Calcaire, XIIIe s. Classé M.H. 24/02/1910 |        |
| Sainte-Sabine        | Église Sainte-Sabine                                                | Gisant dit de Pie, moine cistercien qui aurait apporté en 1131 les reliques de sainte Sabine, qui pourrait également être celui d'un évêque d'Autun. Épitaphe : CE MONUMENT APPELE "TOMBE A PIE" / NOM ATTRIBUE AU MOINE CISTERCIEN DE / L'ABBAYE DE LA BUSSIERE QUI MOU/RUT EN 1131 DANS NOTRE VILLAGE / ALORS NOMME LASSEY EN RAPPOR/TANT DE ROME LE CHEF DE S[AIN]TE SABINE ; à droite : ERIGE TOUT D'ABORD AU XIIe SIECLE / DANS LE chœur DE L'EGLISE SUR / LA SEPULTURE DU PIEUX RELIGIEUX / IL FUT AU XIVe SIECLE TRANSFERE / AU CIMETIERE. EN 1902 CLASSE ET RESTAURE PAR LES MONUMENTS HISTORIQUES / ET REPLACE DANS L'EGLISE. Calcaire, XIIIe-XIVe s. Classé M.H. 12/08/1902                        |        |
| Saint-Thibault       | Église Notre-Dame                                                   | Gisant d'un chevalier. Armoiries. Calcaire, XIIIe-XIVe s. Classé M.H. 02/12/1907 |        |
| Saint-Thibault       | Église Notre-Dame                                                   | Gisant d'une femme noble. Calcaire, XIIIe-XIVe s. Classé M.H. 02/12/1907 |        |

## Côtes-d'Armor
| Commune      | Édifice                                             | Description | Illus. |
| ------------ | --------------------------------------------------- | --- | ------ |
| Boqueho      | Chapelle Notre-Dame-de-Pitié                        | Gisant d'un seigneur de Liscoët, sous un enfeu. Armoiries. Granite, XIVe-XVe s. Classé M.H. 03/02/1975 |        |
| Bourbriac    | Église Saint-Briac                                  | Gisant de Saint Briac, fondateur d'une abbaye sur la commune. Marbre et granite, XVIe s. Classé M.H. 11/10/1907 |        |
| Bréhand      | Château de Launay                                   | Gisant de personne inconnue. Granite, premier quart du XIVe s. Classé M.H. 10/11/1980 |        |
| Créhen       | Église Saint-Pierre                                 | Gisant d'un chevalier, du XVIIe siècle |        |
| Dinan        | Basilique Saint-Sauveur                             | Gisant de Rolland de Dinan (+1186). Granit, premier quart du XIIIe siècle. Provient de l'ancienne abbaye de Beaulieu en Languédias. |        |
| Dinan        | Basilique Saint-Sauveur                             | Gisant de Berthelot d'Engoulevent. Granit, début du XVe siècle. Provient de l'ancien couvent des Dominicaines de Dinan. |        |
| Dinan        | Basilique Saint-Sauveur                             | Gisant de Jehan de La Vallée, seigneur de Plumaudan. Granit, fin du XIVe siècle. Provient de l'ancien couvent des Dominicaines de Dinan. |        |
| Dinan        | Église Saint-Malo                                   | Gisant de femme. Granit, première moitié du XIVe siècle. Origine inconnue, provient peut-être de la première église Saint-Malo de Dinan. Classé M. H. 17/11/1969. |        |
| Dinan        | Église Saint-Malo                                   | Gisant de Renée Madeuc de Guémadeuc. Granit, seconde moitié du XIVe siècle. Provient de l'ancien prieuré Saint-Georges en Trémeur. Classé M. H. 16/08/1957. |        |
| Dinan        | Église Saint-Malo                                   | Gisant de Guillaume de Lesquen, abbé de Beaulieu (+ vers 1390). Granit, fin du XIVe siècle. Provient de l'ancienne abbaye de Beaulieu en Languédias. |        |
| Dinan        | Église Saint-Malo                                   | Gisant de Sylvestre Le Sénéchal, sieur de La Vieux-Ville et de son épouse. Granit, fin du XIVe siècle. Provient de l'ancienne église de Trégon. |        |
| Dinan        | Église Saint-Malo                                   | Gisant de Geoffroy le Voyer, seigneur de Trégomar (+ vers 1360). Granit, seconde moitié du XIVe siècle. Provient de l'ancien prieuré Saint-Georges en Trémeur. Classé M. H. 16/08/1957. |        |
| Dinan        | Maison du Gisant                                    | Gisant d'un chevalier en arme. Granit, dernier tiers du XIVe siècle. Retrouvé en pierre de réemploi dans les années 1930 dans la maison dite depuis "du gisant". |        |
| Goudelin     | Chapelle Notre-Dame-de-l'Isle                       | Gisants probable de Marie de Porz-Trévenou en Goudelin et Guillaume de Coëtmen. XVe siècle. Ils ont été retrouvés sous un confessionnal de l'église Saint-Pierre |        |
| Kerbors      | Église Notre-Dame-des-Neiges                        | Gisant du chevalier du Guiny de Bonaban, présenté debout. Granite, XVe s. Il provient probablement de l'ancienne église |        |
| Léhon        | Abbaye Saint-Magloire de Léhon (nef)                | Gisant de prieur bénédictin. Le visage, composé à l'origine d'un masque de plomb, a été maladroitement restitué par un masque de calcaire en 1898. Granit, fin du XIIIe siècle. Classé M. H. 02/06/1976. |        |
| Léhon        | Abbaye Saint-Magloire de Léhon (nef)                | Gisant de prieur bénédictin. Longtemps attribué par erreur à Gervaise de Dinan († 1238). Pierre calcaire, début du XVe siècle. Classé M. H. 02/06/1976. |        |
| Léhon        | Abbaye Saint-Magloire de Léhon (nef)                | Gisant de Jean IV de Beaumanoir (+1366), seigneur de Beaumanoir, de Merdrignac et de La Hardouinaye. Granit, début du XVe siècle. Provient de l'ancienne chapelle funéraire des Beaumanoir. Classé M. H. 02/06/1976 |        |
| Léhon        | Abbaye Saint-Magloire de Léhon (nef)                | Gisant de Jean V de Beaumanoir (+1385), seigneur de Beaumanoir, de Merdrignac et de La Hardouinaye. Granite, dernier tiers du XIVe siècle. Provient de la chapelle funéraire des Beaumanoirs. Classé M. H. 02/06/1976. |        |
| Léhon        | Abbaye Saint-Magloire de Léhon (nef)                | Gisant de religieux. Longtemps attribué par erreur à Marguerite de Mayenne (1208-1240), fille de Gervaise de Dinan. Pierre de Caen, dernier quart du XIIIe siècle. Retrouvé brisé en plusieurs morceaux lors des travaux de restauration de l'église à la fin du XIXe siècle. Classé M. H. 02/06/1976. |        |
| Léhon        | Abbaye Saint-Magloire de Léhon (nef)                | Gisant de Raoullin Pollo († 1416), père d'un prieur de Léhon. Épitaphe : CI GIST RAOULIN POLLO DE REDON PERE DU PRIEUR DE CEANS QUI TRESPASSA LE XVIII JOUR DE NOVEMBRE LAN MIL IIII ET XVI DIEU LUI PARDONT AMEN. Granite, début du XVe siècle. Classé M.H. 06/02/1976 |        |
| Léhon        | Abbaye Saint-Magloire de Léhon (nef)                | Gisant de Robert de Beaumanoir († après 1347), Maréchal de Bretagne. Granite, début du XVe siècle. Provient de l'ancienne chapelle funéraire des Beaumanoir. Classé M. H. 02/06/1976. |        |
| Léhon        | Abbaye Saint-Magloire de Léhon (nef)                | Gisant de Robert II de Beaumanoir (+1402), seigneur de Beaumanoir, de Merdrignac et de La Hardouinaye, Maréchal de Bretagne. Longtemps attribué par erreur à Tiphaine Du Guesclin, épouse de Jean V de Beaumanoir. Granite, début du XVe siècle. Provient de l'ancienne chapelle funéraire des Beaumanoir. Classé M. H. 02/06/1976. |        |
| Plancoët     | Église Notre-Dame-de-Nazareth (mur du bas-côté sud) | Gisant d'un homme en tunique, dans un enfeu. Granit, L. 177cm, pr. 49cm, XIVe siècle. Inscrit M.H. 22/03/1974 |        |
| Plancoët     | Église Saint-Sauveur (bas-côté nord)                | Gisant d'un prêtre de la famille du Breuil, en chasuble. Granit, XVe siècle. Inscription sur les plis la chasuble. |        |
| Plénée-Jugon | Église Saint-Pierre                                 | Gisant d'Amaury de La Moussaye († ap.1515). Armoiries. Granite, premier quart du XVIe s. Classé M.H. 17/11/1969 |        |
| Plénée-Jugon | Église Saint-Pierre                                 | Gisant d'une dame de La Moussaye, sous un enfeu. Armoiries. Granite, XVe-XVIe s |        |
| Plourivo     | Église Saint-Pierre                                 | Gisants de personnes inconnues, sous un enfeu. Armoiries. Pierre, XVe s. Classé M.H. 18/11/1953 |        |
| Plumieux     | Église Saint-Pierre                                 | Gisant d'une femme, sous un enfeu. Armoiries. Granite, XVe s |        |
| Quintin      | Collégiale Notre-Dame-de-la-Délivrande              | Gisant de Jean II de Boterel († 1352) |        |
| Runan        | Église Notre-Dame de la Miséricorde                 | Gisants d'Henry du Parc, seigneur de La Roche-Jagu et de Catherine de Kersaliou |        |
| Saint-Brieuc | Cathédrale Saint-Étienne (à localiser)              | Gisant de Guillaume Pinchon († 1234), évêque de Saint-Brieuc (1220-1234) |        |
| Saint-Brieuc | Cathédrale Saint-Étienne (à localiser)              | Gisant d'un évêque |        |
| Saint-Brieuc | Cathédrale Saint-Étienne (à localiser)              | Gisant d'un évêque |        |
| Saint-Brieuc | Cathédrale Saint-Étienne (à localiser)              | Gisant de Jean-Baptiste de Caffarelli du Falga (1763-1815), évêque de Saint-Brieuc (1802-1815) |        |
| Saint-Brieuc | Musée d'art et d'histoire                           | Gisant de Gilles de Bretagne (1420-1450), prince capétien, seigneur de Chantocé. XVe s |        |
| Salmaise     | Église de la Nativité                               | Gisant d'une dame de Salmaise. Calcaire, XIVe s. Classé M.H. 20/11/1931 |        |
| Trégueux     | Chapelle Notre-Dame-de-la-Fontaine de Saint-Brieuc  | Gisant d'Aliette de Malestroit († 1469), dame de la Morandais et du Plessis à Trémuson, épouse de Geffroy de Couvran, chevalier, capitaine de Coutances. Granit, XVe s. Le gisant se trouvait jusqu'à la Révolution française dans l'ancienne église de Trémusson (démolie en 1870). Utilisé comme pont dans un moulin, le gisant a été replacé dans la chapelle de la Fontaine de Saint-Brieuc à Trégueux par Julie Bagot, restauratrice de la chapelle. Des armoiries semblaient accompagner ce gisant, et son conservées à Saint-Brieuc (voir l'image) |        |
| Tréguier     | Cathédrale Saint-Tugdual (bas-côté sud)             | Gisant d'une personne inconnue, sous un enfeu. |        |
| Tréguier     | Cathédrale Saint-Tugdual (bas-côté sud)             | Gisant d'Yves Garnier, chantre, sous un enfeu. |        |
| Tréguier     | Cathédrale Saint-Tugdual (bas-côté sud)             | Gisant d'un chevalier, sous un enfeu. |        |
| Tréguier     | Cathédrale Saint-Tugdual (bas-côté nord)            | Gisant de Jean de Lantillac, chanoine, archidiacre de Plougastel, sous un enfeu. |        |
| Tréguier     | Cathédrale Saint-Tugdual (bas-côté nord de la nef)  | Gisant de saint Yves Hélory de Kermartin (v. 1250-1304), prêtre de l'ancien diocèse de Tréguier. XIXe s. (1886-1889) |        |
| Tréguier     | Cathédrale Saint-Tugdual (chapelle Saint-Yves)      | Gisant de Jean V de Bretagne (1389-1442), duc de Bretagne de 1399 à 1442. XIXe s. (1889) |        |
| Tréguier     | Cathédrale Saint-Tugdual (chapelle Saint-Yves)      | Gisant d'Augustin-René-Louis Le Mintier (1729-1801), dernier évêque de Tréguier (1780-1790). |        |
| Tréguier     | Cathédrale Saint-Tugdual (cloître)                  | Gisant d'un abbé de Beaulieu. XIVe siècle |        |
| Tréguier     | Cathédrale Saint-Tugdual (cloître)                  | Gisant de Guillaume Boutier († 1468), abbé de Beaulieu (1426-1468), aumônier et conseiller du duc Jean V de Bretagne, élu évêque de Saint-Malo. |        |
| Tréguier     | Cathédrale Saint-Tugdual (cloître)                  | Gisant de Guillaume Le Floch, abbé de Beaulieu (1406-1426). |        |
| Tréguier     | Cathédrale Saint-Tugdual (cloître)                  | Gisant d'un prêtre inconnu, provient du prieuré Saint-Pierre de Matignon. XIVe siècle |        |
| Tréguier     | Cathédrale Saint-Tugdual (cloître)                  | Gisant d'Alain de Vitré († 1197), seigneur de Vitré, sénéchal de Bretagne, cofondateur de l'abbaye de Beaulieu. Provient de l'abbaye de Beaulieu, XIIIe siècle. |        |
| Tréguier     | Cathédrale Saint-Tugdual (cloître)                  | Gisant d'un abbé de Beaulieu. XIVe siècle |        |
| Tréguier     | Cathédrale Saint-Tugdual (cloître)                  | Gisant de Guy Le Lyonnais († 1528), abbé de Beaulieu (1487-1517) puis chanoine de Rennes. XVIe siècle |        |
| Tréguier     | Cathédrale Saint-Tugdual (cloître)                  | Gisant d'Eon Gillebert, homme d'armes, conseiller du duc Jean V de Bretagne. Provient de l'église d'Yffiniac, XVe siècle |        |
| Tréguier     | Cathédrale Saint-Tugdual (cloître)                  | Gisant d'un homme d'armes de la famille Bourné. Provient de l'église de Lannebert, XVIe siècle |        |
| Tréguier     | Cathédrale Saint-Tugdual (cloître)                  | Gisant d'un homme d'armes de la famille de Bréhant. Provient de l'église Saint-Michel de Saint-Brieuc, XIVe siècle |        |
| Tréguier     | Cathédrale Saint-Tugdual (cloître)                  | Gisant d'un homme d'armes de la famille de Bréhant. Provient de l'église Saint-Michel de Saint-Brieuc, XVIe siècle |        |
| Tréguier     | Cathédrale Saint-Tugdual (cloître)                  | Gisant d'un homme d'armes de la famille de Bois-Boissel. Provient de l'église Saint-Michel de Saint-Brieuc, XVIe siècle |        |
| Tréguier     | Cathédrale Saint-Tugdual (cloître)                  | Gisant de Jeanne du Buchon, femme d'Eon Gillebert, homme d'armes. Provient de l'église d'Yffiniac, XVe siècle |        |

## Creuse
| Commune              | Édifice                                            | Description | Illus. |
| -------------------- | -------------------------------------------------- | --- | ------ |
| Bénévent-l'Abbaye    | Église Saint-Barthélémy                            | Gisant d'Aubert († vers 1085), chanoine et fondateur de l'abbaye de Bénévent, sous un enfeu. Armoiries. Granite, dernier quart du XIe s. Inscrit M.H. 1846 |        |
| Le Grand-Bourg       | Église de l'Assomption-de-la-Très-Sainte-Vierge    | Gisant de Gérald († 1278), chapelain de Salagnac et chanoine de Limoges. Épitaphe: HIC IACET MAG[ISTE]R G[ERALDUS] CAP[E]LL[ANU]S DE SALAN[IACO], CAN[ONICUS] LEM[OVIXENSIS], Q[U]I EDIFICAVIT ECCL[ESI]AM ISTA[M], Q[U]I OBIIT XIII K[A]L[ENDAS] DECE[M]B[RIS] AN[NO] D[OMIN]I : DD CC : LXX : CIII (sic = 1278) : QUI A[N]I[M]A REQ[U]IESCAT I[N] PACE. DICATIS PAT[ER] NOST[ER].. Calcaire, dernier quart du XIIIe s. Inscrit M.H. 19/12/1904 |        |
| Maisonnisses         | Église Saint-Sébastien                             | Gisant d'un chevalier du Temple. Calcaire, XIIIe s. Inscrit M.H. 03/05/1904 |        |
| Malleret             | Ferme de Pradal                                    | Gisant d'une personne inconnue, provenant de l'ancien cimetière de Malleret, situé près de l'église. Granite, XIIIe-XIVe s |        |
| Saint-Martin-Château | Église Saint-Martin                                | Gisant d'une personne inconnue, sous un enfeu. Granite, XIVe s. Inscrit M.H. 05/12/1904 |        |
| La Souterraine       | Couvent de sœurs du Sauveur-et-de-la-Sainte-Vierge | Gisant de Sainte Réparate († 250), martyre chrétienne. Bois, verre, textile, cire, enduit, 3e quart du XIXe s |        |
| La Souterraine       | Cimetière                                          | Gisant d'un religieux dit Monsgânier († 1172). Granite, XIIIe-XIVe s. Inscrit M.H. 12/03/2007 |        |

## Dordogne
| Commune                               | Édifice                           | Description | Illus. |
| ------------------------------------- | --------------------------------- | --- | ------ |
| Biron                                 | Château de Biron (à localiser)    | Gisant d'Élie de Gontaut († av. 1598), seigneur de Badefols et de Saint-Géniès, gouverneur et lieutenant-général de Béarn, beau-frère du duc de Sully. À l'origine placé dans l'abbaye de Cadouin puis transporté au château de Biron. Pierre, dernier quart du XVIe s. Classé M.H. 28/01/1976 |        |
| Biron                                 | Château de Biron (chapelle)       | Gisant d'Armand de Gontaut (1524-1592), baron de Biron, gouverneur de la Rochelle, maréchal de France et lieutenant-général de Guyenne. Pierre, dernier quart du XVIe s. Classé M.H. 22/07/1983                                                                                                |        |
| Biron                                 | Château de Biron (chapelle)       | Gisant de Pons de Gontaut († 1524), baron de Biron. Fils de Pons VI de Gontaut et de Catherine de Salagnac, frère d'Armand, évêque de Sarlat, et grand-père d'Armand de Gontaut-Biron, maréchal de France. Épitaphe et armoiries. Pierre, XVIe s. Classé M.H. 22/07/1983                       |        |
| Bourdeilles                           | Château de Bourdeilles            | Gisant de Jean de Chabannes († 1554), fils de Joachim, comte de Rochefort, sénéchal de Toulouse. Armoiries. Pierre, XVIe s. Classé M.H. 21/01/1974 |        |
| Javerlhac-et-la-Chapelle-Saint-Robert | Église Saint-Étienne de Javerlhac | Gisants féminin (XIVe) et masculin (XVe), sous un enfeu |        |
| Sainte-Trie                           | Église Saint-Trojan               | Gisant d'une femme. Pierre, XIIIe-XIVe s. Classé MH (1947) |        |

## Doubs
| Commune  | Édifice                                       | Description | Illus. |
| -------- | --------------------------------------------- | --- | ------ |
| Besançon | Cathédrale Saint-Jean, chapelle Saint-Étienne | Demi-gisant et transis de Ferry Carondelet (1473-1528), archidiacre de Besançon, légat du pape, abbé commendataire de Montbenoît, représenté en abbé (habits liturgiques, mitre et crosse abbatiale) sur la partie supérieure, et en gisant transis (nu) sous le sarcophage. Épitaphe : D[ominus] FERRICO CORONDELETO ARCHIDIAC. MAIORI ECCLESIA ARCHI[episco]PALIS / BISVNTIN[ensis] (Besançon) ABBATI COMMENDATARIO BEATAE MARIA MONTIBENEDICTI / IN COMITATV BVRGVNDIAE, PREAPOSITO FVRNEN APUD FLA[n]DROS / CAROLI V IMP[eratoris] P F. AUG[usti] : CONSILIARO, ET SVAE MAIORORI ET CO[m]MISSAO IN / CVRIA ROMANA. D[omini] IOANNES CARONDELETVS ARCHIEPISCOPVS PANHOR/MITAN[ensis] (Palerme), CANCELLARIVS PERPETVVS FLA[n]DRIAE, EIVSDEMQ[ue] IMP[eratoris] CONSILIORV[m] / BELGICORVM PREASES PRIMARIVS, SVA IMPENSA TRANSLATIS OSSIBVS IN / HOC SACELLVM AB ISPO FERRICO PRIVS CONSTRVCTVM, HOC MONUMEN/TUM FRATRI BENEMERITO CVI IN DICTA ABBATIA SVCCESSIT POSVIT AC / DEDICAVIT. OBIIT ANNO M.D. XXVIII DIE XXVII IVNI, AETATIS SVAE ANNO LV.. Marbre blanc, 1543. Œuvre attribuée à Michel Scherrier. Classé M.H. 1875 |        |

## Drôme
| Commune | Édifice                              | Description | Illus. |
| ------- | ------------------------------------ | --- | ------ |
| Valence | Parc Jouvet, 27 avenue Léon-Gambetta | Gisant d'un poilu en uniforme Bleu horizon de fantassin des années 1915-1919, un fusil Lebel sous le bras droit, un casque Adrian à la main gauche, dans un Cénotaphe appartement à un Monument aux morts communal. Plusieurs citations dont : (côté nord) LE 9 AVRIL EST UNE JOVRNÉE / GLORIEUSE / [...] FANTASSINS, SAPEURS, ARTILLEVRS / AVIATEVRS / ONT RIVALISÉ D'HÉROÏSME / HONNEUR A TOVS ! [...] PÉTAIN ; (côté ouest) LA BATAILLE / QUI SE LIVRE / DEPVIS CINQ JOURS / S'ACHÈVE / EN VNE VICTOIRE / INCONTESTABLE. / TOUS OFFICIERS / S[ous] OFFICIERS / ET SOLDATS, TOVS / VOUS AVEZ / BIEN MÉRITÉ / DE LA PATRIE / JOFFRE ; (côté est) VOUS AVEZ GAGNÉ / LA PLUS GRANDE BATAILLE / DE L'HISTOIRE / ET SAUVÉ LA CAUSE / LA PLUS SACRÉE : / LA LIBERTÉ DU MONDE / SOYEZ FIERS / D'VNE GLOIRE IMMORTELLE. / VOUS AVEZ PARÉ / VOS DRAPEAUX. / LA POSTÉRITÉ VOUS / GARDE SA RECONNAISSANCE / FOCH. Cénotaphe en calcaire, 1929. Œuvre de Henri Joulie (architecte) et de Gaston Dintrat (sculpteur). Inscrit M.H. 13 mars 2019 |        |

## Eure
| Commune                  | Édifice                                                           | Description | Illus. |
| ------------------------ | ----------------------------------------------------------------- | --- | ------ |
| Acquigny                 | Cimetière de la chapelle Saint-Mauxe                              | Gisant d'un homme sous un dais (famille Pichon, 1890) |        |
| Alizay                   | Église Saint-Germain                                              | Gisant de Madeleine Le Roy de Chavigny († 1558), femme de Jean de Rouville. Pierre et marbre blanc, XVIe siècle. Classé MH (1907) |        |
| Alizay                   | Église Saint-Germain                                              | Gisant de personne inconnue |        |
| Arnières-sur-Iton        | Cimetière                                                         | Chapelle de la famille Dugit-Pinat de Queige Gisant de Marie Dugit-Pinat de Queige (1851-1875). XIXe siècle, œuvre du sculpteur Émile Décorchemont (1876) |        |
| Le Bec-Hellouin          | Abbaye Notre-Dame du Bec (nef de l'abbatiale)                     | Gisant de Geoffroy Faé († 1341), abbé du Bec (1327-1335) puis évêque d’Évreux (1335-1341). XIVe siècle |        |
| Écouis                   | Collégiale Notre-Dame d'Écouis                                    | Gisant d'Enguerrand de Marigny († 1315), chambellan et ministre du roi Philippe IV le Bel, détruit |        |
| Écouis                   | Collégiale Notre-Dame d'Écouis                                    | Gisant de Pierre de Roncherolles († 1503), conseiller et chambellan des rois de France Louis XI et Charles VIII, et de Marguerite de Châtillon († 1518), détruit |        |
| Écouis                   | Collégiale Notre-Dame d'Écouis (transept sud)                     | Gisant de Jean de Marigny († 1350), évêque de Senlis, de Beauvais (1313-1347), archevêque de Rouen (1347-1350) |        |
| Étrépagny                | Église Saint-Gervais-et-Saint-Protais                             | Gisant de Regnault de Saint-Martin († 1329). Pierre, XIVe siècle, Classé MH (1907) |        |
| Évreux                   | Cimetière Saint-Louis (près de la grande chapelle)                | Gisant d'Anatole Guindey (1834-1898), médecin, sénateur de l'Eure et maire d'Évreux. Œuvre en bronze du sculpteur Albert Miserey |        |
| Fontaine-la-Soret        | Monument aux morts                                                | Gisant d'un soldat (1920), œuvre du sculpteur de bronze Charles-Henri Pourquet et du fondeur Val d'Osne |        |
| Hébécourt                | Église Saint-Laurent                                              | Gisant d'un homme et d'une femme. Calcaire, XVIe siècle |        |
| Louviers                 | Église Notre-Dame                                                 | Gisant de Robert d'Acquigny, conseiller au parlement de Paris et doyen de Saint-Omer. XVe siècle |        |
| Marbeuf                  | Église Saint-Christophe (chœur)                                   | Gisant de Guy d'Aché († 1608), 3e fils de Jean, devenu seigneur de Marbeuf en 1595, époux de Madeleine de Mailloc. Pierre et marbre blanc, XVIIe siècle. Classé MH (1907) |        |
| Moisville                | Église Saint-Martin                                               | Gisant de Roger de Bières († 1270), chevalier. Epitaphe (gravée), date : CI GIST MOUN SEIGNOUR ROGIER DE BIERES, CHEVALLIER, QUI MOURUT LAN DE GRACE M E CC LX E X (1270) [O]U MOIS DE FEVIER (en majuscules gothiques, autour de la dalle). Pierre polychrome, 4e quart du XIIIe siècle. Classé MH (1911) |        |
| Radepont                 | Abbaye de Fontaine-Guérard (chapelle latérale sud de l'abbatiale) | Gisant de Marie de Ferrières, femme de Guillaume de Léon |        |
| Saint-Aubin-d'Écrosville | Église Saint-Aubin                                                | Gisant de Richard d'Harcourt, fils de Robert Ier, baron d'Harcourt. Seigneur de Renneville, chevalier du Temple, il fonde la commanderie de St Étienne de Renneville vers 1150. Placé à l'origine dans la chapelle de la commanderie, son épitaphe était : · CI-GIT FRERE RICHARD DE HARCOURT, CHEVALIER DEL COMMANDEMENT DE LA CHEVALERIE DEL TEMPLE, FONDATEUR DE LA MAISON SAINT-ETIENNE. Pierre, fin XIIe début XIIIe siècle Classé MH (1986) |        |
| Saint-Étienne-l'Allier   | Église Saint-Étienne (chœur)                                      | Gisant d'un ecclésiastique, retrouvé en 1990 dans un enfeu lors de la restauration de l'église. Pierre polychrome, 1re moitié du XIVe siècle, Classé MH (1992) |        |
| Saint-Germain-Village    | Église Saint-Germain                                              | Gisant d'un seigneur inconnu. Pierre, XIVe siècle, Classé MH (1947) |        |
| Tosny                    | Église Saint-Sulpice (chœur)                                      | Gisants de Richard de Coëtlogon († 1566), seigneur de Tosny, et de son épouse, Marguerite de Pillavoine. Gisants reposant sur le même socle. Pierre, seconde moitié du XVIe siècle. Classé MH (1998) |        |
| La Vieille-Lyre          | Église Saint-Pierre                                               | Gisant d'Alise de Tosny, cofondatrice de l'abbaye Notre-Dame de Lyre, découverte par l'abbé Roussel en 1925 dans le chœur de l'église. Pierre, XVIe siècle, Classé MH (1927). |        |

## Eure-et-Loir
| Commune    | Édifice                                                 | Description | Illus. |
| ---------- | ------------------------------------------------------- | --- | ------ |
| Courtalain | Église Saint-Jean-Baptiste                              | Gisant de Perrette de Baif, dame de Courtalain. Épitaphe. Pierre, premier quart du XVIe s. Calcaire. Inscription et armoiries. Classé M.H. 21/03/1904                                  |        |
| Dreux      | Chapelle royale (chapelle près de la crypte, côté nord) | Gisant de Antoine d'Orléans (1775-1807), duc de Montpensier. Marbre de Carrare, XIXe s                                                                                                 |        |
| Dreux      | Chapelle royale (chapelle près de la crypte, côté nord) | Gisant d'Henri d'Orléans (1822-1897), duc d'Aumale. Marbre de Carrare, XIXe s. par Paul Dubois                                                                                         |        |
| Dreux      | Chapelle royale (chapelle près de la crypte, côté nord) | Gisant d'Marie-Caroline Auguste de Bourbon, née princesse des Deux-Siciles (1822-1869), épouse d'Henri d'Orléans, duc d'Aumale. Marbre de Carrare, XIXe s                              |        |
| Dreux      | Chapelle royale (chapelle près de la crypte, côté nord) | Gisant de Charles d'Orléans (1820-1828), duc de Penthièvre. Marbre de Carrare, XIXe s., par James Pradier. Commande de Louis-Philippe Ier                                              |        |
| Dreux      | Chapelle royale (chapelle près de la crypte, côté nord) | Gisant de Ferdinand d'Orléans (1859-1873), infant d'Espagne. Marbre de Carrare, XIXe s., par Aimé Millet                                                                               |        |
| Dreux      | Chapelle royale (déambulatoire côté sud)                | Gisant d'Henri d'Orléans (1867-1901). Marbre de Carrare, XXe s., par Antonin Mercié.                                                                                                   |        |
| Dreux      | Chapelle royale (déambulatoire côté sud)                | Gisant de Ferdinand d'Orléans (1844-1910), duc d'Alençon. Marbre de Carrare, XXe s |        |
| Dreux      | Chapelle royale (déambulatoire côté sud)                | Gisant de François d'Orléans (1818-1900), prince de Joinville. Marbre de Carrare, XXe s. par Antonin Mercié.                                                                           |        |
| Dreux      | Chapelle royale (déambulatoire côté sud)                | Gisant de Françoise d'Orléans (1844-1925), veuve de Robert d'Orléans, duc de Chartres. Gisant couronné de Paul Gasq en marbre de Carrare, XXe s.                                       |        |
| Dreux      | Chapelle royale (déambulatoire côté sud)                | Gisant de Louis d'Orléans (1814-1896), duc de Nemours. Marbre de Carrare, XIXe s |        |
| Dreux      | Chapelle royale (déambulatoire côté sud)                | Gisant de Marie d'Orléans (1813-1839), sculpteur, épouse du duc Alexandre de Wurtemberg (1804-1881). Elle est l'auteur de l'ange qui surplombe sa sépulture. Marbre de Carrare, XIXe s |        |
| Dreux      | Chapelle royale (déambulatoire côté sud)                | Gisant de Robert d'Orléans (1840-1910), duc de Chartres. Marbre de Carrare, XXe s. par Paul Gasq                                                                                       |        |
| Dreux      | Chapelle royale (déambulatoire côté sud)                | Gisant de Sophie Charlotte Auguste de Wittelsbach, née duchesse en Bavière (1847-1897), épouse de Ferdinand d'Orléans (1844-1910), duc d'Alençon. Marbre de Carrare, XIXe s            |        |
| Lèves      | Abbaye Notre-Dame de Josaphat                           | Gisant de Lucia de Lèves. Pierre, XIIe-XIIIe s. Classé M.H. 15/03/1915 |        |
| Lèves      | Fondation d'Aligre et Marie-Thérèse                     | Gisant d'un ecclésiastique. Pierre, XIIIe s. Classé M.H. 15/03/1915 |        |
| Lèves      | Fondation d'Aligre et Marie-Thérèse                     | Gisant d'une jeune fille. Pierre, XIVe s. Classé M.H. 15/03/1915 |        |
| Lèves      | Fondation d'Aligre et Marie-Thérèse                     | Gisant d'une femme. Pierre, XIIIe-XIVe s. Classé M.H. 15/03/1915 |        |
| Lèves      | Fondation d'Aligre et Marie-Thérèse                     | Gisant supposé de Philippe de Lèves. Sa tête est trouvée lors de travaux en 1909 à l'entrée de la chapelle absidale. Pierre, XIIIe s. Classé M.H. 15/03/1915                           |        |

## Finistère
| Commune               | Édifice                                                       | Description | Illus. |  |
| --------------------- | ------------------------------------------------------------- | --- | ------ |  |
| Brest                 | Musée de la Marine                                            | Gisant de Gilles de Texue (1478 - 1514) qui fut capitaine et gardien du château de Brest de 1499 jusqu'au moins 1508. Le gisant fut retrouvé enterré le 11 juillet 1898, lors des travaux de réfection du pavage de l'église Saint-Louis de Brest. |        |  |
| Confort-Meilars       | Chapelle Notre-Dame de Confort                                | Gisant de saint Vincent Ferrier (1350-1419), prêtre aragonais dominicain. Plâtre peint, du sculpteur Lebrun, 2e moitié du XIXe s |        |  |
| Dirinon               | chapelle de Sainte Nonne                                      | Le gisant de Sainte Nonne à Dirinon. La dalle est en pierre de Kersanton du premier atelier du Folgoët vers 1468. La sainte est représentée allongée, tenant un livre, la tête sur un coussin porté par deux anges et un dragon à ses pieds. Le coffre est sculpté de plaques représentant les apôtres et des anges tenant des blasons martelés. |        |  |
| Lanhouarneau          | église Saint-Hervé de Lanhouarneau (cimetière)                | Gisant de Yves de Launay (+ < 1466), Sr de Coetmerret (Lanhouarneau, Finistère) brisé à la révolution (tête, main et jambes brisées), armes intactes au lion couronné (d'argent au lion d'azur couronné d'or). Primitivement, le gisant était dans un enfeu de l’église à côté d'une tombe armoriée d'un écusson en losange, parti du lion et de trois fasces ondées la désignant comme celle de Marguerite de Pontplancoët, son épouse. |        |  |
| Landévennec           | abbaye de Landévennec (musée)                                 | Le gisant de Jehan du Vieux-Chastel, dernier abbé régulier de l'abbaye de Landévennec entre 1496 et 1522. |        |  |
| Lesneven              | Musée du Léon (cloitre)                                       | Gisant de Jacques Barbier, seigneur de Kernaou à Ploudaniel, gouverneur de Lesneven en 1603 puis capitaine de la ville et maître-es-art. Il commanda son tombeau en 1638 alors qu'il avait 66 ans à l'atelier de Roland Doré. |        |  |
| Locronan              | Église Saint-Ronan de Locronan (chapelle du Pénity)           | Gisant de Saint Renan (VIe s.), saint breton mythique de l'ancienne Armorique. La dalle est en pierre de Kersanton du premier atelier du Folgoët portée par six anges postérieurs. Elle représente saint Renan en tenue d’évêque. Elle est datable par les armoiries au pied du saint : armes du duc pleines et en alliance Bretagne-France soit l’alliance du duc Jean V de Bretagne avec Jeanne de France. Elle a été sculptée entre environ 1423 et 1433, date du décès de Jeanne de France. Classé M.H. 03/04/1845 |        |  |
| Plourin Ploudalmézeau | cimetière                                                     | Gisant de Robert, sire de Kergroezes (Kergroadez) et de Bénone (Carn) sa femme, qui vivaient en 1315. La pierre tombale a été découverte dans l'église de Plourin, lorsqu'on y faisait des réparations en 1854, avec celle de Jehanne du Chastel, mariée à Hamon, sire de Kergroadez, petit-fils de Robert. |        |  |
| Plouvien              | chapelle Saint Jaoua                                          | La dalle est en pierre de Kersanton du premier atelier du Folgoët. Elle représente saint Jaoua en tenue d’évêque, portant mitre et crosse et bénissant de la main droite. Elle est datable par comparaison du gisant de saint Renan à Locronan, soit vers les années 1420-1440. |        |  |
| Plouvien              | église                                                        | Le gisant de Laurent Richard à Plouvien. La dalle est en pierre de Kersanton de l’atelier des frères Prigent (1527-1577). Laurent Richard est chanoine de Nantes et recteur de Cintré, docteur en droit civil. Il est représenté allongé mains jointes en prière, la tête nue repose sur un coussin accostée de deux anges, la barrette de chanoine posée à droite et un cerf à ses pieds. Deux blasons aux armes des Richard, une rencontre de cerf surmontée d’une étoile à huit rais et accostée de deux roses, sont posés de part et d’autre. Le coffre est sculpté de plaques représentant un cortège de moines encapuchonnés. Le tombeau provient de la chapelle, aujourd’hui disparue, du manoir de Tariec. |        |  |
| Quimper               | Cathédrale Saint-Corentin (chapelle du bas-côté sud)          | Gisant d'Adolphe Duparc († 1946), évêque de Quimper et Léon (1908-1946), en bronze |        |  |
| Quimper               | Cathédrale Saint-Corentin (chapelle du déambulatoire nord)    | Gisant de René-Nicolas Sergent, évêque de Quimper et Léon (1855-1871) |        |  |
| Quimper               | Cathédrale Saint-Corentin (chapelle du déambulatoire sud)     | Gisant de Geoffroy Le Marhec, évêque de Cornouaille (1357-1383). XIVe siècle |        |  |
| Quimper               | Cathédrale Saint-Corentin (chapelle du déambulatoire sud)     | Gisant de Jacques-Théodore Lamarche, évêque de Quimper et Léon (1887-1892) |        |  |
| Quimper               | Cathédrale Saint-Corentin (chapelle Notre-Dame des Victoires) | Gisant de Gatien de Monceaux, évêque de Cornouaille (1408-1416). XVe siècle |        |  |
| Quimper               | Cathédrale Saint-Corentin (chapelle Saint-Corentin)           | Gisant d'Anselme Nouvel de La Flèche, moine bénédictin et évêque de Quimper et Léon (1872-1887) |        |  |
| Quimper               | Cathédrale Saint-Corentin (chapelle Saint-Jean-Baptiste)      | Gisant de Bertrand de Rosmadec († 1445), évêque de Cornouaille (1416-1444). XVe siècle |        |  |
| Quimper               | Cathédrale Saint-Corentin (chapelle Saint-Paul)               | Gisant de Pierre de Quenquis († 5 juin 1459), magister et chanoine. XVe siècle. Épitaphe :HIC JACET MAGISTER PETRVS DV QVENQVIS CANONICVS HVJVS ECCLESIAE QVI DECESSIT DIE V MENSIS JVNII ANNO DOMINI MCCCLIX |        |  |
| Quimper               | Cathédrale Saint-Corentin (chapelle Saint-Pierre)             | Gisant de Joseph-Marie Graveran, évêque de Quimper et Léon (1840-1855) |        |  |
| Quimper               | Cathédrale Saint-Corentin (chapelle Saint-Yves)               | Gisant de François-Hyacinthe de Plœuc du Timeur (1662 - 1739), évêque de Cornouaille (1707-1739). Épitaphe, XIXe siècle |        |  |
| Quimper               | Musée départemental du Finistère                              | Gisant en kersanton de Troïlus de Montdragon, chevalier, seigneur du Hallot († ca 1545), capitaine de 4000 hommes d’armes et époux d’une riche héritière Françoise de La Palue, dame de la Grande-Palue. Le tombeau est actuellement exposé au musée de Quimper, Il se trouvait primitivement dans l'église de Beuzit-Saint-Conogan (en Landerneau). Chevalier en prière mains jointes et revêtu de son armure, tête nue, épée à sa gauche, un ange posé dessus, un autre ange tenant l'oreiller sous la tête du gisant, un lion au pied, un ange de chaque côté. Le soubassement est armorié sur ses quatre flancs : Sur le devant : les grandes armes écartelées Montdragon – Hallot sous un casque à cimier et posées sur des phylactères muets, signe de l’absence d’alliances avec la noblesse tandis qu’à l’arrière les grandes armes de la Palue ont été brisées, mais il reste les phylactères qui content l’ascendance prestigieuse des la Palue. Un des flancs porte dans cinq écus différentes combinaisons de l’alliance Montdragon - La Palue, tandis que l’autre porte les armes des différents fiefs de la famille de La Palue. |        |  |
| Quimperlé             | Abbaye Sainte-Croix (crypte)                                  | Gisant de Saint Gurloes († 1057), fondateur de l'abbaye. Calcaire et granite, XIVe-XVe s. Classé M.H. 1840 |        |  |
| Quimperlé             | Abbaye Sainte-Croix (crypte)                                  | Gisant de l’abbé Henri de Lespervez, abbé de Sainte-Croix (1409-1434). Provient du chœur de l'église dont le soubassement a été refait en 2002. Armoiries. Granite, première moitié du XVe s. Classé M.H. 1840 |        |  |
| Saint-Herbot          | Chapelle de Saint-Herbot                                      | Gisant de Saint Herbot (VIe s.), saint breton. Granite |        |  |
| Saint-Pol-de-Léon     | Cathédrale Saint-Paul-Aurélien (nef nord)                     | Gisant de Jean-Baptiste Budes de Guebriant (1860-1935), évêque et missionnaire, supérieur général de la Société des missions étrangères. Granite taillé (décor en bas-relief, décor en haut relief), gravé, XXe s., (1935). Inscription, armoiries |        |  |
| Saint-Pol-de-Léon     | Cathédrale Saint-Paul-Aurélien (tombeau à localiser)          | Gisant de René de Rieux (1588-1651), évêque de Léon de 1613 puis 1639 à 1651. Granite appareillé, taillé (décor en bas-relief, décor en ronde bosse), XVIIe s. Inscription, armoiries |        |  |
| Saint-Pol-de-Léon     | Cathédrale Saint-Paul-Aurélien (tombeau à localiser)          | Gisant de François de Visdelou († 1668), évêque de Léon (1665-1668), œuvre du sculpteur Nicolas de la Colonge datée de 1711 |        |  |
| Saint-Pol-de-Léon     | Cathédrale Saint-Paul-Aurélien (tombeau à localiser)          | Gisant de Guillaume de Kersauzon (†1327), confesseur de Blanche de Castille et évêque de Léon (1292-1327) |        |  |
| Saint-Pol-de-Léon     | Cathédrale Saint-Paul-Aurélien (tombeau à localiser)          | Gisant de Roland de Neufville (†1613), évêque de Léon (1563-1613) |        |  |
| Saint-Pol-de-Léon     | Maison prébendale (cour close)                                | Primitivement dans l’église de Landivisiau, après diverses pérégrinations, on le retrouve debout à l’île Sainte-Anne de Saint-Pol-de-Léon sous le nom de saint Bidouzen. Les filles à marier s’efforcent de faire tenir une épingle de leur corsage pour connaître l’avenir et « savoir si le gars de leur cœur se présenterait au cours de l’année nouvelle ». Il est désormais exposé en bonne posture dans l’enceinte de la maison prébendale de Saint-Pol-de-Léon. Chevalier en prière armé de toutes pièces, tête nue reposant sur un oreiller tenu par un ange. Les mains et les jambes sont brisées, la face mutilée par les épingles. En prière armé de toutes pièces, tête nue reposant sur un oreiller tenu par un ange. Les mains et les jambes sont brisées, la face mutilée par les épingles. Bouclier mutilé aux armes des Tournemine, Sr de Coëtmeur : un écartelé au lambel, soit écartelé d’or et d’azur au lambel de gueules. |        |  |
| Sibiril               | Église de Sibiril                                             | Gisant d’Éon (alias Yvon) de Kerouzéré, conseiller du duc de Bretagne et président au parlement de Bretagne en 1419 († 1435). Primitivement attribué à Jehan de Kerouzéré († 1460), il a été réattribué de façon très convaincante à Yvon son père Le gisant figure un homme aux mains jointes en prière, la tête nue reposant sur un coussin tenu par deux anges, les pieds appuyés sur un lion rongeant un os. Il est revêtu d’une armure et d’une tabard aux armes de Kerouzéré (de pourpre au lion d’argent). Le soubassement porte en alternance les armes pleines de Kerouzéré et ces mêmes armes timbrées. Sculpté en Kersanton, c’est un bel exemple de la production du premier atelier du Folgoët. |        |  |
| Saint Vougay          | Château de Kerjean (portique à colonne)                       | Gisant d'un seigneur du Com (Lannilis en Finistère). Chevalier armé de toutes pièces, tête et mains nues, épée à la coquille au côté gauche, un poignard à droite, deux anges tenant un oreiller sous la tête, un lion au pied, un écusson gravée sur le flanc droit (un pélican en sa piété). |        |  |
| Saint Vougay          | Château de Kerjean (portique à colonne)                       | Gisant de Jean Barbier († vers 1537), seigneur de Kerjean (Saint-Vougay en Finistère). Chevalier armé de toutes pièces, tête et mains nues, épée du côté gauche, deux anges tenant un oreiller sous la tête, un lion au pied. |        |  |
| Saint Vougay          | Château de Kerjean (portique à colonne)                       | Gisant donné pour être celui de Olivier de la Palue, seigneur de la Grande Palue (Beuzit-Conogan en Finistère) et grand-père de Françoise de la Palue, épouse de Troïlus de Montdragon (voir son tombeau à Quimper). Provenance : église de Saint-Houardon en Landerneau. Chevalier armé de toutes pièces, tête et mains nues, épée au côté gauche, poignard à droite, deux anges tenant un oreiller sous la tête, un lion au pied. |        |  |
| Scrignac              | Chapelle de Koat-Keo (cimetière, côtière sud)                 | Gisant d'une femme bretonne (dates inconnues). Granite, XIXe s., probablement par Jules-Charles Le Bozec |        |  |
| Tréflaouénan          | Église de St Léonor (enfeu)                                   | Le gisant d’Alain de Tournemine, Sr de Coëtmeur, de Kermilin et de Lescoët, marié en 1493 à Marguerite du Chastel et décédé vers 1530, est actuellement sous un enfeu à l’arrière de l’église de Tréflaouénan. Il a longtemps été exposé sur une façade de la mairie. Les écussons tenus par des anges provenant du soubassement du monument et encore exposés sur la façade de la mairie attestent de cette identification. Chevalier en prière armé de toutes pièces, tête nue reposant sur un oreiller tenu par deux anges. Bouclier aux armes des Tournemine, Sr de Coëtmeur : un écartelé au lambel, soit écartelé d’or et d’azur au lambel de gueules. |        |  |

## Gard
| Commune      | Édifice                         | Description | Illus. |
| ------------ | ------------------------------- | --- | ------ |
| Saint-Gilles | Abbaye de Saint-Gilles (crypte) | Gisant de Pierre-Emile d'Everlange de Bellevue (1820-1899), curé-doyen de Saint-Gilles, chanoine honoraire de Nîmes, Digne et Montpellier |        |

## Haute-Garonne
| Commune                     | Édifice                                     | Description | Illus. |
| --------------------------- | ------------------------------------------- | --- | ------ |
| Fourquevaux                 | Église Saint-Germier                        | Gisant de Madeleine Willemsens († 1913), épouse de Jean-Paul Laurens, peintre et sculpteur. Placé sous un enfeu. Épitaphe : En mémoire de sa femme bien-aimée Madeleine Willemsens-Laurens. Jean-Paul Laurens né à Fourquevaux, /peintre à Paris, membre de l'Institut de France a pieusement sculpté cette image et l'a portée ici avec/ses fils Paul-Albert et Pierre Laurens, peintres, pour consacrer leur commune douleur ; Anno Dom. MDCCCCXIV. Bronze, terre cuite, marbre veiné rose, premier quart du XXe s. Œuvre du sculpteur Jean-Paul Laurens et de la fonderie Hohvillier |        |
| Martres-Tolosane            | Église Saint-Vidian                         | Gisant de Roger de Sarrieu († 1576), seigneur de Martres. Marbre gris, dernier quart du XVIe s. Classé M.H. 09/02/1968 |        |
| Saint-Bertrand-de-Comminges | Cathédrale Notre-Dame (chapelle Notre-Dame) | Gisant d'Hugues de Castillon († 1352), évêque de Comminges de 1336 à 1352. Marbres noir et blanc, haut-relief, 2e quart du XIVe s. Classé M.H. 09/11/1906 |        |
| Saint-Laurent-d'Aigouze     | Abbaye de Psalmodie                         | Gisant d'un abbé de Psalmodie, Pierre de Lasteyrie, abbé (1368-1376) ou Pierre VIII, abbé (1376-1400). Calcaire, 2e moitié du XIVe s |        |
| Toulouse                    | Musée des Augustins (dépôt lapidaire)       | Gisant de Guillaume VI Durand († 1330), évêque de Mende de 1296 à 1300, gisant provenant d'un tombeau situé dans la chapelle Saint-Privat de l'abbaye de Cassan, acquis en 1833, n° inv. RA 845. Marbre blanc, haut-relief, XIVe s |        |
| Toulouse                    | Musée des Augustins (dépôt lapidaire)       | Gisant de Geoffroy de Vayrols († 1378), archevêque de Toulouse, gisant provenant d'un tombeau situé dans le chœur de la cathédrale Saint-Étienne, acquis en 1828, n° inv. RA 410. Marbre gris, haut-relief, XIVe s |        |
| Toulouse                    | Musée des Augustins                         | Statue du gisant de Bernard VI († entre 1295 et 1300) ou Bernard VII († 1312), comte de Comminges, provenant de l'abbaye de Bonnefont n° inv. RA 810. Calcaire, haut-relief, 1301-1325. |        |

## Gironde
| Commune              | Édifice                                                                         | Description | Illus. |
| -------------------- | ------------------------------------------------------------------------------- | --- | ------ |
| Barsac               | Église Saint-Vincent                                                            | Gisant de Jehan de Louppes († 1534), seigneur de Castelferrus et chanoine d'Uzeste. Calcaire, deuxième quart du XVIe s. Œuvre du sculpteur Étienne Baudoyn |        |
| Blésignac            | Église Saint-Roch                                                               | Gisant d'un prêtre. Pierre, premier quart du XVIe s. Classé M.H. 30/11/1908 |        |
| Bordeaux             | Abbatiale Sainte-Croix                                                          | Gisant d'une personne inconnue, un évêque ou un abbé, sous un enfeu. Pierre, XIVe s. Classé 1840 |        |
| Bordeaux             | Basilique Saint-Seurin                                                          | Gisant d'un chanoine. Pierre, XIVe s. Classé 25/10/1905 |        |
| Bordeaux             | Cathédrale Saint-André (à localiser)                                            | Gisant de Aimé-Victor-François Guilbert (1812-1889), archevêque de Bordeaux et cardinal. Placé dans l'enfeu de Raymond de Landiras, chanoine de la cathédrale († 1362) dont l'effigie fut détruite à la Révolution. Épitaphe : Hic jacet in spe resurrectionis Amatus Victor Franciscus Guilbert presbyter cardinalis sanctae romanae ecclesiae archiepiscopus Burdigalensis Cerisy-La-Forêt natus die XV novembris MDCCCXII vir simplex ac restus bonitate inceniique gravitate valde commendabilis pontifex nobis fide miraque modestia insignis nec non accinctus fortitudine cum sex annos Burdigalensem rexisset ecclesiam vix purpuratus annis meritisque plenus die XV augusti MDCCCLXXXIX obdormivit in domino. Armoiries et devise, légion d'honneur. Pierre blanche, dernier quart du XIXe s. Œuvre du sculpteur Gaston Veuvenot Leroux |        |
| Bordeaux             | Cathédrale Saint-André (à localiser)                                            | Gisant de Charles François d'Aviau du Bois de Sanzay (1736-1826), archevêque de Bordeaux. Épitaphe : Hic jacet / reverendissimus in Christo pater / Carolus Franciscus d'Aviau du Bois de Sanzay Pictavense / archiepiscopus Burdigalensis / paer Franciae / regii ordinis S[ancti] Spiritus commendator / qui sponsam Dei in diebus malis moerentem / apostolicis virtutibus solabatur. / Primum archiepiscopus Viennensis a Ludovico XVI designatus / et a S[anctissimo] P[atre] Pio VI canonice institutus. / Pro fide tutanda exul venit ad apostolorum limina / regnante eodem immortali P[atre] Pio VI / a quo in singulari existimatione habitus est / morae sed impatiens / filiorum pater desiderio percitus / alpes itinere pedestri transiliit / ut patriam regressus apud dioecesanos saltem ruricolas / legitimi pastoris officia latenter adimpleret / evangelizans pacem / animam suam dans pro ovibus suis / galliarum ecclesia resurgente / ad Burdigalensem sedem a S. P. Pio VII translatus / felicem tali pastore gregem / doctrina pavit caritate fovit / mansuetudine omnes vel pervicacissimos sibi devinxi / mox veritatis assertor indefessus / pro sanctis ecclesiae legibus impavide certavit. / Hinc meruit XII mart[ii] MDCCCXIV /inclytum ducem Engolismensem intra metropolim salutar / et legis desiderati Ludovici XVIII reditum / praesagire ac maturare / dehinc voti compos dioecesim uberius adhuc quam ante / seminariis collegiis piisq. omnigenis institutionibus / eruditissimus ipse ditavit. / Senio tandem laboribusq. confectus / igne etiam examinatus / acerbos corporis dolores hilariter ad extremum tuli / agens gratias Deo / unicam sitiens animae salutem / nec est inventa in ore ejus querela / acceptus tam Deo quam hominibus / pater pauperum omnibus columen et exemplar / memoriam sui immortalem linquens / obiit in Domino XI jul[ii] MDCCCXXVI / natus annos XC / tanti praesulis funera triumphalia / clerus proceres pauperes populus omnis / comitati sunt / procibus votis himnis lacrymis prosequentes / patrem flentes / sanctum jam conclavantes. Armoiries (de gueules au lion rampant, la queue fourchée et passée en sautoir). Calcaire, 2e quart du XIXe s. Œuvre du maçon Marcelin, sculpté par Antoine Romagnesi sur des dessins de l'architecte Alexandre Poitevin |        |
| Bordeaux             | Cathédrale Saint-André (à localiser)                                            | Gisant de Pierre Paulin Andrieu (1849-1935), archevêque de Bordeaux et cardinal. Épitaphe : Hic jacet Petrus Paulinus Andrieu cardinalis presbyter titulo sancti Honuphrii archiepiscopus burdigalensis aquitaniae primas vir singulari pietate praeditus sanctae sedi addictissimus qui pastoris boni vicem gerens pie ac fidenter in domino obdormivit die XV februarii MCMXXXV requiescat in pace. Armoiries. Calcaire, 2e quart du XXe s. Œuvre du sculpteur bordelais Charles Louis Malric |        |
| Bordeaux             | Cathédrale Saint-André (à localiser)                                            | Gisant de Pierre Barot († 1368), chanoine de Bordeaux. Calcaire, 3e quart du XIVe s |        |
| Bordeaux             | Cathédrale Saint-André (déambulatoire sud du chœur, derrière le mur de clôture) | Gisant de Victor-Lucien-Sulpice Lecot (1831-1908), archevêque de Bordeaux et cardinal. Placé en saillie dans l'enfeu d'Henri de Béthune, archevêque de Bordeaux (1646-1680). Épitaphe : Hic jacet Victor Lucianus Sulpitius Lecot s.r.e. card. Presbyt. tit. sanctae Pudentianae archiepiscopus Burdegalensis Aquitaniae primas vir divini verbi praedicator egregius fratrum in primis pauperum amator beneficus patriae zelator fidus romani pontificis auditor devotus virginis immaculatae precator assiduus sanctissimae eucharistiae cultor eximius obiit camberiaci e sacris liminibus rediens die XIX decembris anno r.s. MCMVIII. Armoiries. Calcaire et marbre blanc, 1er quart du XXe s. Œuvre du sculpteur Gaston Veuvenot Leroux |        |
| Bordeaux             | Musée d'Aquitaine                                                               | Gisant de Michel de Montaigne, sculpté par Prieur et Guillermain. Calcaire, vers 1593 |        |
| Bordeaux             | Musée d'Aquitaine                                                               | Gisant d'un chevalier de Curton, provenant du château de Tustal à Sadirac. Calcaire, XIIIe siècle |        |
| Bordeaux             | Musée d'Aquitaine                                                               | Plate-tombe d'Aliénor de Vipont, provenant de l'abbaye de La Sauve-Majeur. Calcaire, XIIIe siècle |        |
| Cadillac-sur-Garonne | Collégiale Saint-Blaise-Saint-Martin                                            | Gisants de Jean Louis de Nogaret de La Valette (1554-1642), duc d'Épernon et de son épouse Marguerite de Foix-Candale. Armoiries. Marbre uni et veiné, XVIe-XVIIe s. Œuvre des sculpteurs Pierre Biard et Jean Lefebvre |        |
| La Sauve             | Église Saint-Pierre                                                             | Gisant de Gérard de Corbie († 1095), fondateur de l'abbaye de La Sauve-Majeure en 1079. Pierre, XIIIe s. Classé 26/09/1903 |        |
| Toulouse             | Musée des Augustins                                                             | Gisant très abîmé de Jeanne, épouse de Jean de Mantes (teste 1316), maître des œuvres du roi pour la sénéchaussée de Toulouse et d'Albi. Trouvé en 1833 lors de travaux réalisés dans l'église des Augustins de Toulouse. Pierre, 1276-1300, |        |
| Uzeste               | Collégiale Notre-Dame                                                           | Gisant de Pierre Ier de Grailly. Armoiries. Pierre, XIIIe-XIVe s. Classé 1840 |        |

## Hérault
| Commune                 | Édifice                  | Description | Illus. |
| ----------------------- | ------------------------ | --- | ------ |
| Lodève                  | Cathédrale Saint-Fulcran | Gisant de Jean VI de Plantavit de La Pause (1579-1651), évêque de Lodève (1625-1651). Marbre blanc, deuxième quart du XVIIe s. Œuvre des sculpteurs Antoine et Vincent Lignani de Lucques, exécutée entre 1642 et 1645. Classé M.H. 30/09/1911 |        |
| Saint-Guilhem-le-Désert | Abbaye de Gellone        | Gisant de Bernard de Mèze, abbé de saint Guilhem (1170-1175). Pierre, dernier quart du XIIe s. Classé M.H. 30/09/1911 |        |
| Uzeste                  | Collégiale Notre-Dame    | Gisant de Clément V († 1314), pape (1305-1314). Marbre, XIVe s. Classé 1840 |        |

## Ille-et-Vilaine
| Commune                | Édifice                                                             | Description | Illus. |
| ---------------------- | ------------------------------------------------------------------- | --- | ------ |
| Champeaux              | Collégiale Sainte-Marie-Madeleine (chœur)                           | Gisant de Guy (III) d'Espinay. Pierre calcaire et marbre, réalisé en 1552/1553 par Jean Delespine                                                                             |        |
| Fougères               | Château de Fougères (Tour Mélusine - RDC)                           | Gisant de Raoul (II) de Fougères (1130-1194), fondateur du château actuel ou de Raoul (III) de Fougères († 1251), en deux morceaux (non restaurée). Pierre calcaire, XIIIe s. |        |
| La Guerche-de-Bretagne | Basilique Notre-Dame (chœur)                                        | Gisant de Guillaume II de La Guerche († 1223), fondateur de la collégiale, sous un enfeu. Pierre, XIIIe s.                                                                    |        |
| Rennes                 | Cathédrale Saint-Pierre (chapelle Saint-Amand)                      | Gisant d'Amand de Rennes († vers 505), évêque de Rennes |        |
| Rennes                 | Cathédrale Saint-Pierre (croisillon nord du transept)               | Gisant de Jean-Natalis-François Gonindard (1837-1893), évêque de Verdun (1884-1887), évêque coadjuteur (1887-1893) puis archevêque de Rennes (1893)                           |        |
| Rennes                 | Cathédrale Saint-Pierre (chapelle Saint-Armel ou de l'Annonciation) | Gisant de Jacques ou Jean Guibé, marbre sculpté de la première moitié du XVIe siècle                                                                                          |        |
| Saint-Lunaire          | Église Saint-Lunaire                                                | Gisant de Saint Lunaire (Ve s.), saint breton, pierre, XIIIe s. Repose sur un sarcophage gallo-romain. Classé M.H. 12/03/1892                                                 |        |
| Saint-Malo             | Cathédrale Saint-Vincent (déambulatoire sud)                        | Gisant d'une personne inconnue, sous un enfeu |        |
| Saint-Malo             | Cathédrale Saint-Vincent (déambulatoire sud)                        | Gisant d'une personne inconnue, sous un enfeu |        |
| Vitré                  | Église Notre-Dame (1re chapelle septentrionale)                     | Gisant de Pierre Hubert († 1498), prêtre doyen de Vitré. fin XVe siècle. |        |

## Indre
| Commune               | Édifice                          | Description | Illus. |  |
| --------------------- | -------------------------------- | --- | ------ |  |
| La Motte-Feuilly      | Église paroissiale Saint-Hilaire | Tombeau (gisant) de Charlotte d’Albret Sculpture, marbrerie XVIe s. Sculpteur: Cloistre Martin. Année de création 1521. Restauration 1892. Classé M.H.1891/07/24 |        |  |
| Neuvy-Saint-Sépulchre | Église Saint-Étienne             | Gisant d'une personne inconnue. Calcaire polychrome, XIIIe s. Classé M.H. en 1991                                                                                |        |  |

## Indre-et-Loire
| Commune             | Édifice                                 | Description | Illus. |
| ------------------- | --------------------------------------- | --- | ------ |
| Bueil-en-Touraine   | Collégiale Saint-Michel et Saint-Pierre | Gisant de Jeanne de Montejean († vers 1450), première épouse de Jean V de Bueil, comte de Sancerre, sous un enfeu. Armoiries. Pierre et marbre, XVe s. Classé M.H. 31/10/1912 |        |
| Bueil-en-Touraine   | Collégiale Saint-Michel et Saint-Pierre | Gisant de Marguerite de Chausse († 1443), épouse de Pierre de Bueil, sous un enfeu. Armoiries. Pierre et marbre, XVe s. Classé M.H. 31/10/1912 |        |
| Bueil-en-Touraine   | Collégiale Saint-Michel et Saint-Pierre | Gisant de Pierre de Bueil († 1414), seigneur du Bois, de Neuvy, et de la Motte Sonzay, bailli de Touraine, sous un enfeu. Il formait à l'origine un ensemble avec le gisant de sa femme Marguerite de Chausse. Armoiries. Pierre et marbre, XVe s. Classé M.H. 31/10/1912 |        |
| Chinon              | Chapelle Sainte-Radegonde               | Gisant de saint Jean de Chinon dit Jean de Moûtier ou Jean le Reclus († VIe s.), prêtre et ermite. Cénotaphe, Tuffeau, 1879, installé dans un enfeu orné de peintures médiévales. Inscription : HOC IN ORATORIO OBDORMIVIT IN DOMINO B[EAT]US JOHANNES CAN[ONIC]US CUJUS CORPUS A VII AD / XVIUS SAEC[ULUM] SUB HOC TUMULO REQUIEVIT. HOEC AUTEM FERE SANCTA LOCA PENITUS EVERSA D[OMI]NA ELISABETH CHABRE / ANNUENTE ILL[USTRISSIMUS] AC REV[ERENDISSIM]US D[OMINUS] D[OMIN]US COLET TURON[ENSIS] ARCHI[EPISCOPUS], D[OMIN]US E. GUERTIN S[ANC]TI STEPH[ANI] PAROCHO FAVENTE, D. DAVIAU ARCHITECTUS / OPERA ANNO SALUTIS, IN HONOREM S[ANCT]AE RADEGUNDIS INSTAURANDA CURAVIT. |        |
| La Guerche          | Château de la Guerche                   | Gisant de Jacqueline de Myolans († 1518), épouse de J.B. De Villequier, seigneur de la Guerche. Pierre, XVIe s. Classé M.H. 17/10/1966 |        |
| Langeais            | Église                                  | Gisant d'une personne inconnue. Pierre, XVe s. Classé M.H. 20/10/1913 |        |
| Loches              | Église Saint-Ours                       | Gisant d'Agnès Sorel (v. 1422-1450), dame de Beauté, favorite de Charles VII. Gisant placé dans la nef de l'église Saint-Ours, d'où il fut déplacé en 1777 puis installé au château de Loches, changé de salle en 1970 puis réintégré dans le collatéral nord de l'église en 2005. Épitaphe : CY GIST NOBLE DAMOYSELLE AGNES SEURELLE... Marbre blanc, XVe s. Classé M.H. 08/06/1892 |        |
| Montrésor           | Église Saint-Jean-Baptiste              | Gisants d'Imbert de Bastarnay (1438-1523), seigneur de Montrésor et fondateur de la collégiale, son épouse Georgette de Montchenu († 1511), dame de Bouchage, et leur fils François († 1513). Marbre, XVIe s. Classé M.H. 12/03/1907 |        |
| Rivière             | Église Notre-Dame                       | Gisants de personnes inconnues, un homme et une femme. Calcaire, XVIe s |        |
| Saint-Paterne-Racan | Abbaye Notre-Dame de La Clarté-Dieu     | Gisant supposé de Jehan d'Alluye, fondateur de l'abbaye. Aujourd'hui conservé au musée des Cloisters de New York. Pierre, dernier quart du XIIIe s |        |
| Tavant              | Église Saint-Nicolas                    | Gisant de Jehan Guydier († 1564), curé de Tavant. Épitaphe : Ci-git vénérable et discrète personne (partiellement illisible) sire Jehan Guydier curé de Tavant (partiellement illisible)/ [...] trespassa le XX. jour de mars 15[6]4. Calcaire, XVIe s |        |
| Tours               | Cathédrale Saint-Gatien                 | Gisant de René François Renou (1844-1920), archevêque de Tours (1896-1913), sous un enfeu. Épitaphe : HIC QUIESCAT IN D[OMI]NO PATER D D RENATUS FRANCISCUS RENOU QUI BURGOLII NATUS VITAM CARITATE REFERTAM COMPLEVIT PATRIAE BENEMERITUS EPISCOPUS AMBIANENSIS ANNIS III DEHIND ARCHIEPISCOPUS TURONENSIS SOLIO PONTIFICIO ASSISTENS POST ANNOS XVII LABORE FRACTUS ONUS DEPOSUIT VI SUPERSTAS OBIIT KAL MARTII MCMXX AETATIS SUAE LXXVI CLERUS POPULUSQUE DIOECESIS TURON[UM] GRATI POSUERE. Armoiries. Calcaire, premier quart du XXe s. Œuvre du sculpteur Georges Delperier                                                                                               |        |
| Tours               | Cathédrale Saint-Gatien                 | Gisant de Charles Théodore Colet (1806-1883), archevêque de Tours (1874-1883), sous un enfeu. Épitaphe : CI GIT CHARLES THEODORE COLET, ARCHEVEQUE DE LUCHON PUIS DE TOURS, MORT LE 19 novembre 1883 A L'AGE DE 77 ANS. Armoiries. Calcaire, dernier quart du XIXe s. Œuvre de l'architecte Marcel Lambert et des sculpteurs Pierre Damien et Louis Noël |        |
| Tours               | Cathédrale Saint-Gatien                 | Gisants de Charles-Orland (1492-1495) et Charles († 1496), enfants de Charles VIII, roi de France et d'Anne de Bretagne. Marbre blanc et gris, premier quart du XVIe s. Classé M.H. 1862 |        |

## Isère
| Commune  | Édifice                                                           | Description | Illus. |
| -------- | ----------------------------------------------------------------- | --- | ------ |
| Grenoble | Cimetière Saint-Roch de Grenoble (près de la chapelle Saint-Roch) | Gisant de l'abbé Jean-Baptiste Gerin (1797-1863), curé de la Cathédrale Notre-Dame de Grenoble, particulièrement actif et populaire durant presque trente ans. Ami du curé d'Ars, il est lui-même appelé le Curé d'Ars de Grenoble. Il s'occupe des pauvres, crée des écoles et des ateliers. Son tombeau encore continuellement fleuri de nos jours fait toujours l'objet d'une dévotion vivace favorisée par sa représentation en gisant sous un baldaquin en forme de chapelle en claire-voie. Il est l'œuvre du sculpteur grenoblois Aimé Charles Irvoy |        |

## Jura
| Commune             | Édifice                                          | Description | Illus. |
| ------------------- | ------------------------------------------------ | --- | ------ |
| Baume-les-Messieurs | Abbaye Saint-Pierre                              | Gisant d'Alix de Thoire-Villars († 1412), cousine d' Amé de Chalon, abbé de Baume-les-Messieurs (1389-1431) et épouse en secondes noces d'Hugues de Vienne-Antigny, seigneur de Sainte-Croix et de Sellières. Épitaphe : CY GIT ALIS DE VILLARS DAME DE SAINTE CROIS ET DE SALIERES FEMME FUT MESSIRE HUGUE DE VIANE SIRE DES DIS LIEUS QUE TRESPASSA L'AN MIL CCCC ET [...]. Calcaire, premier quart du XVe s. Classé M.H. 1862 |        |
| Baume-les-Messieurs | Abbaye Saint-Pierre                              | Gisant de Renaud de Bourgogne († 1322), comte de Montbéliard (1283-1322). Armoiries. Calcaire, deuxième quart du XIVe s. Classé M.H. 1862 |        |
| Baume-les-Messieurs | Abbaye Saint-Pierre                              | Gisant de Mahaut de Chalon (1244-), fille de Jean de Chalon l'Antique et d' Isabelle de Courtenay, supérieure du prieuré du Sauvement. Transféré en 1767 de Sauvement à Baume par le prince de Baulpemont. Épitaphe : CI GIET MAHAZ VIRGE POR CUY CESTE MAYSONS FU FUNDEE QUI FU FILLE AU NOBLE BARON IEHAN CONTE DE BERGOGNE ET SEGNOUR DE SALINS LAQUEL IL OT DE SA BELLE DAME YSABEL SA FEMME QUI FU FILLE MONSEIGNOUR ROBERT DE CORTENAI CUSIN GERMEIN LE REY PHILIPPE DE FRANCE. Calcaire, deuxième moitié du XIIIe s. Classé M.H. 20/02/1975 |        |
| Baume-les-Messieurs | Abbaye Saint-Pierre (9e travée du bas-côté nord) | Gisant dit de Guillaume de Poupet, abbé de Baume-les-Messieurs (1524-1583). Détruit. Autrefois associé à celui de son frère Aymé de la Baume. Marbre, dernier quart du XVIe s. Classé M.H. 1862 |        |

## Landes
| Commune               | Édifice                         | Description | Illus. |
| --------------------- | ------------------------------- | --- | ------ |
| Saint-Vincent-de-Paul | Basilique Notre-Dame de Buglose | Gisant de Louis-Marie Épivent, évêque d'Aire et de Dax de 1859 à 1876. Calcaire, XIXe s., réalisé par réalisé par Aristide Belloc. Inscriptions : (plaque de gauche) Ici repose le corps / de / Louis Marie Olivier ÉPIVENT / évêque d'Aire et de Dax / né à St. Brieux / le 30 juin 1805 (plaque de droite) Sacré évêque / le 20 novembre 1859 / décédé à Aire le 22 juillet 1876 / et inhumé à / Buglose le 27 juillet 1876. |        |
| Saint-Vincent-de-Paul | Basilique Notre-Dame de Buglose | Victor-Jean-François-Paulin Delannoy, évêque d'Aire de 1876 à 1905. Calcaire, XXe s., réalisé par Clément d'Astanières. |        |

## Loir-et-Cher
| Commune            | Édifice                    | Description | Illus. |
| ------------------ | -------------------------- | --- | ------ |
| Chaon              | Église Saint-Pierre        | Gisant d'un évêque, chevalier, et de Jeanne de Chauldrier, parents de Pierre de Ronsard. Calcaire polychrome, XVIe s. Inscrit 31/07/1975 |        |
| Couture-sur-Loir   | Église                     | Gisants de Louis de Ronsard, chevalier, et de Jeanne de Chauldrier, parents de Pierre de Ronsard |        |
| Darbonnay          | Chapelle Jean-Pépin-de-Huy | Gisant de Jean de Bourgogne, fils de Mahaut d'Artois. Marbre noir, XIVe s. Œuvre du sculpteur Jean Pépin de Huy. Classé M.H. 05/10/1972 |        |
| Lassay-sur-Croisne | Église Saint-Hilaire       | Gisant de Philippe du Moulin († 1506), fondateur de l'église. Épitaphe : CI GIST LE [COEUR] DE NOBLE ET PUISSA(N)T SIEUR MESSIRE PHLS DU MOLI[N] EN SO[N] VIVA[N]T CHER. ET SIEUR DU LIEU CO[N]SEILLER ET CHA[M]BELLAM ORDI[N]AIRE DU ROY CAPPITAINE DE XL LA[N]CES DES ORDONNA[N]CES DU DIT SE[I]GN[EU]R ET FO[N]DAT[EU]R DE LEGLISE DE CEA[N]S Q[UI] TRESPASSA LE SAMEDI XII[E]ME SEPTE[M]BRE MIL V CENS ET VI PRIER DIEU PO[UR] LUI. Armoiries. Calcaire polychrome, premier quart du XVIe s. Classé 1862 |        |

## Loire
| Commune    | Édifice                                         | Description                                                                                            | Illus. |
| ---------- | ----------------------------------------------- | --- | ------ |
| Montbrison | Collégiale Notre-Dame d'Espérance de Montbrison | Gisant de Guy IV († 1241), comte de Forez (1203-1241) et de Nevers, fondateur de la collégiale en 1223 |        |

## Haute-Loire
| Commune                   | Édifice                                                              | Description | Illus. |
| ------------------------- | -------------------------------------------------------------------- | --- | ------ |
| La Chaise-Dieu            | Abbaye de la Chaise-Dieu                                             | Gisant de Nicolas de Beaufort, archevêque de Rouen (1342-1347). Oncle du pape Clément VI. Grès et marbre, XIVe s. Classé M.H. 03/1914                              |        |
| La Chaise-Dieu            | Abbaye de la Chaise-Dieu                                             | Gisant de Smaragde de Vichy, épouse de Maurion de Touzel. Pierre, XVe s. Classé M.H. 03/1914                                                                       |        |
| La Chaise-Dieu            | Abbaye de la Chaise-Dieu (bas-côté sud)                              | Gisant d'un abbé, probablement abbé de La Chaise-Dieu ou d'un évêque du Puy. Ce gisant a été découvert en 1999 lors de travaux dans l'abbatiale. Calcaire, XIIIe s |        |
| La Chaise-Dieu            | Abbaye de la Chaise-Dieu (chœur)                                     | Gisant de Clément VI (1291-1352), pape de 1342 à 1352. Armoiries. Marbre blanc, XIVe s. Classé M. H 04/07/1903                                                     |        |
| Le Monastier-sur-Gazeille | Église Saint-Théophrède                                              | Gisant d'un religieux, le chanoine Irailh ou l'évêque du Puy Senecterre. Pierre, XVe s. Classé M.H. 1840                                                           |        |
| Le Puy-en-Velay           | Église Saint-Laurent                                                 | Gisant de Bertrand Du Guesclin. Armoiries. Pierre, XIVe-XIXe s. Classé M.H. 1840                                                                                   |        |
| Le Puy-en-Velay           | Cathédrale Notre-Dame-de-l'Annonciation                              | Gisant de Jean Brun († 1342), chanoine. Grès, deuxième quart du XIVe s. Classé M.H. 1862                                                                           |        |
| Le Puy-en-Velay           | Cathédrale Notre-Dame-de-l'Annonciation                              | Gisant de Mathelin des Chazes, sous un enfeu. Grès, XIVe s. Classé M.H. 1862                                                                                       |        |
| Le Puy-en-Velay           | Cathédrale Notre-Dame-de-l'Annonciation                              | Gisant d'un chanoine. Grès, XIVe-XVe s. Classé M.H. 1862 |        |
| Le Puy-en-Velay           | Cathédrale Notre-Dame-de-l'Annonciation (rez-de-chaussée du clocher) | Gisant d'un évêque du Puy, sous un enfeu. Pierre, XVe s. Classé M.H. 1862                                                                                          |        |
| Le Puy-en-Velay           | Cathédrale Notre-Dame-de-l'Annonciation(en face de la porte du For)  | Gisant de Pierre IX Marc Le Breton († 1886), évêque du Puy de 1863-1886                                                                                            |        |

## Loire-Atlantique
| Commune                   | Édifice                                         | Description | Illus. |
| ------------------------- | ----------------------------------------------- | --- | ------ |
| Guérande                  | Collégiale Saint-Aubin                          | Gisants de Tristan de Carne, maître-d'hôtel des ducs de Bretagne, et de sa femme Jeanne de La Salle. Épitaphe : ci gist noble et puissant seigneur Tristan de Carne en son vivant chevalier héréditaire premie Maistre dostel des dus de bretaigne servant au ledit estat la reine Anne duchesse de bretaigne Maistre doste des rois Louis roy François et de monseigneur François ; ci gist tre noble et vertueuse Dame Madame Jenne de La Salle femme de Tristan de Carne et Dame de Carne, de La Touche Carne de Cohignac Cremeur et héritière de La Salle et cettera laquelle trépassa a Cremeur l Ain 1526 Dieu lui fasse miséricorde. Granite, deuxième quart du XVIe s. Classé M.H. 29/10/1856 |        |
| Haute-Goulaine            | Église Sainte-Radegonde                         | Gisants de Jehan III de Goulaine, mort en 1463, et de sa femme Jeanne Eder |        |
| La Meilleraye-de-Bretagne | Abbaye Notre-Dame                               | Gisant d'Henri Ier († 1235), évêque de Nantes (1228-1235). XIIIe s. Classé M.H. 14/11/1994 |        |
| La Meilleraye-de-Bretagne | Abbaye Notre-Dame (devant la porte du chapitre) | Gisant de Bonabes de Rougé († 1252), seigneur de Rougé, de la Motte-Glain, de La Motte-du-Theil, chevalier. XIIIe s. Classé M.H. 14/11/1994 |        |
| Nantes                    | Cathédrale Saint-Pierre (chœur)                 | Gisant d'un évêque |        |
| Nantes                    | Basilique Saint-Nicolas                         | Gisant de Félix Fournier (1803-1877), évêque de Nantes (1870-1877) et ancien curé de Saint-Nicolas de Nantes. Marbre, dernier quart du XIXe s. Œuvre du sculpteur Bayard de La Vingterie. Classé M.H. 14/11/1991. Épitaphe: A LA MEMOIRE DE MGR FOURNIER, NE EN 1803 NANTES, MORT A ROME EN 1877 / VICAIRE A ST NICOLAS EN 1828, CURE EN 1836, EVEQUE DE NANTES EN 1870 |        |
| Nantes                    | Cathédrale Saint-Pierre                         | Gisant de Guillaume Guégan († 1506), évêque de Nantes (1500-1506) |        |
| Nantes                    | Cathédrale Saint-Pierre                         | Gisants de François II de Bretagne (1433-1488), duc de Bretagne et de sa seconde épouse, Marguerite de Foix (v. 1449-1486) (sa première épouse, Marguerite de Bretagne (1443-1469), a partagé le même tombeau à partir de 1506, mais son gisant n'y figure pas). Le tombeau se trouvait autrefois à la chapelle des Carmes, à Nantes, d'où il a été déplacé vers 1792 et replacé en 1817 à son emplacement actuel. Marbre de Carrare, polychrome, premier quart du XVIe siècle, par Michel Colombe, sculpteur (1501), et Jehan Perréal, architecte. Commande d'Anne de Bretagne. Classé M.H. 1862. |        |
| Nantes                    | Cathédrale Saint-Pierre (transept nord)         | Gisant de Louis Juchault de La Moricière (1806-1865), général, ministre de la Guerre en 1848. Cénotaphe en marbre de Carrare, dernier quart du XIXe s., (1878). Œuvre de l'architecte Boitte et du sculpteur Paul Dubois, commandée par Pie IX. Classé M.H. 1862. |        |

## Loiret
| Commune                | Édifice                                            | Description | Illus. |
| ---------------------- | -------------------------------------------------- | --- | ------ |
| Ferrières-en-Gâtinais  | Abbaye Saint-Pierre-et-Saint-Paul                  | Gisant de Louis de Blanchefort († 1505), abbé (1465-1505). Disparu au XVIe s. Pierre, XVIe s. Œuvre possible du sculpteur Jean Juste. Classé M.H. 1840 |        |
| Montargis              | Musée Girodet                                      | Gisant d'Albert de Saxe-Cobourg-Gotha (1819-1861), prince consort du Royaume-Uni. Étude pour le monument de la chapelle Wosley du château de Windsor. Refusé par la reine Victoria. Projet et terre cuite, XIXe s. par Henri de Triqueti (1871) |        |
| Orléans                | Cathédrale Sainte-Croix (chapelle du transept sud) | Gisant de Félix Dupanloup (1802-1878), évêque d'Orléans (1849-1878), membre de l'Académie française (16e fauteuil) (1854-1878), député du Loiret (1871-1876). Marbre de Carrare, 1888. Œuvre du sculpteur Henri Chapu (1833-1891), posée sur un sarcophage portant l'inscription : FELIX DUPANLOUP / EPISCOPUS AURELIANENSIS / 1802 . 1849 . 1878, lequel est placé un tombeau au centre d'un mausolée monumental de style néo-renaissance dû à l'architecte Lucien Douillard (1829-1888). Décor supérieur : armoiries épiscopales ; un ange surplombe le gisant, tenant en main l'étendard de Jeanne d'Arc. Tombeau entouré de part et d'autre des statues de saint Georges en armure à gauche et du prophète Élie à droite (alias saint Jérôme). Marbre gris clair de Seravezza. Sur le tombeau, demi-relief de Chapu montrant Félix Dupanloup dans le cloître du Petit séminaire de La Chapelle-Saint-Mesmin, marbre de Carrare, 1888. Classé M.H. 1888 au titre d'immeuble (cathédrale classée 1862). |        |
| Orléans                | Hôtel Cabu - Musée d'Histoire et d'Archéologie     | Gisant de Jeanne de Mornay, dame de Précy, épouse de Louis de Sancerre, seigneur de Menetou-Salon. Provient du couvent des Bons-Hommes à Cléry-Sanint-André, pierre, 2e moitié du XIIIe siècle. |        |
| Saint-Benoît-sur-Loire | Abbaye de Fleury (côté nord du chœur)              | Gisant de Philippe Ier de France (1052-1108), roi des Francs (1060-1108). Pierre, XIIIe s. Classé M.H. 1840 |        |

## Lot
| Commune                 | Édifice                                               | Description | Illus. |
| ----------------------- | ----------------------------------------------------- | --- | ------ |
| Assier                  | Château d'Assier                                      | Gisant d'Anne de Genouillac, grande prieure de l'hôpital de Beaulieu. Sous un enfeu. Placé à l'origine à l'hôpital de Beaulieu. Calcaire, XVIe-premier quart du XVIIe s. Classé M.H. 25/06/1990 |        |
| Assier                  | Église Saint-Pierre                                   | Gisant de Galiot de Genouillac (1465-1546), Grand maître de l'artillerie de France (1512-1546). Épitaphe : Après la mort, bonne renommée demeure. Pierre, deuxième quart du XVIe s. École de Fontainebleau. Classé M.H. 1840 |        |
| Cahors                  | Cathédrale Saint-Étienne                              | Gisant de Alain de Solminihac (1593-1659), évêque de Cahors (1637-1659) |        |
| Cahors                  | Cathédrale Saint-Étienne                              | Gisant de Pierre Alfred Grimardias (1813-1896), évêque de Cahors (1869-1896). Calcaire et argent, XIXe-XXe s. Œuvre du sculpteur A. Rougé réalisée vers 1896 |        |
| Cahors                  | Cathédrale Saint-Étienne (2e chapelle nord de la nef) | Gisant de Raymond de Cornil († 1293), évêque de Cahors (1280-1293), sous un enfeu. Calcaire, XIIIe-XIVe s. Classé M.H. 1862 |        |
| Castelnau-Montratier    | Mairie                                                | Gisant de Bertrand du Pouget († 1352), cardinal. À l'origine situé dans la chapelle des Clarisses du Pouget, détruite la Révolution. Fragments retrouvés dans un labour par un particulier en 1977 et déposés à la mairie. Armoiries. Pierre, XIVe s. Classé le 02/04/1982 |        |
| Espagnac-Sainte-Eulalie | Église Notre-Dame d'Espagnac                          | Gisant de François de Cardaillac de Brengues († 1404), évêque de Cahors (1388-1404), sous un enfeu. Pierre, premier quart du XVe s. Classé le 11/04/1906 |        |
| Espagnac-Sainte-Eulalie | Église Notre-Dame d'Espagnac                          | Gisant de Larques de Cardaillac, seigneur de Brengues, sous un enfeu. Pierre, premier quart du XVe s. Classé le 11/04/1906 |        |
| Lacave                  | Église de Meyraguet                                   | Gisant d'un chevalier du Clusel. Pierre, XVIe s. Classé M.H. 05/12/1908 |        |
| Rocamadour              | Chapelle Saint-Jean-Baptiste                          | Gisant de Jean de Valon, chevalier commandeur de l'Ordre de Saint-Jean de Jérusalem († 1516). Sous un enfeu dans la chapelle rebâtie en 1880. Gisant d'origine détruit à la Révolution. Épitaphe : Huic strato supposite jacent cineres nobilis et religiosi viri admodum reverendi in X[rist]o fratris / JOHANNIS de VALON, / ordinis Hospit[alis] S[ancti] Johannis Hierosolymitani militis, / qui in castrio viciniori Thegrado annum circa MCCCCXL, antiqua Caturcini pagi stirpe ortus ; / et in supradictam adscitus militiam, cum Rhodi Turcis acriter conantibus acerrime repugnaret. / Inter optimates sui ordinis, Petro de Aubusso magistro, locum obtinuit / Salabruneau in dioecesi Vasatensi commandae postea Burdigalensi praefectus est. / Senior, in Batistensi commanda haud procul a patriis locis se recipit, ibique prope octogerarius obiit. / Beatus Amatorem beata Virginam singularis pietate prosequens, / hinc prope Rupismatoris illinc prope germanum Solacis. sanctarium / ineuntem inficientemque vitam egit / hic juxta votum tumulatus quiescit in pace. (Sous ce gisant reposent les cendres de noble et religieux homme et révérend frère en Christ Jean de Valon, chevalier de l'ordre de Saint-Jean de Jérusalem, né dans le château voisin de Thégra, et issus d'un antique lignage du Quercy ; et admis dans la susdite chevalerie, qui repoussait alors de Rhodes les assaillants turcs avec acharnement. Parmi les plus grands de son ordre, il obtint du grand maître Pierre d'Aubusson la commanderie de Sallebruneau, dans le diocèse de Bazas, puis celle de Bordeaux. Plus âgé, il se retira dans la commanderie du Bastit, non loin des lieux parternels, et là-même y mourut presque octogénaire. Animé d'une piété particulière envers saint Amadour et la Sainte Vierge, et selon son vœu, il fit son tombeau de ce côté du Rocamadour, là près de son frère de Soulac, qui passa ici le commencement et la fin de sa vie. Qu'il repose en paix.) Calcaire, 1880. |        |

## Lot-et-Garonne
| Commune | Édifice         | Description                                                              | Illus. |
| ------- | --------------- | ------------------------------------------------------------------------ | ------ |
| Vayrac  | Église de Mézel | Gisant d'une abbesse de la Broue. Pierre, XIVe s. Classé M.H. 20/05/1910 |        |

## Lozère
| Commune                | Édifice               | Description | Illus. |
| ---------------------- | --------------------- | --- | ------ |
| Châteauneuf-de-Randon  | L'Habitarelle         | Gisant de Bertrand Du Guesclin (1320-1380), maréchal et connétable de France. Commande par subvention et souscription nationales : copie du gisant du le Puy-en-Velay. Cénotaphe en calcaire, XIXe s                                                         |        |
| Sainte-Livrade-sur-Lot | Église Sainte-Livrade | Gisant d'un évêque. Découvert dans les fondations de l'église, lors de d'une campagne de travaux. Il peut être un des prieurs de Sainte-Livrade devenu évêque au XIVe s., comme Pierre de La Jugie (1319-1376). Marbre blanc, XIVe s. Classé M.H. 14/12/1906 |        |

## Maine-et-Loire
| Commune            | Édifice                                                             | Description | Illus. |
| ------------------ | ------------------------------------------------------------------- | --- | ------ |
| Angers             | Chapelle Saint-Eutrope                                              | Gisant de Chrysostome, franciscain. Marbre, dernier quart du XIXe s. Œuvre du sculpteur Pierre Rouillard (1853/1919). Classé M.H. 08/06/1994 |        |
| Cizay-la-Madeleine | Église d'Asnières                                                   | Gisant d'un abbé. Pierre, XIIe s. Classé M.H. 22/04/1938 |        |
| Fontevraud         | Abbaye de Fontevraud                                                | Gisant de Robert d'Arbrissel (v. 1047-v. 1117), ermite et moine breton, fondateur des abbayes de la Roë et de Fontevraud. Marbre, premier quart du XVIIe s. Classé M.H. 17/06/1977 |        |
| Fontevraud         | Abbaye de Fontevraud (mur du bas côté, à la droite du maître autel) | Gisant de Pierre de Poitiers, évêque de Poitiers. Détruit |        |
| Fontevraud         | Abbaye de Fontevraud (nef de l'abbatiale)                           | Gisant d'Aliénor d'Aquitaine (v. 1122-1204), reine de France puis d'Angleterre, duchesse de Guyenne, veuve de Henri II. Calcaire XIIIe s., polychromie XIXe s. Classé M.H. 1840 |        |
| Fontevraud         | Abbaye de Fontevraud (nef de l'abbatiale)                           | Gisant d'Isabelle d'Angoulême (v. 1187-1246), reine d'Angleterre, veuve de Jean sans Terre. Calcaire XIIIe s., polychromie XIXe s. Classé M.H. 1840 |        |
| Fontevraud         | Abbaye de Fontevraud (nef de l'abbatiale)                           | Gisant de Henri Plantagenêt (1133–1189), duc de Normandie et roi d'Angleterre de 1154 à 1189. Calcaire XIIIe s., polychromie XIXe s. Classé M.H. 1840 |        |
| Fontevraud         | Abbaye de Fontevraud (nef de l'abbatiale)                           | Gisant de Richard Cœur de Lion (1157-1199), duc de Normandie et roi d'Angleterre, et comte d'Anjou de 1189 à 1199. Calcaire XIIIe s., polychromie XIXe s. Classé M.H. 1840 |        |
| Vihiers            | Chapelle Saint-Jacques du Coudray-Monbault                          | Gisant d'Honorat de la Haye. épitaphe : Ici gist dessous cette lame, Chevallier dont Dieu ayt l'âme. Honorat nommé par droit nom de la Haye son surnom. Qui en Paradis Dieu l'appelle et afin qu'il layt un peu du vostre, donnez lui une pastenostre. Et fiat ut petitur. Pierre, XVIe s. Classé M.H. 07/01/1974 |        |

## Manche
| Commune               | Édifice                                                                      | Description | Illus. |
| --------------------- | ---------------------------------------------------------------------------- | --- | ------ |
| Beaumont-Hague        | Église Notre-Dame                                                            | Gisant d'un seigneur de Beaumont, retrouvé lors de travaux en 1999 dans le pavement à droite de la porte occidentale. Grès, XIIIe siècle                                                                           |        |
| La Bonneville         | Église Sainte-Marguerite                                                     | Gisant d'un chevalier. Armoiries. Calcaire, XVe siècle, Classé MH (1954) |        |
| Coutances             | Cathédrale Notre-Dame de Coutances (déambulatoire : chapelle Saint-Mathurin) | Gisant d'Algare (Algarus, Algardus ou Algarius), évêque de Coutances de 1132 à 1151, sous un tombeau d'autel. Calcaire. XIIIe siècle                                                                               |        |
| Hémevez               | Cimetière de l'église Notre-Dame-de-l'Assomption d'Hémevez                   | Gisant d'une femme inconnue. Calcaire. XIIIe siècle |        |
| Hémevez               | Cimetière de l'église Notre-Dame-de-l'Assomption d'Hémevez                   | Gisant d'une personne inconnue, clerc. Granit. XIIIe siècle |        |
| Hyenville             | Église Saint-Patrice                                                         | Gisant d'une personne inconnue, découvert en 1981. Calcaire, XIIIe siècle. Classé MH (1983) |        |
| Joganville            | Église Saint-Vigor                                                           | Gisant d'un chevalier inconnu, ou d'un seigneur de Joganville (?), remployé dans le contrefort sud-ouest de la façade de l'église. Granit. XIIIe siècle                                                            |        |
| Joganville            | Église Saint-Vigor                                                           | Gisant d'une personne inconnue, clerc ou peut-être une femme, remployé dans le contrefort nord-ouest de la façade de l'église. Granit. XIIIe siècle                                                                |        |
| Lessay                | Abbaye Sainte-Trinité (chœur)                                                | Gisant d'Eudes Capel († 1098), fils des fondateurs Richard Turstin Haldup et sa femme Emma, barons de La Haye-du-Puits. Calcaire, premier quart du XIIIe siècle. Classé MH (1982)                                  |        |
| Lestre                | Chapelle Saint-Martin                                                        | Gisant d'un prêtre († XIIIe siècle). Calcaire, décor de trilobes, XIIIe siècle |        |
| Lestre                | Chapelle Saint-Martin                                                        | Gisant d'un prêtre ou chanoine († XIVe siècle). Calcaire, tête perdue, bâton cantoral, XIVe siècle |        |
| La Lucerne-d'Outremer | Abbaye de La Lucerne                                                         | Gisant de Guillaume de Saint-Jean, seigneur de Saint-Jean-le-Thomas, principal fondateur de l'abbaye en 1162 (seconde fondation). Calcaire, XIVe siècle, Classé MH (1990)                                          |        |
| La Lucerne-d'Outremer | Abbaye de La Lucerne                                                         | Gisant de Hasculphe de Subligny, seigneur de Subligny et d'Avranches en partie, fondateur du premier prieuré de Courbefosse en 1143, frère de Richard de Subligny. Calcaire, XIVe siècle, Classé MH (1990)         |        |
| La Lucerne-d'Outremer | Abbaye de La Lucerne                                                         | Gisant de Jean de La Mouche († 1302), seigneur de la Mouche, écuyer, décédé en 1302 et père de Jean de La Mouche, évêque d'Avranches de 1312 à 1335. Calcaire, XIVe siècle, Classé MH (1990)                       |        |
| La Lucerne-d'Outremer | Abbaye de La Lucerne                                                         | Gisant du bienheureux Achard († 1171), évêque d'Avranches (1162-1171). Calcaire polychrome, dernier tiers du XIIe siècle. Classé MH (1959)                                                                         |        |
| La Lucerne-d'Outremer | abbatiale Sainte-Trinité de La Lucerne (nef)                                 | Gisant de Richard de Subligny († 1152), évêque d'Avranches (1142-1153). Calcaire, 2e moitié du XIIe siècle. Classé MH (1959)                                                                                       |        |
| Le Mont-Saint-Michel  | Église Saint-Pierre                                                          | Gisant du XIVe siècle supposé être Madame Jacquet, dont le tombeau de son mari existait sous un enfeu dans l'ancienne chapelle Saint-Jean (sacristie). Classé MH (1907)                                            |        |
| Montviron             | Cimetière de l'église Notre-Dame de Montviron                                | Gisant de Louis Lebrec (1800- ?), prêtre du diocèse de Coutances-et-Avranches, ancien supérieur du Grand Séminaire, vicaire général du diocèse de Coutances, protonotaire apostolique. Granit, bronze, XIXe siècle |        |
| Réville               | Église Saint-Martin                                                          | Gisant de Béatrix Fouace (1874-1888), fille de l'artiste. Commande de l'auteur. Cénotaphe en marbre de Carrare, dernier quart du XIXe siècle. par le sculpteur Guillaume Fouace son père (1888). Classé MH (1984)  |        |
| Savigny-le-Vieux      | Abbaye de Savigny                                                            | Gisant d'une personne inconnue, peut-être de saint Vital, fondateur de l'abbaye. |        |

## Marne
| Commune              | Édifice                                        | Description | Illus. |
| -------------------- | ---------------------------------------------- | --- | ------ |
| Châlons-en-Champagne | Cathédrale Saint-Étienne de Châlons            | Gisant de Jérôme Bourgeois, évêque de Châlons (1556-1571) |        |
| Châlons-en-Champagne | Collégiale Notre-Dame-en-Vaux                  | Gisant d'une personne inconnue Pierre, XVIe s. Classé M.H. 30/09/1911 |        |
| Étoges               | Église Saint-Sulpice Saint-Antoine             | Gisants de Marie de Vérès († 1554), sa fille Suzanne et un fils non identifié († 1530). Le gisant de François d'Anglure a disparu. Épitaphe de François d'Anglure. Tombeau détruit à la Révolution et reconstitué après la réfection du pavage de l'église en 1968. Calcaire, milieu du XVIe s. Classé M.H. 21/07/1970 |        |
| Étoges               | Église Saint-Sulpice Saint-Antoine             | Gisants de René d'Anglure († 1529) et de sa femme Catherine de Bouzey († 1527). Épitaphe. Tombeau détruit à la Révolution et reconstitué après la réfection du pavage de l'église en 1968. Albâtre et pierre, deuxième quart du XVIe s. Classé M.H. 21/07/1970                                                         |        |
| Juvigny              | Église Notre-Dame de Juvigny (enfeu extérieur) | Gisant de l'abbé Pierre Alexandre Aubert (Poix, 16 février 1820 + Juvigny, prêtre du diocèse de Châlons-en-Champagne ordonné en 1843, vicaire à Sainte-Ménehould puis curé de Notre-Dame de Juvigny (1845-1871), historien champenois. Calcaire, XIXe s. Inscription sous l'enfeu néo-gothique.                        |        |
| Reims                | Cimetière du Nord (tombeau à localiser)        | Gisant d'Eugène Charles Miroy (1828-1871), prêtre, curé de Cuchery. Bronze, XIXe s. par René de Saint-Marceaux. |        |
| Saint-Memmie         | Église Saint-Memmie de Saint-Memmie            | Demi-gisant de Memmie de Châlons |        |
| Savigny-le-Vieux     | Église de la Nativité                          | Gisant de Jean Le Verrier, abbé de Savigny, situé à l'origine dans le chapitre de l'abbaye. Épitaphe : HIC JACET DOM[I]NUS JOHANNES VERRARII, ABBAS XXX[VIII] HUJUS LOCI, QUI OBIIT MCCCCIX, [die] XII SEPTEMBRIS. Calcaire, premier quart du XVe s. Classé M.H. 05/09/1984                                            |        |
| Vitry-le-François    | Collégiale Notre-Dame de Vitry-le-François     | Gisant de Jean de Mutigny, gouverneur de Vitry, en la Collégiale Notre-Dame de Vitry-le-François. Marbre noir, premier quart du XVIe s. Classé M.H |        |

## Mayenne
| Commune | Édifice                                             | Description | Illus. |
| ------- | --------------------------------------------------- | --- | ------ |
| Laval   | Cathédrale de la Sainte-Trinité                     | Gisant de Guillaume Ouvrouin († 1347), évêque de Rennes (1328-1341). Placé à l'origine dans la chapelle Saint-Michel du Cimetière-Dieu, le gisant risquant d'être détruit, il est transféré en 1808 par l’Abbé Matagrin, premier curé concordataire de la Trinité. Pierre et marbre, XIVe s. Classé M.H. 01/01/1840 |        |
| Laval   | Chapelle Notre-Dame de Pritz (mur droite de la nef) | Gisant d'André Mérienne, seigneur et bienfaiteur du lieu, sous un enfeu. Pierre, XIVe s. Classé M.H. 16/05/1980 |        |
| Laval   | Chapelle Notre-Dame de Pritz (mur droite de la nef) | Gisant d'une dame de Mérienne, femme d'André de Mérienne, sous un enfeu. Pierre, XIVe s. Classé M.H. 16/05/1980 |        |

## Meurthe-et-Moselle
| Commune                | Édifice                                             | Description | Illus. |
| ---------------------- | --------------------------------------------------- | --- | ------ |
| Forcelles-Saint-Gorgon | Église de la Conversion-de-Saint-Paul               | Gisants d'Anthoine de Forcelles, fils de Jehan de Forcelles et Catherine, son épouse, fille de Didier du Han. Gisants de 1484, sous un enfeu                                                             |        |
| Jouaville              | Église Saint-Christophe                             | Gisant dite du curé, en souvenir de François Em[...]o[...]re, curé de Hatrize. Épitaphe et armoiries. Calcaire peint, premier quart du XVIIe s. Élevé en 1623. Classé M.H. 25/06/1982                    |        |
| Liverdun               | Église st-Pierre                                    | Gisant de saint-Euchaire. |        |
| Lunéville              | Musée municipal                                     | Gisant du chevalier de Lignéville. Il se trouvait au 32, rue de Viller avant d'être acheté par le musée. Calcaire, deuxième moitié du XVIe s                                                             |        |
| Nancy                  | Église des Cordeliers de Nancy                      | Gisants de Henri Ier de Blâmont et de Cunégonde de Linange |        |
| Nancy                  | Église des Cordeliers de Nancy                      | Gisants d'Antoine de Vaudémont († 1458), comte de Vaudémont et sire de Joinville et de Marie d'Harcourt († 1476)                                                                                         |        |
| Nancy                  | Église des Cordeliers de Nancy                      | Gisants d'Henri III de Vaudémont († 1348), comte de Vaudémont, et de son épouse Isabelle de Lorraine († 1335), fille de Ferry III, duc de Lorraine                                                       |        |
| Nancy                  | Église des Cordeliers de Nancy (bas-côté de la nef) | Gisant de Philippe de Gueldre (1467-1547), duchesse de Lorraine et reine de Sicile, épouse de René II de Lorraine. Œuvre en calcaire enduit d'encaustique coloré du sculpteur sammiellois Ligier Richier |        |
| Pagny-la-Blanche-Côte  | Église Saint-Grégoire-le-Grand                      | Gisant d'un curé de Pagny-la-Blanche-Côte. Calcaire, premier quart du XVIe s. Classé M.H. 28/07/1995 |        |
| Toul                   | Cathédrale Saint-Étienne                            | Gisant d'un évêque. Pierre, XVe s. Classé M.H. 1840 |        |
| Toul                   | Cathédrale Saint-Étienne                            | Gisant de Saint Mansuy |        |

## Meuse
| Commune      | Édifice                              | Description | Illus. |
| ------------ | ------------------------------------ | --- | ------ |
| Avioth       | Basilique Notre-Dame                 | Gisant de Catherine de Breux. Pierre, dernier quart du XIVe-premier quart du XVe s. Classé M.H. 1840 |        |
| Bar-le-Duc   | Musée barrois                        | Gisant du Sire de Guy de Sailly, seigneur de Joinville, XIIIe siècle |        |
| Buzy-Darmont | Église de Buzy                       | Gisant du Sire de Lenoncourt, sous un enfeu. Armoiries. Pierre, XVIe s. Classé M.H. 20/04/1913 |        |
| Douaumont    | Cimetière de l'Ossuaire de Douaumont | Gisant d'André Thome (1879-1916) « Soldat du droit », député. Calcaire, XXe s. |        |
| Haudiomont   | La Fosse-à-grève                     | Gisant d'un homme inconnu. Calcaire, XVe s |        |
| Lachalade    | Église de la Purification            | Gisant de Pierre de Vauquois († 1372), bailli de Clermont. Calcaire, XIVe s. Classé M.H. 28/07/1995 |        |
| Marville     | Église Saint-Hilaire                 | Gisant du curé Hues († 1345), curé de Marville et doyen du décanat de Longuyon, fondateur de la chapelle du Sépulcre. Épitaphe. Calcaire, milieu du XIVe s. Classé M.H. 20/06/1907 |        |
| Marville     | Église Saint-Hilaire                 | Gisant d'un prêtre anonyme, considéré à tort comme le tombeau de Wautrin Bertrand, fondateur de l'hôpital du Saint-Esprit en 1413. Calcaire, milieu du XIVe s. Classé M.H. 20/06/1907 |        |
| Marville     | Église Saint-Nicolas                 | Gisant de Catherine de Housse († 1608), découvert en 1897 sous le dallage de l'église, à l'occasion de la suppression des bancs, et dressée à l'époque à son emplacement actuel. Armoiries. Calcaire, premier quart du XVIIe s. Œuvre attribuée au sculpteur G. Pière. Classé M.H. 10/12/1907 |        |
| Marville     | Église Saint-Nicolas                 | Gisant de Louis Jappin († 1625), prieur de Marville. Marbre noir, deuxième quart du XVIIe s. Œuvre du sculpteur marbrier Charles de Langre |        |
| Verdun       | Musée de la Princerie                | Gisant des époux Saintignon, anciennement dans la chapelle Saint Bernard de la Cathédrale Notre-Dame de Verdun (déplacés après les dégâts de la 1re Guerre Mondiale) |        |

## Morbihan
| Commune               | Édifice                                                | Description | Illus. |
| --------------------- | ------------------------------------------------------ | --- | ------ |
| Josselin              | Basilique Notre-Dame-du-Roncier                        | Gisant d'Olivier de Clisson (1336-1407), connétable de France, et de sa femme Marguerite de Rohan († 1406) |        |
| Pagny-la-Blanche-Côte | Église Saint-Grégoire-le-Grand                         | Gisant d'un évêque. Calcaire, XVe s. Inscrit M.H. 19/06/1991 |        |
| Ploërmel              | Église Saint-Armel                                     | Gisant de Jean II (1239-1305), duc de Bretagne de 1312 à 1341. Marbre, XIVe s. Placé dans cette église depuis 1821. Provient de l'ancien couvent des Carmes de Ploërmel. Classé MH le 21 décembre 1907 |        |
| Ploërmel              | Église Saint-Armel                                     | Gisant de Jean III (1286-1341), duc de Bretagne de 1286 à 1305. Marbre, XIVe s. Placé dans cette église depuis 1821, près de celui de Jean II. Provient de l'ancien couvent des Carmes de Ploërmel. Classé MH le 21 décembre 1907 |        |
| Ploërmel              | Église Saint-Armel                                     | Gisant de Jeanne de Léon-Châteauneuf (+ vers 1326-1337), veuve d'Olivier II de Rohan, femme de Jean de Derval. Marbre, XIVe s. Classé MH le 25 décembre 1922 |        |
| Ploërmel              | Église Saint-Armel                                     | Gisants de Philippe de Montauban (vers 1455-1513), chancelier de Bretagne de 1286 à 1305. Kersantite taillé et sculpté, XVIe s. (vers 1512-1513), et d'Anne de Chastelier son épouse. Provient de l'ancien couvent des Carmes de Ploërmel. Classé MH le 22 juin 1921. Épitaphe : CY GIST HAULT ET PUISSANS SE[IGNEUR] PH[I]L[IPPE] DE MONTAUBAN CH[EVALIE]R, BARO[N] DE GRENO[N]VILLE, DE BASOGES ET DE SENS, VICO[N]TE DU B[OIS] DE LA ROCHE, CHA[N]CELIER DE BRETAIGNE, FO[N]D[AT]E[UR] DE CESTE CHAPELLE, Qui DECEDA A VE[N]NES LE P[RE]MIER JO[U]R DE JUILLET L'A[N] MIL VC XIII. DIEU LUI FACE P[AR]DO[N]. AMEN. (1513). |        |
| Sainte-Anne-d'Auray   | Mémorial de la Grande Guerre                           | Gisant d'un homme. XXe siècle. |        |
| Vannes                | Cathédrale Saint-Pierre (chapelle de l'Archiconfrérie) | Gisant de Pierre-René Rogue (1758-1796), prêtre, martyr et bienheureux. |        |
| Vannes                | Cathédrale Saint-Pierre (chapelle de l'Archiconfrérie) | Gisant de Hippolyte Tréhiou (1880-1941), évêque de Vannes (1929-1941). Œuvre du sculpteur breton Jules-Charles Le Bozec. Épitaphe: Ici repose le corps de / SER Monseigneur / Hippolyte François Mair / Tréhiou évêque de Vannes. / Né à Tressignaux le / 22 novembre 1880. Sacré / à Saint-Brieuc le 24 juin 1929. / Mort à Vannes le 9 janvier 1941. / Père saint gardez les dans la Vérité et dans la Sainteté |        |
| Vannes                | Cimetière de Boismoreau (chapelle de l'Archiconfrérie) | Gisant de Charles-Jean de La Motte de Broons de Vauvert (1782-1860), évêque de Vannes (1827-1860). Œuvre de Marius Charier (1812-1890), l’architecte du département du Morbihan (1849-1858) et du diocèse de Vannes et de façade de la Cathédrale Saint-Pierre. Gisant de calcaire, dans un mausolée en forme de chasse néo-gothique, sur socle de granite. |        |

## Moselle
| Commune | Édifice                  | Description                                                                                   | Illus. |
| ------- | ------------------------ | --------------------------------------------------------------------------------------------- | ------ |
| Metz    | Musée de la Cour d'Or    | Gisant                                                                                        |        |
| Metz    | Cathédrale Saint-Étienne | Gisant de Adhémar de Monteil († 1361), évêque de Metz. Pierre de Jaumont, XIVe siècle         |        |
| Metz    | Cathédrale Saint-Étienne | Gisant de Thierry V Bayer de Boppard († 1384), évêque de Metz. Pierre de Jaumont, XIVe siècle |        |
| Metz    | Cathédrale Saint-Étienne | Gisant supposé de Jean de Heu († 1382), évêque de Toul. Pierre de Jaumont, XIVe siècle        |        |

## Nord
| Département | Commune      | Édifice                                              | Description | Illus. |
| ----------- | ------------ | ---------------------------------------------------- | --- | ------ |
| Nord        | Sebourg      | Eglise Saint-Martin (Saint-Druon)du XIIème s.        | Gisant de saint Druon en pierre grise du XVIème s. et couple de gisants de Bauduin de Hénin et Élisabeth de Hainaut vers 1273, classé M.H. en 1906. Le couple de gisant est fait en marbre noire. |        |
| Nord        | Valenciennes | Devant l'église du Sacré-Cœur, 111 avenue Dampierre. | Gisant de l'abbé Augustin Delbecque (1868-1914), prêtre, curé de Maing, fusillé. Inscription : A L'ABBÉ AUGUSTIN DELBECQUE, CURÉ DE MAING / FUSILLÉ PAR LES ALLEMANDS DANS CETTE PAROISSE /LE 17 septembre 1914.. Bronze, granit, dorure, 1924 ; socle en granit. Œuvre d'Alphonse Camille Terroir. La matrice en plâtre de ce gisant est conservée depuis 1956 au Musée des Beaux-arts de Valenciennes, sous le n° S.90.186. c'est le seul gisant connu, où la figure du mort est la face contre terre. |        |

## Oise
| Commune              | Édifice                               | Description | Illus. |
| -------------------- | ------------------------------------- | --- | ------ |
| Chevrières           | Église Saint-Georges                  | Gisant de Philippe de Broully († 1587), seigneur de Chevrières et Hessomeny. Epitaphe : CY GIST MESS[IR]E PHILIPPE DE BROUILLY SEIGNEUR DE CHEVRIÈRES ET HESSOMENY CH[EVALE]R DE L'ORDRE CONSEILLER ET M[AITR]E D'HOSTEL ORDINAIRE DU ROY GOUVERNEUR DE CAPPITAINE POUR SA MAJESTÉ EN LA VILLE DE COMPIÈGNE LEQUEL TRESPASSA LE XX DE JUILLET LAN MIL VC QUATRE VINGT SEPT PRIEZ DIEU POUR SON ÂME. Armoiries. Calcaire polychrome, 4e quart du XVIe s. Classé M.H. 25/01/1913 |        |
| Chevrières           | Église Saint-Georges                  | Gisant de Robert de Broully († 1553), seigneur de Chevrières. Epitaphe : CY GIST MESS[IR]E ROBERT DE BROUILLY EN SON VIVANT CH[EVALE]R DE CHEVRIERE GOUVERNEUR DE CAPPITAINE DE LA VILLE ET CHASTEAU D'ESPAPLES QUY TRESPASSA LE VINGT NEUFIEME JOUR DE DÉCEMBRE LAN MIL CINQ CENS CINQUANTE TROIS PRIEZ DIEU POUR SON ÂME. Armoiries. Calcaire polychrome, 3e quart du XVIe s. Classé M.H. 25/01/1913                                                                         |        |
| Courteuil            | Église Saint-Gervais                  | Gisant de Guy de La Tour († 1106). Epitaphe : HIC FACET EGREGIUS GUIDO DE TURRE VACATUS, CUI SIT PROPITIUS CHRISTUS DE VIRGINE NATUS, FUNDATOR ECCLESIAE. Calcaire, fin XIIe-début XIIIe s. Classé M.H. 04/08/1939 |        |
| Courteuil            | Église Saint-Gervais                  | Gisant d'un prieur de Saint-Nicolas. Calcaire, première moitié du XIVe s. Classé M.H. 05/11/1912 |        |
| Flavacourt           | Église Saint-Clair                    | Gisant d'un chevalier. Pierre, premier quart du XIVe s. Classé M.H. 31/03/1931 |        |
| Flavacourt           | Église Saint-Clair                    | Gisant supposé d'Yda de Flavacourt, épouse d'Ancel de Chantemelle, seigneur de Coucy et chambellan de Charles IV. Calcaire, premier quart du XIVe s. Classé M.H. 31/03/1931 |        |
| Morienval            | Abbaye Notre-Dame de Morienval        | Gisant de Florent de Hangest († 1191), seigneur de Hangest et de Davenescourt. Épitaphe : CY GIT FLORENT DE VIRI / SAINT JEAN D'ACRE 3e CROISADE 1191. Calcaire, dernier quart du XIIe s. Classé M.H. 1840 |        |
| Nogent-sur-Oise      | Église Sainte-Maure-et-Sainte-Brigide | Gisant de Florimond de Villers-Saint-Paul († 1473), qui viendrait de l'abbaye Saint-Lucien de Beauvais. Le gisant fut racheté en 1842 et déposé dans l'église. Calcaire, 2e quart du XVe s. Classé M.H. 18/07/1984 |        |
| Saint-Leu-d'Esserent | Église Saint-Nicolas                  | Gisant du comte de Dammartin († 1220). Calcaire, Premier quart du XIIIe s. Classé M.H. 05/11/1912 |        |
| Savignies            | Église Saint-Remy                     | Gisant de Jean de Savignies († 1270), découvert sous le dallage de la première travée nord du chœur lors de travaux conduits dans l'église en 1989. Transcription : Jean de Savignies chevalier qui trespassa en l'an de grace 1270 Calcaire, Dernier quart du XIIIe s. Classé M.H. 22/10/1996 |        |
| Trumilly             | Église de l'Assomption-de-Notre-Dame  | Gisant de personne inconnue. Calcaire, du XIIIe siècle. Classé MH (1913) |        |

## Orne
| Commune  | Édifice                     | Description | Illus. |
| -------- | --------------------------- | --- | ------ |
| Domfront | Église Notre-Dame-sur-l'Eau | Gisant dit de Guillaume Talvas, fondateur de l'église vers 1010. Plus vraisemblablement celui de Pierre Ledin de la Chaslerie, ancien gouverneur présumé de la ville de Domfront dans le dernier quart du XIVe siècle, revêtu de son armure. XVIIe siècle |        |

## Pas-de-Calais
| Commune           | Édifice                              | Description | Illus. |
| ----------------- | ------------------------------------ | --- | ------ |
| Arras             | Cathédrale Notre-Dame-et-Saint-Vaast | Gisant de Jérome Ruffaut, abbé (1537-1563). Marbre, XVIe s. Classé M.H. 30/10/1906 |        |
| Arras             | Cathédrale Notre-Dame-et-Saint-Vaast | Gisant de Philippe de Caverel († 1636), abbé de Saint-Vaast. Marbre, XVIIe s. Classé M.H. 30/10/1906 |        |
| Arras             | Musée des beaux-arts d'Arras         | Gisant de couple, Bocquel de Visme ? Marbre, XVe s. |        |
| Arras             | Musée des beaux-arts d'Arras         | Gisant de Guillaume Lefranchois, médecin et chanoine de Béthune, provenant de l'église Saint-Barthélemy de Béthune, 1446, Marbre, XVe s. |        |
| Courrières        | Église Saint-Piat                    | Gisant de Jehan de Montmorensi. Marbre blanc, XVIe s. Classé M.H. 01/05/1908 |        |
| Frencq            | Église Saint-Martin                  | Gisant d'Enguerrand d'Eudin. Pierre, XIVe s. Classé M.H. 01/05/1908 |        |
| Ham-en-Artois     | Église Saint-Sauveur                 | Gisant d'Enguerrand de Lillers († 1100). Pierre bleue, XVIe s. Classé M.H. 01/02/1911 |        |
| Montreuil-sur-Mer | Abbatiale Saint-Saulve               | Gisant d'un abbé de Saint-Saulve. Pierre, XIIIe s. Classé M.H. 05/12/1908 |        |
| Montreuil-sur-Mer | Abbatiale Saint-Saulve               | Gisant d'un chevalier, désigné comme le comte Helgaud. Pierre, XIIIe s. Classé M.H. 05/12/1908 |        |
| Saint-Omer        | Cathédrale Notre-Dame                | Gisant d'Antoine de Wissocq († 1450). Marbre noir, premier quart du XVe s. Classé M.H. 05/12/1908 |        |
| Saint-Omer        | Cathédrale Notre-Dame                | Gisant de Saint-Omer (600-670), évêque de Thérouanne. Pierre, XIIIe s. Classé M.H. 1840 |        |
| Saint-Omer        | Cathédrale Notre-Dame                | Gisant de Eustache de Croÿ († 1538), chanoine de Cambrai puis évêque d'Arras. Marbre noir et blanc, deuxième quart du XVIe s. Commandé par sa mère, Lamberte de Brimeu, il est l'œuvre du sculpteur Jacques Du Brœucq en 1540. Classé M.H. 05/12/1908 |        |
| Vaulx-Vraucourt   | Église Saint-Martin                  | Gisants de Jehan de Longueval († 1555) et de sa femme Jehanne de Rosimboz. Épitaphe. Pierre noire, XVIe s. Classé M.H. 18/05/1908 |        |
| Le Wast           | Église Saint-Michel                  | Gisant de sainte Ide († 1113). Pierre, XIIIe-XIVe s. Classé M.H. 18/05/1908 |        |

## Puy-de-Dôme
| Commune                | Édifice             | Description                                            | Illus. |
| ---------------------- | ------------------- | ------------------------------------------------------ | ------ |
| Saint-Priest-Bramefant | Église Saint-Priest | Gisant d'un homme. Pierre, dernier quart du XIVe-XVe s |        |

## Pyrénées-Orientales
| Commune   | Édifice                                                                 | Description | Illus.             |
| --------- | ----------------------------------------------------------------------- | --- | ------------------ |
| Elne      | Cathédrale Sainte-Eulalie-et-Sainte-Julie (Chapelle du Saint-Sacrement) | Gisant de Raymond de Costa (+ 1310), évêque d'Elne (1289-1310). Marbre, XIVe s. Œuvre supposée du sculpteur J. de Favereau. Classé M.H. 14/11/1991 |                    |
| Orcival   | Château de Cordès                                                       | Gisant d'Yves II d'Alègre († 1512). À l'origine placé au château d'Allègre, il est déplacé au XVIIIe s. au château de Cordès. Épitaphe : MESSIRE YVES IADIS SEIGNEUR DALEGRE SOUBS CE TVMBEAV CY FAIT SA RESIDANCE. EN SON VIVAT DE DIEU DE CVEVR ALEGRE FUT SERVITEUR ET DES BONS ROIS DE FRANCE. TESMOING ITALIE / NAPPLES ET LOMBARDIE. DIEU A SON AME DOINT ETERNELLE VIE MDXII XI IOR DAVRIL SVAT SO PRICE IL TREPASSA EN LA BATAILLE DE RAVENE. Armoiries. Marbre de Carrare, premier quart du XVIe s. Commande de Gabriel d'Alègre. Classé M.H. partiellement 20/11/1933 |                    |
| Perpignan | Cathédrale Saint-Jean-Baptiste                                          | Gisant de Louis Habert de Montmort (1644-1692), évêque de Perpignan de . Inscription sur le rebord du tombeau : HIC IACET LUDOVICUS DE MONTMOR, ECCLESIAE PRINCEPS, ELNENSIS EPISCOPIS, HENRICI LUDOVICI HABERT DE MONTMOR FILIVS, PARISINVS, MORTVVS EST ANNOS NATVS LI, DIE XXIII JANUAR[II], ANNO SALVTIS MDCXCV. - Marbre blanc, sur tombeau de marbres sculptés, premier quart du XVIIIe s., par Jean Caravaque. Classé M.H. 09/08/1906 | Cliché M.H. photos |
| Perpignan | Musée Hyacinthe Rigaud                                                  | Gisant de Perpenyà Blan († 1344). Inscription (incomplète) : + LANY M CCC XXXX IIII XXVI de DECEMBRE MORI LO SENYOR EN PERPENYA BLAN... SARI A LA ANNA DELICU ALI DEVS PERDO. Grès, milieu du XIVe s. Classé M.H. 14/11/1991 |                    |

## Bas-Rhin
| Commune       | Édifice                                              | Description | Illus. |
| ------------- | ---------------------------------------------------- | --- | ------ |
| Altorf        | Abbatiale Saint-Cyriaque                             | Gisant de Conrad de Gougenheim († 1360), frère économe de l'abbaye |        |
| Dettwiller    | Église-temple Saint-Jacques-le-Majeur                | Gisant de Reinhold de Rosen (1604-1667), lieutenant général et comte de Rosen. Armoiries et épitaphe. Grès gris, troisième quart du XVIIe s. Inscrit M.H. 16/12/1936 |        |
| Hipsheim      | Chapelle Saint-Wendelin                              | Gisant de Saint Ludan († 1202) Épitaphe. Grès peint, dernier quart du XVe s. Œuvre du sculpteur Seyfer Conrad |        |
| Molsheim      | Église Saint-Georges-et-de-la-Trinité                | Gisant de Jean Ier de Dirpheim († 1328), prélat de Strasbourg. Armoiries. Pierre polychrome, première moitié du XIVe s. Classé M.H. 02/04/1982 |        |
| Niederhaslach | Collégiale Saint-Florent de Niederhaslach            | Gisant de Rachion († v. 786), évêque de Strasbourg. Pierre polychrome, XIVe s. (fortement restauré au XIXe s.) |        |
| Osthouse      | Château                                              | Gisant dit d'Hugues Zorn le Jeune († 1321). Grès, premier quart du XIVe s. Classé M.H. 22/07/1983 ; acheté pour le Musée de l'Œuvre Notre-Dame de Strasbourg en 1993 (cf. ci-dessous). |        |
| Sélestat      | Église Sainte-Foy                                    | Gisant de saint François Xavier (1506-1552), missionnaire jésuite. Situé à l'origine sous l'autel de la Sainte-Croix. Disparu Bois polychrome, deuxième quart du XVIIIe s. Œuvre du sculpteur Johann Léonard Meyer réalisée en 1728 |        |
| Seltz         | Église Saint-Étienne                                 | Gisant de Sébastien de Fleckenstein († 1545) Inscription : Anno dm 1545 vff den 16 december starb der Edel und Ernvest Bastian von Fleckentein dem gott genod. Armoiries. Grès gris, deuxième quart du XVIe s. Classé M.H. 25/04/1997 |        |
| Stotzheim     | Château de Grunstein                                 | Gisant supposé de Burkhard de Müllenheim († 1371), provenant de l'église de la Toussaint de Strasbourg. Grès jaune, dernier quart du XVe s |        |
| Strasbourg    | Cathédrale Notre-Dame (Chapelle Saint-Jean Baptiste) | Gisant de Conrad de Lichtenberg († 1299), évêque de Strasbourg (1273-1299), sous un enfeu. Grès gris polychrome, premier quart du XIVe s. Classé M.H. 01/09/2000 |        |
| Strasbourg    | Église Saint-Guillaume                               | Gisants de Philippe von Werd et Ulrich von Werd, landgraves d'Alsace, datant du XIVe siècle. Exécuté en grès rouge sous forme de gisants superposés par le sculpteur Wœlflin de Rouffach, il présente un enfeu, décoré d'une peinture murale |        |
| Strasbourg    | Église Saint-Thomas                                  | Gisant de Jean Thaler († 1356), chevalier autrichien. Dalle en ronde bosse, grès, . Inscription : « Anno Domini MCCCLVI. IIII idus augusti obiit dominus / Johannes dictus Thaler miles de Austria. Orate pro eo ». ("L'an du Seigneur 1356, le 4 des ides d'août [29 juillet] mourut messire Jean, dit Thaler, chevalier autrichien. Priez pour lui".) |        |
| Strasbourg    | Musée de l'Œuvre Notre-Dame                          | Gisant dit de Hugues Zorn de Bulach, grès, vers 1320, provenant du château d'Osthouse (cf. ci-dessus). |        |
| Strasbourg    | Musée de l'Œuvre Notre-Dame (jardin gothique)        | Gisant de Louis V de Lichtenberg (1417-1471), baron, provenant de l'église Saint-Pierre-et-Saint-Paul de Neuwiller-lès-Saverne. Grès, XVe s |        |

## Haut-Rhin
| Commune              | Édifice                           | Description | Illus. |
| -------------------- | --------------------------------- | --- | ------ |
| Altkirch             | Prieuré Saint-Morand              | Gisant de saint Morand de Cluny († ca. 1115), moine bénédictin. Grès ?, XVe s. sur sarcophage de la même époque, le tout surélevé sur des pieds en forme de lionceaux en 1886                                          |        |
| Murbach              | Abbaye de Murbach (transept sud)  | Gisant d'Eberhard d'Eguisheim, comte et neveu de sainte Odile. Fondateur de l'abbaye de Murbach. Placé sous un enfeu. Grès polychrome, troisième quart du XIIIe s. Classé M.H. 27/02/1984                              |        |
| Rouffach             | Église Notre-Dame de l'Assomption | Gisant dit de Werner Falcke († ca. 1340), chevalier, disposé debout. Armoiries et inscription. Grès jaune, deuxième quart du XIVe s. Œuvre attribuée parfois au sculpteur Woelflin de Rouffach. Classé M.H. 26/09/2000 |        |
| Rouffach             | Presbytère                        | Gisant de François Xavier (1506-1552), missionnaire jésuite. Bois polychrome, deuxième quart du XVIIIe s. Classé M.H. 26/09/2000                                                                                       |        |
| Soultzbach-les-Bains | Église Saint-Jean-Baptiste        | Gisant de Marguerite de Rathsamhausen († 1518), femme de Jacques de Hattstatt. Grès jaune, XVIe s. Classé M.H. 11/12/1980                                                                                              |        |
| Soultzbach-les-Bains | Église Saint-Jean-Baptiste        | Gisant de Jacques de Hattstatt († 1514), noble. Grès jaune, XVIe s. Classé M.H. 11/12/1980 |        |
| Wattwiller           | Église Saint-Jean-Baptiste        | Gisant d'Anna von Watweiler († 1344), femme du bailli chevalier Rudolf, prévôt de Wattwiller. Armoiries |        |

## Saône-et-Loire
| Commune                | Édifice                         | Description | Illus. |
| ---------------------- | ------------------------------- | --- | ------ |
| Ciel                   | Église de l'Assomption          | Gisant d'Isabeau de Grancey († ca. 1344), femme de Guillaume II de Verdun. Calcaire, première moitié du XIVe s. Classé M.H. 10/05/1928              |        |
| Lucenay-l'Évêque       | Église                          | Gisant de Guillaume de Brazey († 1302) Pierre, première moitié du XIVe s. Classé M.H. 29/02/1904                                                    |        |
| Martailly-lès-Brancion | Église Saint-Pierre de Brancion | Gisant de Josceran IV de Brancion, provenant de la chapelle du château d'Uxelles détruite vers 1805. Pierre, XIIIe s. Classé M.H. 01/06/1959        |        |
| Ormes                  | Église                          | Gisant d'un chevalier, supposé être le fils de Renaud de la Serrée, seigneur de la Serrée. Pierre, dernier quart du XIIIe s. Classé M.H. 11/04/1932 |        |

## Sarthe
| Commune              | Édifice                                                      | Description | Illus. |  |
| -------------------- | ------------------------------------------------------------ | --- | ------ |  |
| Château-l'Hermitage  | Prieuré de Château-l'Hermitage (église abbatiale Notre-Dame) | Gisant de Marie de Bueil, XVe s. |        |  |
| Le Lude              | Château du Lude                                              | Gisant de Jeanne de l'Epine, mère de Jean de Daillon, pierre, XVe s. Classé M.H. 19/03/1928 |        |  |
| Le Mans              | Cathédrale Saint-Julien (à localiser)                        | Gisant de Charles d'Anjou (1414-1472), comte du Maine de 1434 à 1472. Inscription. Marbre blanc et gris, XVIe s |        |  |
| Le Mans              | Cathédrale Saint-Julien (chapelle sud du déambulatoire)      | Gisant de Georges Grente, de l'Académie française (1872-1959), cardinal, évêque-archevêque du Mans de 1918 à 1959. Le tombeau est encore surmonté du chapeau cardinalice. Commande du défunt. Inscription et armoiries. Socle en ardoise. Calcaire, XXe s |        |  |
| Le Mans              | Musée de Tessé (à localiser)                                 | Gisant d'un vicomte du Maine (peut-être Raoul II de Beaumont-au-Maine) (v. 960-v. 1013 ou 1015). Le tombeau se trouvait autrefois dans une chapelle de l'abbaye d'Étival-en-Charnie, a été découvert dans le sol de la sacristie au XIXe siècle et conservé depuis à son dépôt actuel. Commande des vicomtes du Maine. Calcaire, XIIe s. Classé M.H. 24/01/1979               |        |  |
| Le Mans              | Musée de Tessé (à localiser)                                 | Gisant d'un autre vicomte du Maine (peut-être Raoul III de Beaumont-au-Maine) († ca. 1040) ou un autre Raoul. Le tombeau se trouvait autrefois dans une chapelle de l'abbaye d'Étival-en-Charnie, a été découvert dans le sol de la sacristie au XIXe siècle et conservé depuis à son dépôt actuel. Commande des vicomtes du Maine. Calcaire, XIIIe s. Classé M.H. 24/01/1979 |        |  |
| Le Mans              | Musée de Tessé (à localiser)                                 | Gisant d'un autre vicomte du Maine (peut-être Richard II de Beaumont-au-Maine) († ca. 1249). Le tombeau se trouvait autrefois dans une chapelle de l'abbaye d'Étival-en-Charnie, a été découvert dans le sol de la sacristie au XIXe siècle et conservé depuis à son dépôt actuel. Commande des vicomtes du Maine. Calcaire, XIIIe ou XIVe s. Classé M.H. 24/01/1979          |        |  |
| Le Mans              | Musée de Tessé (à localiser)                                 | Gisant d'une dame du Maine (peut-être Mahaut d'Amboise († 1256), veuve de Richard II). Le tombeau se trouvait autrefois dans une chapelle de l'abbaye d'Étival-en-Charnie, a été découvert dans le sol de la sacristie au XIXe siècle et conservé depuis à son dépôt actuel. Commande des vicomtes du Maine. Calcaire, XIIIe ou XIVe s. Classé M.H. 24/01/1979                |        |  |
| Malicorne-sur-Sarthe | Église Saint-Sylvestre de Malicorne-sur-Sarthe               | Gisant d'un seigneur de Malicorne, , de la famille de Chaources. Pierre XVe s. Classé M.H. 25/07/1902 |        |  |
| Yvré-l'Évêque        | Abbaye de l'Épau (salle capitulaire)                         | Gisant de Bérangère de Navarre (1163-1230), fille de Sanche VI de Navarre dit « le Sage », veuve de Richard Cœur de Lion, roi d'Angleterre. Elle est la fondatrice de cette abbaye en 1229. Le tombeau a été déplacé en 1821 dans la cathédrale du Mans puis replacé en 1970 dans la salle capitulaire de l'abbaye. Calcaire, milieu XIIIe s. Classé M.H. : 24 janvier 1979   |        |  |

## Savoie
| Commune                  | Édifice                                                         | Description | Illus. |
| ------------------------ | --------------------------------------------------------------- | --- | ------ |
| Saint-Jean-de-Maurienne  | Cathédrale Saint-Jean-Baptiste (porche)                         | Gisant de Humbert Ier de Savoie († 1047/1048), comte de Maurienne, comte de Savoie (vers 1027-1047) et fondateur de la maison de Savoie.                      |        |
| Saint-Pierre-de-Curtille | Abbaye d'Hautecombe (troisième tombeau dans le bas-côté droit)  | Gisant de Béatrix de Savoie (1198-1267), fille de Thomas Ier de Savoie, comte de Savoie, et épouse de Raimond Bérenger IV de Provence, comte de Provence      |        |
| Saint-Pierre-de-Curtille | Abbaye d'Hautecombe (deuxième tombeau dans le bas-côté gauche)  | Gisant de Sibylle de Baugé (1255-1294), épouse d'Amédée V et comtesse de Savoie                                                                               |        |
| Saint-Pierre-de-Curtille | Abbaye d'Hautecombe (premier tombeau dans le bas-côté droit)    | Gisant de Guillaume de Savoie (1204-1239), évêque de Valence puis prince-évêque de Liège                                                                      |        |
| Saint-Pierre-de-Curtille | Abbaye d'Hautecombe (deuxième tombeau dans le bas-côté droit)   | Gisant d'Agnès de Savoie (1286-1322), fille d'Amédée V de Savoie, comte de Savoie, et épouse de Guillaume III de Genève, comte de Genève                      |        |
| Saint-Pierre-de-Curtille | Abbaye d'Hautecombe (quatrième tombeau dans le bas-côté gauche) | Gisant de Clémence de Zähringen (1140-1167), fille de Conrad Ier de Zähringen, duc de Zähringen, et épouse de Henri XII de Bavière, duc de Saxe et de Bavière |        |
| Saint-Pierre-de-Curtille | Abbaye d'Hautecombe (premier tombeau dans le bas-côté gauche)   | Gisant de Marguerite (1212 † 1273), fille de Thomas Ier de Savoie et de Marguerite de Genève, et épouse d'Hermann, comte de Kybourg, puis de                  |        |

## Paris
| Arrondissement | Édifice                                                                     | Description | Illus. |
| -------------- | --------------------------------------------------------------------------- | --- | ------ |
| 1er            | Musée du Louvre (sculpture médiévale française, salle 10)                   | Gisant d'Anne de Bourgogne (+ 1432), épouse de Jean de Lancastre (1389–1435), comte de Richmond, comte du Maine et duc d'Anjou, duc de Bedford. Placé à l'origine dans un enfeu (cf. Collection Gaignières). Marbre blanc, XIVe s. Inscription |        |
| 1er            | Musée du Louvre (sculpture médiévale française, salle 10)                   | Gisant de Philippe de Morvilliers (1380-1438), premier Président du Parlement de Paris. Provient probablement du prieuré Saint-Martin-des-Champs. Acquisition du Musée des monuments français en 1886. Marbre blanc, XVe s |        |
| 1er            | Musée du Louvre (sculpture médiévale française, salle 10)                   | Gisants de Pierre de Navarre (1366-1412), comte de Mortain de 1408 à 1412 et de son épouse Catherine d'Alençon (1380-1462). Provient de la chapelle Saint-Jean-l'Évangéliste de la Chartreuse de Paris (détruite à la Révolution). Catherine d'Alençon se fit représenter en gisant de son vivant, dès 1412/1413. Marbre blanc, XVe s. Inscription |        |
| 1er            | Musée du Louvre (sculpture médiévale française, salle 7)                    | Gisant de Guillaume de Chanac l'ancien (+ 1348), évêque de Paris de 1333 à 1342 puis patriarche latin titulaire d'Alexandrie de 1342 à 1348. Provient de l'ancienne abbaye Saint-Victor de Paris. Acquisition du Musée de Versailles en 1884. Marbre, XIVe s. (v. 1348-1360) |        |
| 1er            | Musée du Louvre (sculpture médiévale française, salle 7)                    | Gisant de Jean de Dormans (+ 1380), prêtre, chanoine de Paris et de Chartres, chancelier de l'église de Beauvais. Provient de la chapelle subsistante du Collège de Beauvais-Dormans. Marbre, XIVe s. probablement par Jean de Liège (v. 1382) |        |
| 1er            | Musée du Louvre (sculpture médiévale française, salle 7)                    | Gisant de Renaud de Dormans (+ 1386), frère du précédent, prêtre, chanoine de Paris. Provient de la chapelle subsistante du Collège de Beauvais-Dormans. Marbre, XIVe s. probablement par Jean de Liège (v. 1382) |        |
| 1er            | Musée du Louvre (sculpture médiévale française, salle 9)                    | Gisant de Charles V le Sage (1338-1350), roi de France et de Navarre de 1364 à 1380. Exécuté pour le tombeau de ses entrailles à l'abbaye de Maubuisson, commande du roi lui-même. Acquisition de l'ancien musée des Monuments français en 1863, transféré au Louvre. Marbre blanc, XIVe s. (v. 1374) |        |
| 1er            | Musée du Louvre (sculpture médiévale française, salle 9)                    | Gisants de Charles IV le Bel (1294-1328), roi de France et de Navarre de 1322 à 1328, et de son épouse Jeanne d'Évreux (v. 1310-1371). Exécuté pour le tombeau de leurs entrailles à l'abbaye de Maubuisson, commande de Jeanne Jeanne d'Évreux avant sa mort, elles furent achevées et mises en place en 1372. Transférées au Louvre. Marbre blanc, XIVe s. par Jean de Liège |        |
| 1er            | Musée du Louvre (sculpture médiévale française, salle dite de Blanchelande) | Gisant présumé de Marie d'Avesnes (XIIIe siècle), abbesse de Pont-aux-Dames. Don de C-J. Dassy à Louis-Philippe en 1837, provenant de l'abbaye cistercienne de Pont-aux-Dames. Marbre, XIVe s. (v. 1300 et 1330) |        |
| 4e             | Cathédrale Notre-Dame de Paris (chapelle Saint-Denis)                       | Gisant de Denis Auguste Affre (1793-1848), archevêque de Paris |        |
| 4e             | Cathédrale Notre-Dame de Paris (chapelle Saint-Guillaume)                   | Gisant de Henri Claude, comte d'Harcourt (1769-1776), fils cadet de Henry d'Harcourt. Œuvre du sculpteur Jean-Baptiste Pigalle |        |
| 4e             | Cathédrale Notre-Dame de Paris (chapelle Saint-Marcel)                      | Gisant de Hyacinthe-Louis de Quélen (1778-1839), archevêque de Paris. Œuvre du sculpteur Adolphe-Victor Geoffroy-Dechaume |        |
| 4e             | Cathédrale Notre-Dame de Paris (déambulatoire)                              | Gisant de Louis-Ernest Dubois (1856-1929), évêque de Verdun, archevêque de Bourges, Rouen puis Paris, cardinal. Épitaphe: « + LUDOVICUS TIS S MARIÆ IN AOVIRO CARD DUBOIS ARCHIEP PARISIEN OPTIME DE RELIGIONE ET MATRIA MERITUS MDCCCLVI + MDCCCCXXIX + » Œuvre du sculpteur Henri Bouchard |        |
| 4e             | Cathédrale Notre-Dame de Paris (déambulatoire)                              | Gisant de Simon Matifas de Bucy († 1306), archevêque de Paris. Marbre, premier quart du XIVe s. Classé M.H. 20/02/1905 |        |
| 5e             | Musée de Cluny (division 92)                                                | Gisant (fragment) de Jeanne de Toulouse (1220-1271), fille de Raymond VII de Toulouse. Fragment de la tête : calcaire, XIIIe s., (v. 1271) |        |
| 14e            | Cimetière Montmartre                                                        | Gisant de Godefroy Cavaignac (1800-1845), journaliste républicain. Bronze, XIXe s. par François Rude |        |
| 18e            | Basilique du Sacré-Cœur de Montmartre (crypte)                              | Gisant de Jésus (Christ au tombeau et non mise au tombeau). Bronze, XXe s |        |
| 20e            | Cimetière du Père-Lachaise (division 4)                                     | Gisant en bronze de Félix Faure (1841-1899), Président de la République française, réalisé par René de Saint-Marceaux | 100px  |
| 20e            | Cimetière du Père-Lachaise (division 4)                                     | Gisant de Albert Bartholomé (1848-1928), peintre et sculpteur, réalisé par Henri Bouchard |        |
| 20e            | Cimetière du Père-Lachaise (division 7)                                     | Gisants de Pierre Abélard (1079-1142), philosophe et d'Héloïse d’Argenteuil (1101-1164), abbesse du Paraclet (Marne). Placé à l'origine au prieuré de Saint-Marcel-lès-Chalon (en 1143) le gisant d'Abélard a changé de nombreuses fois jusqu'en 1801, où il est acquis par Alexandre Lenoir qui fait édifier le mausolée actuel pour le premier musée des monuments français, puis inauguré à son emplacement actuel en 1817. Calcaire, XIIIe-XIXe s. Tête d'Héloïse par Pierre-Nicolas Beauvallet (1817) |        |
| 20e            | Cimetière du Père-Lachaise (division 91)                                    | Gisant de Auguste Blanqui (1805-1881), révolutionnaire républicain socialiste. Bronze, XIXe s. par Jules Dalou (1885) |        |
| 20e            | Cimetière du Père-Lachaise (division 92)                                    | Gisant de Victor Noir (1848-1870), journaliste. Bronze, XIXe s. par Aimé-Jules Dalou (1891) |        |

## Seine-Maritime
| Commune              | Édifice                                                         | Description | Illus. |  |
| -------------------- | --------------------------------------------------------------- | --- | ------ |  |
| Bailleul-Neuville    | Église Saint-Waast                                              | Gisant supposé de Pierre de Bailleul dans un enfeu |        |  |
| Biville-la-Baignarde | Église Saint-Paer / Paterne                                     | Gisant dit de Marie de Gouvis. Marie de Gouvis était mariée en 1491 à Jeannin / Janon ou Zanon de Dampierre. Les vêtements portés par la défunte ne correspondent pas au milieu du XVIe siècle, mais aux années 1620-1630 : plastron blanc de dentelle sur col blanc, longues manchettes couvrant les avant-bras. L'attribution est donc erronée. Il pourrait s'agir de Marie de Morant (1580-1635), épouse d'Hector Dampierre. Pierre calcaire. 180 x 48 cm, 2e quart du XVIIe siècle s.                                                                                  |        |  |
| Blainville-Crevon    | Château de Blainville (tour 3 au nord-est)                      | Gisant supposé de Jean de Mauquenchy, dit Mouton de Blainville, du XIVe siècle. Il a servi de support pour un poulailler avant d'être déposé dans une pièce du château de Blainville. |        |  |
| Bois-Guillaume       | Cimetière                                                       | Gisant de Julien Loth (1837-1913), curé de Saint-Maclou de Rouen et historien. Epitaphe (gravée), date : CI GIT MONSEIGNEUR JULIEN ELIE JOSEPH MARIE LOTH DOCTEUR EN THEOLOGIE PROTONOTAIRE APOSTOLIQUE CHANOINE HONORAIRE DE ROUEN - VICAIRE GENERAL DE TARBES ET LOURDES MDIIIXXVII MIMXIII (en majuscules gothiques, autour de la dalle). « Curé de Saint-Maclou de Rouen 12 juillet 1885 - 1913 5 janvier Souvenir des Paroissiens » Œuvre du sculpteur A. Foucher, marbre, réalisée en 1914.                                                                          |        |  |
| Elbeuf               | Église Saint-Étienne (bas-côté nord)                            | Gisant du Christ couché sur un tombeau. Chêne, XVIIIe siècle. |        |  |
| Envermeu             | Église Notre-Dame (adossé au mur)                               | Gisant d'un chevalier inconnu, découvert par l'abbé Cochet en 1856 dans le chenil du château d'Hybouville. Pierre, fin XVIe siècle |        |  |
| Eu                   | Collégiale Notre-Dame-et-Saint-Laurent (crypte)                 | Gisant de Laurent O’Toole ou Lorcán Uí Tuatail (1128-1180), archevêque de Dublin de 1161 à 1180. |        |  |
| Eu                   | Collégiale Notre-Dame-et-Saint-Laurent (crypte)                 | Gisant de Jean d'Artois dit Sans Terre (1321-1387), comte d'Eu de 1351 à 1387, fils de Robert III d'Artois, seigneur de Conches et de Beaumont le Roger, et de Jeanne de Valois. |        |  |
| Eu                   | Collégiale Notre-Dame-et-Saint-Laurent (crypte)                 | Gisant d'Isabelle de Melun († 1389), veuve de Jean d'Artois Sans Terre, comte d'Eu de 1351 à 1387. Marbre blanc, XVe siècle |        |  |
| Eu                   | Collégiale Notre-Dame-et-Saint-Laurent (crypte)                 | Gisant de Philippe d'Artois (1358-1397), comte d'Eu de 1387 à 1397, pair et connétable de France, fils de Jean d'Artois, comte d'Eu, et d'Isabelle de Melun. Marbre blanc, XVe siècle. |        |  |
| Eu                   | Collégiale Notre-Dame-et-Saint-Laurent (crypte)                 | Gisant de Charles d'Artois (1359-1368), fils de Jean d'Artois, comte d'Eu, et d'Isabelle de Melun. |        |  |
| Eu                   | Collégiale Notre-Dame-et-Saint-Laurent (crypte)                 | Gisant d'Isabelle d'Artois (1361-1379), fille de Jean d'Artois, comte d'Eu, et d'Isabelle de Melun. |        |  |
| Eu                   | Collégiale Notre-Dame-et-Saint-Laurent (crypte)                 | Gisant de Charles d'Artois (1394-1472), comte d'Eu, fils de Philippe d'Artois, comte d'Eu, et de Marie de Berry. |        |  |
| Eu                   | Collégiale Notre-Dame-et-Saint-Laurent (crypte)                 | Gisant de Jeanne de Saveuse († 1449), première épouse de Charles d'Artois (1394–1472), comte d'Eu de 1397 à 1472. Marbre blanc, XVe siècle |        |  |
| Eu                   | Collégiale Notre-Dame-et-Saint-Laurent (crypte)                 | Gisant de Hélène de Melun († 1473), fille de Jean IV de Melun, burgraf de Gand, deuxième épouse de Charles d'Artois (1394–1472), comte d'Eu de 1397 à 1472. |        |  |
| Eu                   | Collégiale Notre-Dame-et-Saint-Laurent (crypte)                 | Gisant de Philippe d'Artois (1395-1397), fils de Philippe d'Artois, comte d'Eu, et de Marie de Berry. |        |  |
| Fécamp               | Abbaye de la Trinité (chapelle des Saints-Patrons)              | Gisant de Thomas de Saint-Benoît, 12e abbé de Fécamp (1296-1307). Pierre, XIVe siècle. Classé MH (1840) |        |  |
| Fécamp               | Abbaye de la Trinité (chapelle Saint-Joseph)                    | Gisant de Guillaume de Putot, 11e abbé de Fécamp (1258-1297). Pierre, XIVe siècle. Classé MH (1840) |        |  |
| Fécamp               | Abbaye de la Trinité (chapelle Saint-Joseph)                    | Gisant de Robert de Putot, 13e abbé de Fécamp (1307-1326). Pierre, XIVe siècle. Classé MH (1840) |        |  |
| Fécamp               | Abbaye de la Trinité (chapelle Saint-Nicolas)                   | Gisant de Richard d'Argences, 7e abbé de Fécamp (1220-1223), neveu et successeur de Raoul d'Argences († 1218). Pierre, XIIIe siècle. Classé MH (1840) |        |  |
| Le Havre             | Église Saint-Vincent-de-Paul                                    | Gisant de l'abbé Beaupel, fondateur de la paroisse et initiateur de la construction de l'église. Pierre, XIXe siècle |        |  |
| Hodeng-au-Bosc       | Église Saint-Sauveur                                            | Gisant d'Anthoinette de Biencourt de Nezle († 1537), dame de Guimerville. Pierre, XVIe siècle |        |  |
| Jumièges             | Abbaye de Jumièges                                              | Gisant du tombeau des énervés, représentant un homme et une femme. Pierre, XIIIe siècle. Classé MH (1920) |        |  |
| Limésy               | Cimetière                                                       | Gisant de Pierre Nicolas Deneuve (1802-1849), curé de Limésy (1838-1849) puis de Sotteville-les-Rouen (1849). Epitaphe (gravée), date : PRIEZ.POUR.LA.M(EMOIR)E.DE.M(ONSIEU)R.PIERRE.NICOLAS.DENEUVE.QUI.FUT.PENDANT.XI.ANS.CURE.DE.CET/ TE.PAROISSE.ET.MOURUT.CURE.DE.SOT/ TEVILLE.LES.ROUEN.LE.XII.DE.NOVEMBRE.MDCCCXLIX.AGE.DE.XLVII.ANS.SES.ANCIENS.PAROIS/ SIENS.LUI.ONT.ERIGE.DE.MONUMENT (en majuscules, autour de la dalle). |        |  |
| Ménerval             | Église Notre-Dame (nef)                                         | Gisant dans une châsse de Sainte-Onista, martyre du Ier s. |        |  |
| Pavilly              | Château d'Esneval (chapelle)                                    | Gisant de Thomas de Pavilly († 1091), fondateur de la léproserie. Pierre, du XIIIe siècle. |        |  |
| Rouen                | Abbaye Saint-Ouen (chapelle de la Vierge nord)                  | Gisant de Nicolas de Normandie († 26 février 1092), fils du duc Richard III de Normandie et oncle de Guillaume le Conquérant, 4e abbé de Saint-Ouen. Bâtisseur de l'abbatiale romane, son tombeau est élevé par Jean Roussel, détruit puis relevé par la fabrique en 1869 |        |  |
| Rouen                | Abbaye Saint-Ouen (chapelle de la Vierge sud)                   | Gisant de Jean Roussel dit Marc-d'Argent († 7 décembre 1339), 23e abbé de Saint-Ouen. Bâtisseur de l'abbatiale gothique, son tombeau est détruit puis relevé par la fabrique en 1869 |        |  |
| Rouen                | Cathédrale Notre-Dame (chapelle axiale de la Vierge)            | Gisant de Gustave Maximilien Juste de Croÿ-Solre (1773-1844), archevêque de Rouen (1823-1844), grand aumônier de France (1821-1844) et cardinal. Épitaphe : GVSTAV[us] MAXIMIL[ianus] IVSTVS, PRINCEPS A CROY, CARDINALIS, ARCHIEPISC[opus] ROTHOMAGEN[sis], NORMANN[niæ] PRIMAS, GREGE IN FIDE ET LENITATE ANNOS BIS DENOS PASTO[ravit] IMMORTALI MORTALEM. KAL[endas] IANVAR[i] M.DCCC.XLIV VITAM COMMUTAVIT. . Tombeau dans le style du XIVe siècle, œuvre d'après un dessin de 1856 de l'architecte Jacques-Eugène Barthélémy et du sculpteur Louis Guillaume Fulconis |        |  |
| Rouen                | Cathédrale Notre-Dame (chapelle axiale de la Vierge)            | Gisant de Pierre de Brézé (1412-1465), grand sénéchal d'Anjou, de Poitou et de Normandie, et de sa femme Jeanne du Bec-Crespin. Détruit, il reste aujourd'hui l'enfeu de style flamboyant du milieu du XVIe siècle |        |  |
| Rouen                | Cathédrale Notre-Dame (chapelle Sainte Jeanne d'Arc)            | Gisant de Frédéric Fuzet (1839-1915), archevêque de Rouen de 1899 à 1915. Sculpté par Gauquié (1918) |        |  |
| Rouen                | Cathédrale Notre-Dame (chapelle Saint-Étienne-la-Grande-Église) | Gisant de Barbe Guiffard, du XVIIe siècle, femme de Claude Groulard, premier président du Parlement de Normandie. Placé à l'origine aux Célestins de Rouen, elle est installée dans la cathédrale en 1865. Marbre blanc |        |  |
| Rouen                | Cathédrale Notre-Dame (déambulatoire nord)                      | Gisant d'Hugues III d'Amiens († 1164), archevêque de Rouen de 1130 à 1164. Il a été déplacé de la crypte à son emplacement actuel près de la chapelle de la Vierge au moment de la reconstruction de la cathédrale |        |  |
| Rouen                | Cathédrale Notre-Dame (déambulatoire nord)                      | Gisant de Guillaume Longue-Épée (av. 910-942), comte et prince des Normands de 927 à 942. Épitaphe : H S E GUILLELMUS LONGA DICTUS SPATHA NORMANNIAM QUI SUIS ROLLONIS FILIUS STATUIT IN FINIBUS PRODITORUM INSIDIIS ANNO CM XLII OCCISUS Calcaire polychrome, XIIIe siècle |        |  |
| Rouen                | Cathédrale Notre-Dame (déambulatoire nord)                      | Gisant de Henri le Jeune (1155-1183), duc de Normandie et roi d'Angleterre en partage avec son père de 1169 à 1183. Épitaphe : CUI FRATER FUIT COR LEONIS DICTUS HENRICUS IUNIOR SEDEM IN NORMANNIA ARMIS IURIQUE NEGATAM AN M C LXXXIII A MORTE TANDEM HIC AEGRE TENUIT Calcaire poli, XIIIe siècle |        |  |
| Rouen                | Cathédrale Notre-Dame (déambulatoire sud)                       | Gisant de Richard Cœur de Lion (1157-1199), duc de Normandie et roi d'Angleterre de 1189 à 1199. Il a été déplacé du chœur - près de l'actuel maître-autel - après 1730 vers son emplacement actuel. Épitaphe : HIC COR CONDITUM EST RICARDI ANGLORUM REGIS QUI COR LEONIS DICTUS OBIIT AN M C XC IX Corditaphe en calcaire poli, XIIIe siècle |        |  |
| Rouen                | Cathédrale Notre-Dame (déambulatoire sud)                       | Gisant de Rollon (av. 860-v. 933), comte et prince des Normands de 911 à 927-933 (?). Copie du gisant d'Henri le Jeune. Épitaphe : IN SINU TEMPLI ROLLO QUIESCIT A SE VASTATAE CONDITAE NORMANNIAE PATER AC PRIMUS DUX LABORE QUI FRACTUS OCCUBUIT OCTOGENARIO MAIOR AN CM XXXIII |        |  |
| Rouen                | Musée des antiquités                                            | Gisant d'un chevalier, milieu du XIIIe siècle, situé à l'origine au prieuré d'Ouville-l'Abbaye |        |  |
| Roumare              | cimetière                                                       | Gisant de Pierre Adolphe Pray (1814-1885), curé de Roumare Épitaphe : ICI REPOSE LE CORPS DE MR L'ABBÉ PIERRE ADOLPHE PRAY/ NÉ À ROUEN LE 13 mai 1814 DÉCÉDÉ LE 1er juillet 1885/ PENDANT 41 ANS IL EXERÇA À ROUEN LES FONCTIONS DE CURÉ/ SON SOUVENIR DEMEURERA IMPÉRISSABLE. |        |  |
| Valmont              | Abbatiale de Notre-Dame du Pré (déambulatoire)                  | Gisants de Jacques d'Estouteville (1448-1489), seigneur d'Estouteville et de Valmont, capitaine de Falaise, conseiller et chambellan du roi, il épousa en 1480 Louise d'Albret († 1489) ; albâtre sculpté et poli, vers 1490-1495. Placé sur le même socle que sa femme. |        |  |
| Valmont              | Abbatiale de Notre-Dame du Pré (déambulatoire)                  | Gisant de Nicolas d'Estouteville († 1177), seigneur d'Estouteville et de Valmont, fondateur de l'abbaye ; commandé en 1524 par Jehan Ribaud, abbé de Valmont ; albâtre sculpté et poli, socle sculpté et armorié, figures, inscriptions, XVIe siècle |        |  |

## Seine-et-Marne
| Commune              | Édifice                               | Description | Illus. |
| -------------------- | ------------------------------------- | --- | ------ |
| Crisenoy             | Église Saint-Pierre                   | Gisant d'Alice de Crisenoy. Pierre calcaire, première moitié du XIIIe. Classé M.H. 1907 |        |
| Dammartin-en-Goële   | Collégiale Notre-Dame-de-l'Assomption | Gisant d'Antoine de Chabannes (1408-1488), comte de Dammartin, seigneur de Saint-Fargeau et de Gonor, grand maître de France en 1467. Pierre calcaire, XVIe, restauré 1904                                                                                           |        |
| Gretz-Armainvilliers | Église Saint-Jean-Baptiste de Gretz   | Gisant de Jean de Corbeil (+1318), seigneur de Gretz, maréchal de France. Pierre calcaire, XIVe |        |
| Juilly               | Collège des Oratoriens                | Gisant de Pierre de Bérulle (1575-1629), cardinal. Marbre, XVIIe. Œuvre du sculpteur Jacques Sarrazin. Classé M.H. 29/01/1935 |        |
| Le Mée-sur-Seine     | Musée Henri-Chapu                     | Modèle du gisant de Félix Dupanloup (1802-1878), évêque d'Orléans (1849-1878) et (académicien) (1854-1878). Plâtre, 1887. Œuvre du sculpteur Henri Chapu (1833-1891), pour le mausolée réalisé pour la cathédrale Sainte-Croix d'Orléans (chapelle du transept sud). |        |
| Rebais               | Église Saint-Jean-Baptiste            | Gisant de Saint Agile (ou Aile) de Rebais (vers 580-vers 650), abbé de Rebais entre 636 et 650. Pierre calcaire, XIIIe. Classé M.H. 1906 |        |

## Yvelines
| Commune                  | Édifice                                                       | Description | Illus. |  |
| ------------------------ | ------------------------------------------------------------- | --- | ------ |  |
| Conflans-Sainte-Honorine | Église Saint-Maclou                                           | Gisant de Jean Ier de Montmorency († 1325), seigneur de Montmorency. Calcaire, premier quart du XIVe-dernier quart du XIXe s. Classé M.H. 03/05/1904 |        |  |
| Dampierre-en-Yvelines    | Église Saint-Pierre (nécropole de la maison ducale de Luynes) | Gisant dit de Françoise de Dauvet-Maineville (1802-1824), première épouse d'Honoré d'Albert, 8e duc de Luynes (1802-1867), Marbre blanc sur socle, 1824. L'inscription porte : "D.O.M. et memoriae aeternae amicae [Francisca] a Davvet coniugis dulcissimae quae vixit annos xxi menses vii et de qua nemo suorum unquam dolvit nisi mortem Honoratus dux a Luynes maritus desolatus A.D. MDCCCXXIV" [A Dieu très bon, très grand, et à la mémoire éternelle de [Françoise] de Dauvet, très douce épouse qui vécut 21 ans et 7 mois, et personne parmi les siens ne souffre plus de sa mort que son mari Honoré, duc de Luynes, l'an du Seigneur 1824]. |        |  |
| Lévis-Saint-Nom          | Abbaye Notre-Dame-de-la-Roche                                 | Gisant dit de Guy Ier de Lévis (1180-1233), seigneur de Mirepoix et maréchal de la foi, fondateur de l'abbaye. Pierre polychrome, deuxième quart du XIIIe s |        |  |
| Lévis-Saint-Nom          | Abbaye Notre-Dame-de-la-Roche                                 | Gisant dit de Guy III de Lévis (1240-1299), seigneur de Mirepoix. Pierre polychrome, dernier quart du XIIIe s |        |  |
| Lévis-Saint-Nom          | Abbaye Notre-Dame-de-la-Roche                                 | Gisant dit de Guy II de Lévis. Pierre polychrome, troisième quart du XIIIe s. Classé M.H. 03/05/1904 |        |  |
| Limay                    | Église Saint-Aubin                                            | Gisant de Thomas Le Tourneur († 1384), secrétaire et conseiller de Charles V, maître des comptes de 1365 à 1381. Pierre, dernier quart du XIVe s. Classé M.H. 28/03/1904 |        |  |
| Limay                    | Église Saint-Aubin                                            | Gisant de Jean Chenu († av. 1510), seigneur de La Tour-du-Pin, chambellan de Charles VIII et de Louis XII, et de sa femme Jeanne de Ver, dite de Grizy († v. 1494). Pierre, première moitié du XVIe s. Classé M.H. 05/06/1907 |        |  |
| Saint-Illiers-la-Ville   | Église de la Sainte-Trinité                                   | Gisant de Jehan Duval († 1519), seigneur de Saint-Illiers. Pierre, premier quart du XVIe s. Classé M.H. 17/06/1977 |        |  |
| Salins                   | Église Saint-Apollinaire                                      | Gisant d'un seigneur (peut-être Guillaume de Courtenay) et de sa femme. Pierre, XIIIe ou première moitié du XIVe. Classé M.H. 20/01/1905 |        |  |
| Versailles               | Lycée privé Notre-Dame du Grandchamp                          | Gisant dit de saint Tarcisius de Rome (IIIe siècle). Marbre blanc, XIXe s |        |  |

## Deux-Sèvres
| Commune      | Édifice                  | Description | Illus. |
| ------------ | ------------------------ | --- | ------ |
| Les Alleuds  | Abbaye Notre-Dame        | Gisant de Guillaume († 1318), abbé. Épitaphe. Pierre, XIVe s. Classé M.H. 11/01/1897 |        |
| Oiron        | Collégiale Saint-Maurice | Gisant d'Artus Gouffier (1474-1519), duc de Roannais, seigneur de Boisy, grand maître de France et pair de France. Marbre, première moitié du XVIe s. Œuvre du sculpteur Jean Ier Juste. Classé M.H. 1840 |        |
| Oiron        | Collégiale Saint-Maurice | Gisant de Guillaume Gouffier († 1525), frère d'Artus Gouffier, seigneur de Bonnivet, grand amiral de France. Marbre, première moitié du XVIe s. Œuvre du sculpteur Jean Ier Juste. Classé M.H. 1840       |        |
| Oiron        | Collégiale Saint-Maurice | Gisant de Claude Gouffier († 1570), fils d'Artus Gouffier, duc de Roannais, grand écuyer de France. Marbre, XVIe s. Œuvre du sculpteur Jean Ier Juste. Classé M.H. 1840                                   |        |
| Oiron        | Collégiale Saint-Maurice | Gisant de Philippe de Montmorency († 1516), femme de Guillaume Gouffier. Marbre, première moitié du XVIe s. Œuvre du sculpteur Jean Ier Juste. Classé M.H. 1840                                           |        |
| Parthenay    | Église Sainte-Croix      | Gisant de Guillaume VII de Parthenay-l'Archevêque († 1402) Marbre polychrome, XVe s. Classé M.H. 12/07/1912                                                                                               |        |
| Parthenay    | Église Sainte-Croix      | Gisant de Jeanne de Mathefelon († 1415), femme de Guillaume VII de Parthenay-l'Archevêque. Calcaire polychrome, XVe s. Classé M.H. 12/07/1912                                                             |        |
| Saint-Génard | Prieuré Saint-Génard     | Gisant d'un chevalier Calcaire, XIIIe s. Classé M.H. 11/03/1902 |        |
| Saint-Génard | Prieuré Saint-Génard     | Gisant d'un chevalier, sous un enfeu. Armoiries. Pierre, XIVe s. Classé M.H. 11/03/1902 |        |
| Saivres      | Cimetière                | Gisant d'Isabeau de Verrières Pierre, XIVe s. Classé M.H. 20/11/1940 |        |
| Thouars      | Église Saint-Laon        | Gisant de Nicolas Lecoq († 1479), abbé. Pierre, XIVe s. Classé M.H. 12/08/1902 |        |

## Somme
| Commune    | Édifice                                               | Description | Illus. |
| ---------- | ----------------------------------------------------- | --- | ------ |
| Amiens     | Cathédrale Notre-Dame                                 | Gisant de Gérard de Conchy († 1257), évêque d'Amiens de 1247 à 1257 |        |
| Amiens     | Cathédrale Notre-Dame (chapelle de la Vierge)         | Gisant de Thomas de Savoie († 1332), chanoine d'Amiens |        |
| Amiens     | Cathédrale Notre-Dame (clôture est du chœur)          | Gisant de Guilain Lucas († 1628), chanoine d'Amiens. Œuvre de Nicolas Blasset, sculpteur amiénois qui travailla pour la cathédrale de 1630 à 1659 et qui le réalisa en 1636 |        |
| Amiens     | Cathédrale Notre-Dame (clôture sud du chœur)          | Gisant d'Adrien de Hénencourt († 1530), neveu de Ferry de Beauvoir et doyen du chapitre cathédral |        |
| Amiens     | Cathédrale Notre-Dame (clôture sud du chœur)          | Gisant de Ferry de Beauvoir († 1473), évêque d'Amiens de 1457 à 1473 |        |
| Amiens     | Cathédrale Notre-Dame (nef)                           | Gisant d'Évrard de Fouilloy (v. 1145-1222), évêque d'Amiens de 1211 à 1222. Bronze, XIIIe s |        |
| Amiens     | Cathédrale Notre-Dame (nef)                           | Gisant de Geoffroy d'Eu († 1236), évêque d'Amiens de 1223 à 1236. Bronze, XIIIe s |        |
| Amiens     | Musée de Picardie (collections médiévales)            | Gisant de Simon de Gonçan († 1325), évêque d'Amiens de 1321 à 1325. Découvert en 1855 dans les fouilles de la chapelle (axiale) de la Vierge, à la cathédrale Notre-Dame d'Amiens ; restauré en 2020.                                                                                                |        |
| Amiens     | Musée de Picardie (collections médiévales)            | Tête du gisant d'Henri de Kiéret, chevalier et seigneur de Fransu et de Douriez, provenant de l'abbatiale Saint-Josse de Dommartin. Calcaire, seconde moitié du XIVe siècle). Découverte en 1869 dans les fouilles de l'abbaye ; achat de la Société des Antiquaires de Picardie en 1890.            |        |
| Contay     | Église Saint-Hilaire                                  | Gisant de Louis le Josne, seigneur de Contay et chambellan du duc de Bourgogne. Épitaphe partielle : [...] chevalier seigneur de [...], de Billy, Fricourt, Morcourt, Forest et Chamb [...] ernier jour de mars mil cinq cens [et] dix. Priez Dieu. Pierre, premier quart du XVIe s. Réalisé en 1510 |        |
| Folleville | Église Saint-Jacques-Le-Majeur-et-Saint-Jean-Baptiste | Gisants de Raoul de Lannoy († 1513), seigneur de Morvilliers, capitaine et bailli d'Amiens, gouverneur de Gênes, et de Jeanne Tyrel de Poix-Séchelles († 1524) sa femme, dame de Folleville et de Gannes. Marbre, XVIe s. ; réalisé du vivant des commanditaires : 1507, par des artistes italiens   |        |

## Tarn-et-Garonne
| Commune             | Édifice                 | Description | Illus. |
| ------------------- | ----------------------- | --- | ------ |
| Montpezat-de-Quercy | Collégiale Saint-Martin | Gisant de Jean des Prés de Montpezat († 1353), évêque de Castres (1338-1353). Pierre, XIVe s. Classé M.H                             |        |
| Montpezat-de-Quercy | Collégiale Saint-Martin | Gisant de Pierre des Prés de Montpezat († 1361), cardinal, fondateur de la collégiale Saint-Martin. Marbre blanc, XIVe s. Classé M.H |        |

## Var
| Commune | Édifice                          | Description | Illus. |
| ------- | -------------------------------- | --- | ------ |
| Fréjus  | Cathédrale Saint-Léonce (abside) | Gisant de Guillaume de Roffiac († 1364), recteur du Comtat Venaissin (1353-1362) puis évêque de Fréjus (1361-1364). Marbre, troisième quart du XIVe s. Inscrit M.H. 1862 |        |
| Fréjus  | Cathédrale Saint-Léonce (abside) | Gisant de Louis de Bouillac, évêque de Fréjus (1385-1405). Marbre, premier quart du XVe s. Inscrit M.H. 1862                                                             |        |

## Vaucluse
| Commune | Édifice                           | Description | Illus. |
| ------- | --------------------------------- | --- | ------ |
| Avignon | Cathédrale de Notre-Dame-des-Doms | Gisant de Benoît XII (vers 1285-1342), pape d'Avignon (1335-1342). Œuvre de l'imagier Jean Lavenier. Pierre, XIVe s                  |        |
| Sault   | Mémorial du maquis                | Gisant d'un maquisard anonyme. Inscription : « AUX MORTS DU MAQUIS VENTOUX ET DE LA RESISTANCE EN VAUCLUSE ». Pierre, 3e quart XXe s |        |

## Vendée
| Commune            | Édifice             | Description | Illus. |
| ------------------ | ------------------- | --- | ------ |
| Mortagne-sur-Sèvre | Église Saint-Pierre | Gisant dit de Mabille de Chemillé, auteur de la chapelle Saint-Léger dans les années 1270. Pierre polychrome, XIIIe-XIVe s. Classé M.H. 26/03/1993 |        |

## Vienne
| Commune     | Édifice                                       | Description | Illus. |
| ----------- | --------------------------------------------- | --- | ------ |
| Chauvigny   | Église Saint-Pierre de Chauvigny (collégiale) | Gisant d'un chanoine de Chauvigny. Plate-tombe en calcaire, XVe s. Très abîmé, placé dans un enfeu sculpté du bas-côté nord de la nef. Classé M.H. 25/03/1957                                                           |        |
| Poitiers    | Abbaye Saint-Jean de Montierneuf              | Gisant de Guillaume VIII de Poitiers († 1086), comte de Poitiers et duc d'Aquitaine de 1058 à 1086. Cénotaphe en calcaire, XVIIe-XIXe s. Fortement restauré, puis déplacé (le corps est toujours au milieu de l'église) |        |
| Sallertaine | Église Saint-Martin                           | Gisant d'un enfant Calcaire, XIIe-XIIIe s. Classé M.H. 26/03/1993 |        |

## Haute-Vienne
| Commune                   | Édifice                                         | Description | Illus. |
| ------------------------- | ----------------------------------------------- | --- | ------ |
| Aixe-sur-Vienne           | Chapelle Notre-Dame d'Arliquet                  | Gisants reliquaires de Saint Fulgence († 527 ou 533), Saint Anthime († 288 ou 303), Saint Honorat et Sainte Cornélie. Inscriptions : ST FULGENCE MARTYR, HIC REQUIESCIT CORPUS STI ANTHYMI MART, HIC REQUIESCIT CORPUS STI HONORATI MART, STE CORNELIE VIERGE ET MARTYRE. Plâtre, cire, textile, dernier quart du XIXe s |        |
| Bussière-Poitevine        | Église Saint-Maurice                            | Gisant d'un chevalier Calcaire, XVe s. Classé M.H. 14/11/1930 |        |
| Le Chalard                | Église de l'Assomption de la Très Sainte Vierge | Gisant d'un couple Serpentine, XIIIe s. Inscrit M.H. 18/05/2001 |        |
| Limoges                   | Cathédrale Saint-Étienne                        | Gisant de Raynaud de La Porte († 1323), évêque de Limoges (1294-1316), archevêque de Bourges (1316-1320) et cardinal. Armoiries. Calcaire, premier quart du XIVe s. Classé M.H. 1862 |        |
| Limoges                   | Cathédrale Saint-Étienne                        | Gisant de Bernard Brun († 1349/1350), doyen du chapitre de la cathédrale de Limoges, évêque du Puy (1327-1341), évêque de Noyon (1342-1347) et d'Auxerre (1347). Armoiries. Calcaire et marbre, milieu du XIVe s. Classé M.H. 1862                                                                                       |        |
| Limoges                   | Église Saint-Christophe de Beaune-les-Mines     | Gisant d'un religieux Granite, XIIe s. Inscrit M.H. 12/01/1976 |        |
| Limoges                   | Musée municipal de l'Évêché                     | Gisant d'un religieux, provenant de l'ancienne abbaye Saint-Augustin-lès-Limoges et donné par M. Thomas en 1847 à la Société Archéologique et Historique du Limousin. Granite, dernier quart du XIIe s. Classé M.H. 23/07/1957                                                                                           |        |
| Maisonnais-sur-Tardoire   | Cimetière                                       | Gisant d'un chevalier, remonté à la verticale au sommet de la porte monumentale du cimetière édifiée en 1908. Calcaire, XIVe s. Inscrit M.H. 30/03/1999 |        |
| Razès                     | Église de la Croix-Glorieuse                    | Gisant d'une femme Granite, XIIIe-XIVe s. Classé M.H. 17/06/1977 |        |
| Sainte-Anne-Saint-Priest  | Église Sainte-Anne                              | Gisant supposé d'un chevalier de Saint-Jean-de-Jérusalem, responsable de la commanderie de l'ordre installée à Sainte-Anne-Saint-Priest, sous un enfeu. Granite, XIVe s. Classé M.H. 29/01/1894 |        |
| Sainte-Anne-Saint-Priest  | Prieuré Sainte-Radegonde de Villevaleix         | Gisant d'une abbesse Pierre |        |
| Saint-Laurent-les-Églises | Église Saint-Laurent                            | Gisant d'une femme Granite, XIVe-XVe s. Classé M.H. 17/06/1977 |        |
| Saint-Léonard-de-Noblat   | Chapelle du prieuré de l'Artige                 | Gisant de Bernard de Savène, évêque de Limoges (1219-1226), ancien religieux de l'ordre de l'Artige. Calcaire, deuxième quart du XIIIe s. Classé M.H |        |
| Veyrac                    | Église Saint-Martin                             | Gisant supposé de Pierre de Veyrac, chanoine, neveu de l'évêque de Limoges Jean de Veyrac, auquel il succède en 1198 à la tête du chapitre de la collégiale de Saint-Junien. Granite, XIIIe-XIVe s. Classé M.H. 05/09/1969                                                                                               |        |

## Vosges
| Commune               | Édifice             | Description | Illus. |
| --------------------- | ------------------- | --- | ------ |
| Hadigny-les-Verrières | Église Saint-Martin | Gisant d'Humbert des Piliers († 1592), seigneur d'Hadigny, découvert en 1843 lors de travaux importants dans le chœur de l'église. Pierre, dernier quart du XVIe s. Classé M.H. 26/09/1903 |        |

## Yonne
| Commune           | Édifice                                         | Description | Illus. |
| ----------------- | ----------------------------------------------- | --- | ------ |
| Auxerre           | Abbaye Saint-Germain (salle médiévale du musée) | Fragment du gisant de Jean de Seignelay, provient de l'abbaye Saint-Marien d'Auxerre. Dépôt du musée du Louvre.                       |        |
| Joigny            | Église Saint-André (nef nord)                   | Gisant de Guillaume († 1221), comte de Joigny. Pierre, XIIIe s. Classé M.H. 16/01/1905                                                |        |
| Joigny            | Église Saint-Jean (collatéral sud)              | Gisant d'Adélaïs († 1187), comtesse de Joigny. Pierre, XIIIe s., provient de l'abbaye Notre-Dame de Dilo. Classé M.H. 1992.           |        |
| Joigny            | Église Saint-Thibault (collatéral nord)         | Gisant d'une femme, supposée comtesse de Joigny. Pierre, XIIIe s.                                                                     |        |
| Noyers-sur-Serein | Église Notre-Dame                               | Gisant d'un homme Calcaire, première moitié du XVIe s. Classé M.H. 10/07/1919                                                         |        |
| Sens              | Musée lapidaire de l'officialité                | Gisant d'Antoine Duprat (1463-1535), cardinal, chancelier de France et de Bretagne. Armoiries. Marbre, XVIe s. Classé M.H. 21/08/1905 |        |

## Essonne
| Commune             | Édifice                                         | Description | Illus. |
| ------------------- | ----------------------------------------------- | --- | ------ |
| Courances           | Église Saint-Étienne                            | Gisant de Jehan Montsalt († 1376), chevalier. Armoiries. Pierre, dernier quart du XIVe s. Classé M.H. 30/09/1911 |        |
| Fontenay-lès-Briis  | Église Saint-Martin                             | Gisant d'Adrien de Lenfernal († 1556), provenant de la chapelle Saint-Éloi de Soucy. Armoiries et inscription. Pierre, XVIe s. Classé M.H. 04/12/1914 |        |
| Fontenay-le-Vicomte | Église Saint-Rémi                               | Gisant d'un chevalier († 1301), seigneur de la Honville. Inscription (incomplète) : [...] chevallier qui trespassa l'an MCCC et I. Pierre, XIVe s. Classé M.H. 30/09/1911 |        |
| Forges-les-Bains    | Église de l'Assomption-de-la-Très-Sainte-Vierge | Gisant d'Alexandre de Baillon († 1643), chevalier, seigneur de Forges et de Bajolet. Épitaphe : Cy gist Me Alexandre de Baillon vivant chevalier seigneur de Forges et de Baiollet lequel décéda le XVII jo de septembre 1643, Priez Dieu pour son âme. Armoiries. Pierre, XVIIe s. Classé M.H. 04/12/1914 |        |
| Forges-les-Bains    | Église de l'Assomption-de-la-Très-Sainte-Vierge | Gisant d'Odet de Baillon († 1573), seigneur de Forges et de Bajolet. Épitaphe : Cy gist le corps de feu noble home Odet de Baillon lisy vivant ecuyer seigneur de Forges et de Baiollet qui trespassa le dimanche XXVIII jor de juing 1573, Dieu ait l'âme de lui. Pierre, XVIe s. Classé M.H. 04/12/1914  |        |

## Seine-Saint-Denis
| Commune               | Édifice                                              | Description | Illus. |
| --------------------- | ---------------------------------------------------- | --- | ------ |
| La Forêt-Sainte-Croix | Église                                               | Gisant de Simon Chevalier († 1618), prêtre, sous un enfeu. Inscription : Cy gist venerable discrette psne messire chevalier prestre natif de ceste paroisse Sainte Croix qui décéda le XVIII jour de janvier mil VIcXVIII, Priez Dieu pour son âme. Pierre, XVIIe s. Classé M.H. 30/09/1911 |        |
| Montreuil             | Haut-Montreuil                                       | Gisants des familles Préaux et Pesnon, composées de deux hommes : Étienne Roch Pesnon, Alexis Pesnon et deux femmes : Rose Adelaïde Danquechain Dorval et une femme dont le nom est illisible. Inscription. Calcaire, deuxième quart du XIXe s |        |
| Saint-Denis           | Basilique Saint-Denis                                | Gisant d'Isabeau de Bavière (1371-1435), épouse du roi de France Charles VI. Marbre, deuxième quart du XVe s. Œuvre exécutée entre 1425 et 1429 par le sculpteur Pierre de Thury. Classé M.H. 19/06/1906 |        |
| Saint-Denis           | Basilique Saint-Denis                                | Gisant de Blanche de France (1328-1393), fille posthume du roi Charles IV de France et de Jeanne d'Évreux. Marbre, dernier quart du XIVe s. Œuvre exécutée vers 1382 par les sculpteurs Jean de Liège et son élève Robert Loisel. Classé M.H. 19/06/1906 |        |
| Saint-Denis           | Basilique Saint-Denis                                | Gisant de Blanche de Navarre (1331-1398), épouse du roi de France Philippe VI de Valois. Marbre, deuxième moitié du XIVe s. Commande groupée de son vivant avec celui de sa fille Jeanne de France. Classé M.H. 19/06/1906 |        |
| Saint-Denis           | Basilique Saint-Denis                                | Gisant de Charles d'Évreux (1305-1336), comte d'Étampes. Provenant de l'église du couvent des Cordeliers de Paris. Épitaphe. Marbre, XIVe s. Classé M.H. 19/06/1906 |        |
| Saint-Denis           | Basilique Saint-Denis                                | Gisant de Charles II de Valois (1297-1346), comte de Chartres, du Perche et d'Alençon. Provenant de l'église des Jacobins de Paris. Marbre, XIVe s. Commande probable de son épouse Marie de la Cerda. Classé M.H. 19/06/1906 |        |
| Saint-Denis           | Basilique Saint-Denis                                | Gisant de Charles IV de France (1294-1328), roi de France (1322-1328). Marbre, deuxième quart du XIVe s. Œuvre exécutée entre 1328 et 1329. Classé M.H. 19/06/1906 |        |
| Saint-Denis           | Basilique Saint-Denis                                | Gisant de Charles V de France (1338-1380), roi de France (1364-1380). Marbre, troisième quart du XIVe s. Œuvre du sculpteur André Beauneveu, exécutée dès 1364. Classé M.H. 19/06/1906 |        |
| Saint-Denis           | Basilique Saint-Denis                                | Gisant de Charles VI de France (1368-1422), roi de France (1380-1422). Marbre, deuxième quart du XVe s. Œuvre exécutée entre 1425 et 1429 par le sculpteur Pierre de Thury. Classé M.H. 19/06/1906 |        |
| Saint-Denis           | Basilique Saint-Denis                                | Gisant de Clémence de Hongrie (1293-1328), fille de Charles-Martel d'Anjou, roi de Hongrie et de Clémence de Habsbourg, épouse de Louis X de France, reine de France et de Navarre. Le gisant provient de l'église des Jacobins. Marbre, première moitié du XIVe s. Œuvre exécutée vers 1326-1330 et restaurée en 2010. Classé M.H. 19/06/1906                                                                                            |        |
| Saint-Denis           | Basilique Saint-Denis                                | Gisant de Jean Ier de France (1316), roi de France posthume, fils de Louis X de France et de Clémence de Hongrie. Marbre, deuxième quart du XIVe s. Œuvre exécutée entre 1327 et 1329. Classé M.H. 19/06/1906 |        |
| Saint-Denis           | Basilique Saint-Denis                                | Gisant de Jean II le Bon (1319-1364), roi de France (1350-1364). Marbre, troisième quart du XIVe s. Œuvre du sculpteur André Beauneveu, exécutée dès 1364. Classé M.H. 19/06/1906 |        |
| Saint-Denis           | Basilique Saint-Denis                                | Gisant de Jeanne de Bourbon (1338-1378), épouse du roi de France Clarles V. Il provient du tombeau des entrailles de la reine, à l'origine installé aux Célestins de Paris. Marbre, deuxième moitié du XIVe s. Classé M.H. 19/06/1906 |        |
| Saint-Denis           | Basilique Saint-Denis                                | Gisant de Jeanne de France (1351-1371), fille posthume du roi Philippe VI de Valois et de Blanche de Navarre. Marbre, deuxième moitié du XIVe s. Commande de sa mère. Classé M.H. 19/06/1906 |        |
| Saint-Denis           | Basilique Saint-Denis                                | Gisant de Jeanne d'Évreux († 1371), fille de Louis d'Évreux et de Marguerite d'Artois, elle épouse son cousin le roi Charles IV de France. Sculpté peu après 1328, son effigie fut placée en 1371 à côté de celle de Charles IV. Marbre, XIVe s. Classé M.H. 19/06/1906 |        |
| Saint-Denis           | Basilique Saint-Denis                                | Gisant de Jeanne II de Navarre (1311-1349), fille de Louis X de France et de Marguerite de Bourgogne, épouse de Philippe III de Navarre et reine de Navarre (1328-1349). Le masque du gisant provient du second tombeau élevé à l'église des Jacobins. Marbre, XIVe s. Classé M.H. 19/06/1906 |        |
| Saint-Denis           | Basilique Saint-Denis                                | Gisant de Léon VI d'Arménie (1342-1393), dernier roi latin d'Arménie (1373-1375). Inhumé au couvent des Célestins à Paris, son gisant est transféré à la Révolution. Épitaphe : CI GIST TRES NOBLE EXCELLENT PRINCE LYON DE LIZINGEAN QUINT ROY LATIN DU ROYAUME DARMENIE QUI RENDI LAME A DIEU A PARIS LE XXIX IOUR DE NOVEMBRE LAN DE GRACE MIL TROIS CENS QUATRE VINGT TREIZE. Marbre, dernier quart du XIVe s. Classé M.H. 19/06/1906 |        |
| Saint-Denis           | Basilique Saint-Denis                                | Gisant de Philippe V de France (1292/1293-1322), roi de France (1316-1322). Marbre, deuxième quart du XIVe s. Œuvre exécutée entre 1327 et 1329. Classé M.H. 19/06/1906 |        |
| Saint-Denis           | Basilique Saint-Denis                                | Gisant de Philippe VI de Valois (1293-1350), roi de France (1328-1350). Marbre, troisième quart du XIVe s. Commande dès 1353 de son fils Jean II de France, arrêtée par les guerres. Finalement commande de Charles V de France en 1364, œuvre du sculpteur André Beauneveu. Classé M.H. 19/06/1906 |        |
| Saint-Denis           | Basilique Saint-Denis                                | Gisant de Marie de la Cerda (v. 1319-1379), fille de l'infant Ferdinand de la Cerda, seigneur de Lara, et de Juana Nunez de Lara, épouse de Charles d'Évreux, comte d'Étampes et de Charles II de Valois, comte d'Alençon. Commanditaire probable du sépulcre commun à l'église des Jacobins de Paris. Marbre, XIVe s. Classé M.H. 19/06/1906                                                                                             |        |
| Saint-Denis           | Basilique Saint-Denis (chapelle Saint-Jean-Baptiste) | Gisant de Louis de Sancerre (v. 1342-1402), maréchal et connétable de France. Placé dans le mausolée des rois de France sur la volonté de Charles VI. Commande de Charles VI. Armoiries. Marbre blanc, premier quart du XVe s. Classé M.H. 19/06/1906 |        |
| Saint-Denis           | Basilique Saint-Denis (Chapelle Saint-Michel)        | Gisant de Marguerite Ire de Bourgogne (1309-1382), fille cadette du roi de France Philippe V le Long et de Jeanne II de Bourgogne, femme de Louis Ier de Flandre, comte de Flandres, Nevers et Rethel. Marbre, XIVe s. Classé M.H. 19/06/1906 |        |
| Saint-Denis           | Basilique Saint-Denis (transept sud)                 | Gisant de Bertrand Du Guesclin (1320-1380), maréchal et connétable de France. Placé dans le mausolée des rois de France sur la volonté de Charles V le Sage. Commande vraisemblable de Charles VI. Armoiries. Marbre blanc, XIVe s. Œuvre de l'architecte Raymond du Temple et des sculpteurs parisiens Thomas Privé et Robert Loisel, exécutée entre 1389 et 1397. Classé M.H. 19/06/1906                                                |        |

## Val-d'Oise
| Commune     | Édifice                                              | Description | Illus. |
| ----------- | ---------------------------------------------------- | --- | ------ |
| Montmorency | Collégiale Saint-Martin de Montmorency               | Gisant des généraux Julien-Ursin Niemcewicz (1757-1841) et Charles Kniaziewicz (1762-1842) |        |
| Saint-Denis | Basilique Saint-Denis (chapelle Saint-Jean-Baptiste) | Gisant de Marie de Bourbon (1515-1538), fille de Charles de Bourbon, comte de Vendôme. Il se trouvait à l'origine l'abbaye Notre-Dame de Soissons puis fut acquis à la Révolution par Alexandre Lenoir pour son musée des monuments français. Albâtre, milieu du XVIe s. Classé M.H. 19/06/1906 |        |

Au 13 novembre 2011, la liste recense 543 gisants dans 75 départements, dont ceux des deux papes Clément VI et Benoît XII.